# Rimini
Rimini (; Rémin, Rémni o Rémne in romagnolo; in italiano fino a tutto il '700 anche Rimino) è un comune italiano di 150 895 abitanti, capoluogo dell'omonima provincia in Emilia-Romagna nell'Italia settentrionale.
Località di soggiorno estivo di rilevanza internazionale, con un litorale che si estende per 15 km lungo la costa dell'Alto Adriatico. Vanta una lunga tradizione turistica: nel 1873 vi fu infatti inaugurato il primo stabilimento balneare della riviera romagnola.
Colonia fondata dai Romani nel 268 a.C., per tutto il periodo della loro dominazione è stata nodo di comunicazione fra il nord e il sud della penisola e sul suo suolo gli imperatori romani eressero monumenti dei quali restano tracce importanti. È stata feudo dei Malatesta, e la corte di Sigismondo Pandolfo Malatesta fu una delle più vivaci dell'epoca, ospitando artisti come Leon Battista Alberti, Piero della Francesca, Roberto Valturio, Matteo de' Pasti conservando rilevanti opere del Rinascimento italiano.

## Geografia fisica

### Territorio
Rimini è il più grande comune della Valmarecchia, è situata sul mare Adriatico, all'estremità sud-orientale dell'Emilia-Romagna, a breve distanza dal Montefeltro e dalle Marche. Il territorio comunale si estende per 135,71 km² e confina con Bellaria-Igea Marina, San Mauro Pascoli e Santarcangelo di Romagna a Nord Ovest, Verucchio e Serravalle a Sud Ovest, Coriano a Sud e Riccione a Sud Est. Rimini occupa una posizione storicamente strategica, verso il vertice meridionale della pianura Padana.
Pur trovandosi ancora in pianura, è circondata a sud-ovest da basse e verdi colline, ai cui piedi si stende la città: Covignano (153 m), Vergiano (81 m), San Martino monte l'Abate (57 m) e San Lorenzo in Correggiano (60 m), coltivate a vigneti, oliveti e frutteti e dominate da ville signorili. Queste lievi ondulazioni, costituite in prevalenza da formazioni argillose e sabbiose, raccordano gradualmente gli ambiti di pianura, originati dai depositi fluviali del Marecchia e dell'Ausa, i due principali fiumi del riminese, a una serie di poggi più elevati che salgono verso l'Appennino romagnolo. Il fiume Marecchia scorre entro un letto ghiaioso molto ampio e, dopo aver ricevuto le acque del torrente Ausa, sfocia nell'Adriatico attraverso un deviatore tra S. Giuliano Mare e Rivabella, mentre il corso fluviale originario è utilizzato nel suo tratto a mare come porto canale. Il Marecchia, normalmente povero d'acqua, era soggetto a periodiche piene in grado di provocare spaventose inondazioni alla sua foce, dove il suo letto si restringeva in una strozzatura preceduta da numerose anse, e per questa ragione fu deviato a nord della città. Il torrente Ausa, che costituì per secoli il limite orientale di Rimini, venne allo stesso modo deviato nel secondo dopoguerra e il suo letto fu colmato e trasformato in parco urbano.
La fascia costiera, costituita da depositi marini recenti, è orlata da una spiaggia di sabbia fine, lunga 15 km e larga fino a 200 m, interrotta soltanto dalle foci dei corsi d'acqua e digradante molto lentamente verso il mare. Lungo il litorale corre un cordone sabbioso, o "falesia morta", formato da fenomeni di ingressione marina verificatisi intorno al 4.000 a.C. e sfruttato dai Romani per l'impostazione del primo porto cittadino. Un tratto del cordone è conservato a nord di Rimini, tra Rivabella e Bellaria-Igea Marina, arretrato di circa 1300 metri rispetto alla linea di costa.
Il territorio riminese, per la sua posizione geografica e per i suoi caratteri climatici, è situato al confine tra la zona fitoclimatica mediterranea e la zona centroeuropea, e rappresenta quindi un ambiente di transizione sotto l'aspetto naturalistico. La flora del riminese è tradizionalmente compresa nella zona fitoclimatica del Lauretum, al punto di incontro tra la fascia mediterranea del leccio, che qui raggiunge il suo estremo settentrionale lungo la costa adriatica, la fascia sub-mediterranea calda dei querceti caducifogli di roverella e la fascia temperata della farnia, del carpino e del frassino.

### Clima
Rimini ha un clima temperato caldo, stabilmente umido, con estate molto calda (classificazione Köppen-Geiger Cfa) Secondo la classificazione di Rivas-Martínez, rientra nella fascia a clima mediterraneo (Csa)..
Il clima è mite, a ridotta escursione termica diurna, grazie all'influsso del mare Adriatico, con brezze di mare costanti tra la primavera e l'autunno, e relativamente poco piovoso per la parziale protezione dell'Appennino romagnolo al passaggio delle perturbazioni oceaniche. Rimini presenta temperature medie autunnali e invernali e temperature minime medie annuali tra le più alte in assoluto in Emilia-Romagna.
La temperatura media annuale, per il periodo 1971–2000, è di 13,6 °C; il mese più freddo è gennaio, con una temperatura media di 4,0 °C, quello più caldo è luglio, con una temperatura media di 23,1 °C. La temperatura più alta registrata dalla stazione meteorologica di Rimini-Miramare, situata presso l'aeroporto, è di 38,9 °C (agosto 2000), quella più bassa è di -17,2 °C (gennaio 1985). Le temperature estreme registrate dalla stazione meteorologica di Rimini Lido, interna all'area urbana, sono di 37,9 °C (agosto 1988) e di -10,1 °C (gennaio 1985).
Le precipitazioni sono contenute (655 mm annui) e distribuite regolarmente durante il corso dell'anno, con valori massimi in ottobre (75 mm) e minimi in gennaio e in luglio (42 e 43 mm). In primavera, autunno e inverno le precipitazioni sono portate prevalentemente dal passaggio di perturbazioni oceaniche o dalla formazione di cicloni mediterranei, mentre in estate sono più frequentemente di tipo convettivo, con temporali che giungono sulla costa dall'Appennino o dalla pianura Padana.
L'umidità è molto elevata tutto l'anno, con un minimo del 72% in giugno e in luglio e un massimo dell'84% in novembre e dicembre. I venti prevalenti provengono da O (Ponente), seguiti da quelli da S (Ostro), E (Levante) e NE (Grecale). Il vento da SO, noto come libeccio o garbino, è un vento di caduta appenninico eccezionalmente caldo e secco che precede l'arrivo di depressioni atlantiche, portando temperature molto elevate in ogni stagione. L'insolazione media, per il periodo 1961-1990, è di oltre 2.040 ore di sole all'anno.
| Rimini Miramare (1971-2000) | Mesi | Mesi | Mesi | Mesi | Mesi | Mesi | Mesi | Mesi | Mesi | Mesi | Mesi | Mesi | Stagioni | Stagioni | Stagioni | Stagioni | Anno  |
| Rimini Miramare (1971-2000) | Gen  | Feb  | Mar  | Apr  | Mag  | Giu  | Lug  | Ago  | Set  | Ott  | Nov  | Dic  | Inv      | Pri      | Est      | Aut      | Anno  |
| --------------------------- | ---- | ---- | ---- | ---- | ---- | ---- | ---- | ---- | ---- | ---- | ---- | ---- | -------- | -------- | -------- | -------- | ----- |
| T. max. media (°C)          | 7,7  | 9,5  | 13,2 | 16,9 | 21,9 | 25,8 | 28,5 | 28,1 | 24,5 | 19,2 | 12,8 | 8,9  | 8,7      | 17,3     | 27,5     | 18,8     | 18,1  |
| T. media (°C)               | 4,0  | 5,3  | 8,5  | 11,9 | 16,6 | 20,4 | 23,1 | 22,8 | 19,4 | 14,8 | 9,0  | 5,2  | 4,8      | 12,3     | 22,1     | 14,4     | 13,4  |
| T. min. media (°C)          | 0,4  | 1,1  | 3,7  | 6,9  | 11,2 | 15,0 | 17,7 | 17,6 | 14,4 | 10,4 | 5,1  | 1,5  | 1,0      | 7,3      | 16,8     | 10,0     | 8,8   |
| Precipitazioni (mm)         | 41,8 | 45,1 | 47,8 | 52,8 | 47,9 | 56,3 | 42,8 | 61,3 | 70,4 | 75,2 | 67,0 | 46,6 | 133,5    | 148,5    | 160,4    | 212,6    | 655,0 |
| Giorni di pioggia           | 6    | 6    | 6    | 7    | 7    | 6    | 4    | 6    | 7    | 8    | 7    | 7    | 19       | 20       | 16       | 22       | 77    |
| Umidità relativa media (%)  | 83   | 79   | 76   | 75   | 75   | 72   | 72   | 74   | 76   | 81   | 84   | 84   | 82       | 75,3     | 72,7     | 80,3     | 77,6  |

## Storia

### Le origini e l'età romana

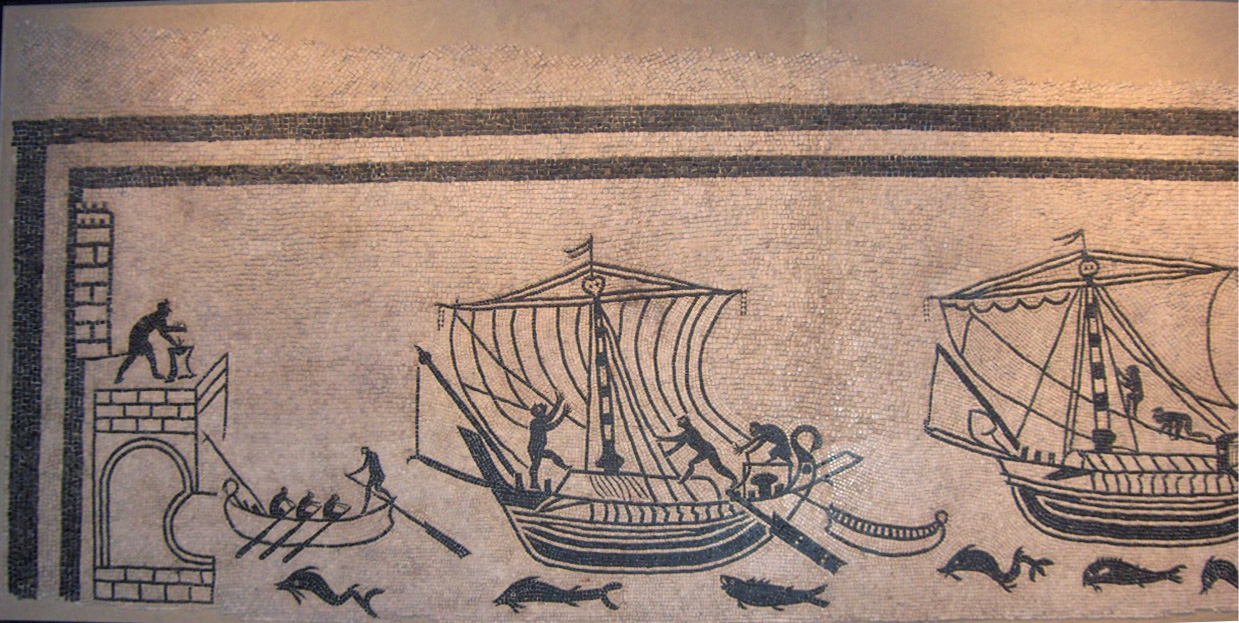
Il porto di Rimini nel mosaico delle barche dalla domus di Palazzo Diotallevi (Rimini, Museo della Città)

Le prime tracce dell'insediamento umano nel territorio riminese risalgono al Paleolitico inferiore (oltre 800.000 anni fa). Il popolamento fu favorito già in epoca antica dalla posizione geografica e dalle caratteristiche morfologiche dell'area: colli ricchi di sorgenti idriche, allo sbocco dell'ampia valle del Marecchia (agevole via di comunicazione con l'alta Valtiberina attraverso il valico di Viamaggio) e in prossimità del mare, che offriva buone possibilità di approdo alla foce del fiume.
L'arrivo dei Celti (390 a.C.) portò rapidamente alla decadenza e all'abbandono di numerosi insediamenti umbro-etruschi e contemporaneamente favorì lo sviluppo dei centri costieri di Ravenna e Rimini. Le tribù gallo-celtiche mantennero per quasi un secolo il controllo del territorio, fino alla battaglia di Sentino (295 a.C.), nella quale la coalizione di Galli, Umbri, Etruschi e Sanniti fu sconfitta dai Romani, che aprirono la strada alla colonizzazione della Gallia Cisalpina.
Nel 268 a.C., alla foce del fiume Ariminus (oggi Marecchia), in una zona del Piceno già abitata in precedenza dagli Etruschi, dagli Umbri, dai Piceni e dai Galli, i Romani "fondarono" la colonia di diritto latino di Ariminum. Lo statuto di colonia latina, conferito solitamente alle città fondate allo scopo di controllare e difendere nuovi territori, conferiva ad Ariminum il ruolo di stato autonomo, legato a Roma da trattati che ne regolamentavano il commercio, la difesa e i rapporti esteri.

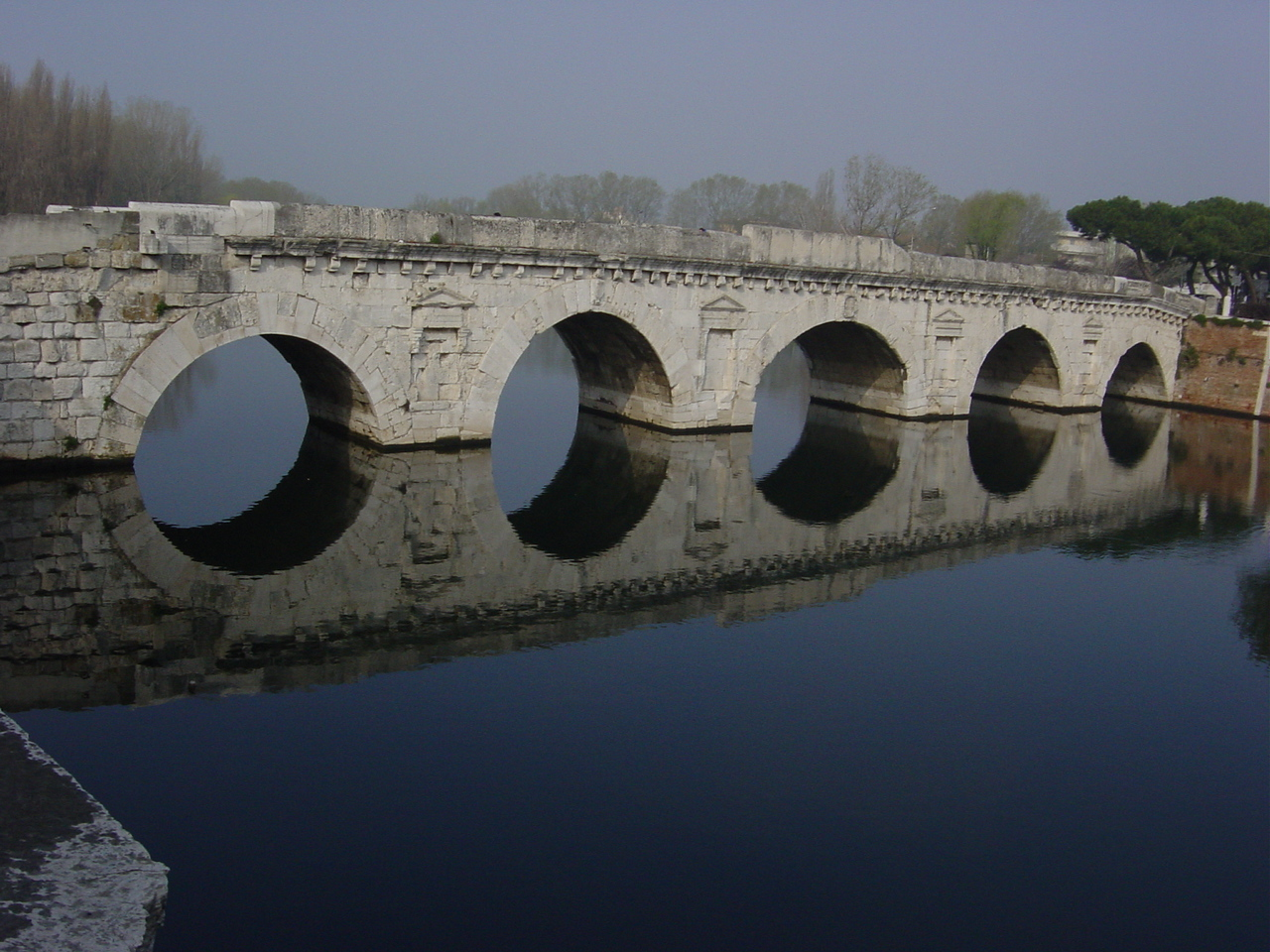
Il Ponte di Tiberio, punto di partenza della Via Emilia

Ariminum era snodo di importanti vie di comunicazione tra il Nord e il Centro Italia: la Via Flaminia (220 a.C.), proveniente da Roma, la Via Emilia (187 a.C.), diretta a Piacenza, e la Via Popilia-Annia (132 a.C.), che collegava la città a Ravenna, Adria, Padova, Altinum e Aquileia. Di grande importanza era che il Porto di Rimini rappresentava la linea difensiva della flotta romana nell'alto Adriatico, mentre Brindisi era quella nel basso Adriatico. Inoltre, Rimini ed Arezzo erano le città di difesa con legioni stanziali all'epoca della II guerra punica.
Durante l'ultimo secolo dell'età repubblicana la città fu coinvolta nelle guerre civili, rimanendo sempre fedele al popolo romano e a Caio Mario. Per questa sua secolare fedeltà a Roma, ad Ariminum furono riconosciuti nel 90 a.C. la cittadinanza romana e il rango di primo municipio cispadano. Nel 49 a.C., dopo il passaggio del Rubicone (che segnava l'inizio dell'Italia propria in età repubblicana, e di cui è tuttora incerta l'identificazione), Giulio Cesare rivolse un discorso alle proprie legioni nel Foro di Rimini, pronunciando la celebre frase «Alea iacta est» ("Il dato è stato lanciato", spesso erroneamente tradotto come "Il dado è tratto").
Nella prima età imperiale Rimini godette di un lungo periodo di prosperità e rinnovamento urbano, e con gli imperatori Augusto, Tiberio e Adriano, vennero realizzate grandi opere pubbliche, quali l'Arco d'Augusto, il Ponte di Tiberio, il teatro e l'anfiteatro. Un generale riassetto interessò la rete dell'acquedotto, il sistema delle fognature e le strade cittadine, che furono lastricate e rialzate in alcuni tratti.
Dal III secolo d.C., ormai perduto quel ruolo diretto nella storia d'Italia che la città aveva raggiunto all'epoca di Augusto, Ariminum fu soggetta a un progressivo declino e a trasformazioni sociali e culturali, tra cui la diffusione di culti orientali, dovuti ai rapporti commerciali e alla presenza di numerosi funzionari e mercanti stranieri. Le prime invasioni barbariche, affrontate con la costruzione di una nuova cinta muraria in età aureliana, portarono a un'inesorabile decadenza e ad un arresto dell'espansione urbana.
Rimini, già sede vescovile dal 313, ospitò nel 359 un concilio di oltre 300 vescovi occidentali a difesa dell'ortodossia cattolica contro l'arianesimo, religione professata da molti popoli germanici che avevano invaso l'Italia. Secondo la tradizione il primo vescovo riminese fu San Gaudenzio, giunto da Efeso e ucciso dagli ariani nel 360.

### Il Medioevo
In epoca tardo antica Rimini fu coinvolta nelle vicende della guerra greco-gotica, che ne decimò la popolazione e portò ad un progressivo abbandono di alcune aree interne alla cinta muraria. Nel 538 la città venne assediata dalle truppe del goto Vitige, intenzionato a farne un presidio militare per la difesa di Ravenna, fu occupata dai Goti nel 549 e infine conquistata dal generale bizantino Narsete.
Sotto la dominazione bizantina fu costituita la Pentapoli marittima, composta dalle città di Rimini, Pesaro, Fano, Senigallia e Ancona. Il territorio della Pentapoli, insieme a quello dell'Esarcato, fu donato alla Chiesa nel 756 dal re dei Franchi, Pipino.
La città divenne un libero comune nel corso del XII secolo, durante il periodo delle lotte per le investiture tra Chiesa e Impero. Nel XIII secolo iniziò un periodo di intensa attività urbanistica ed edilizia. Il centro del potere civile divenne la Piazza del Comune (l'attuale piazza Cavour), dove furono edificati il Palazzo dell'Arengo e il Palazzo del Podestà. L'antico Foro per secoli ospitò il mercato e, successivamente, tornei e giostre equestri.
Le più potenti famiglie nobiliari riminesi, i guelfi Gambacerri e i ghibellini Parcitadi, si contesero il potere civile per tutto il XIII secolo. Dopo una prima fase in cui la città sposò la causa ghibellina, Rimini divenne guelfa, grazie all'avvento della famiglia dei Malatesta da Verucchio, il cui capostipite fu Malatesta il Vecchio, detto anche il "Mastin Vecchio" e ricordato nella Divina Commedia di Dante.

### La signoria malatestiana

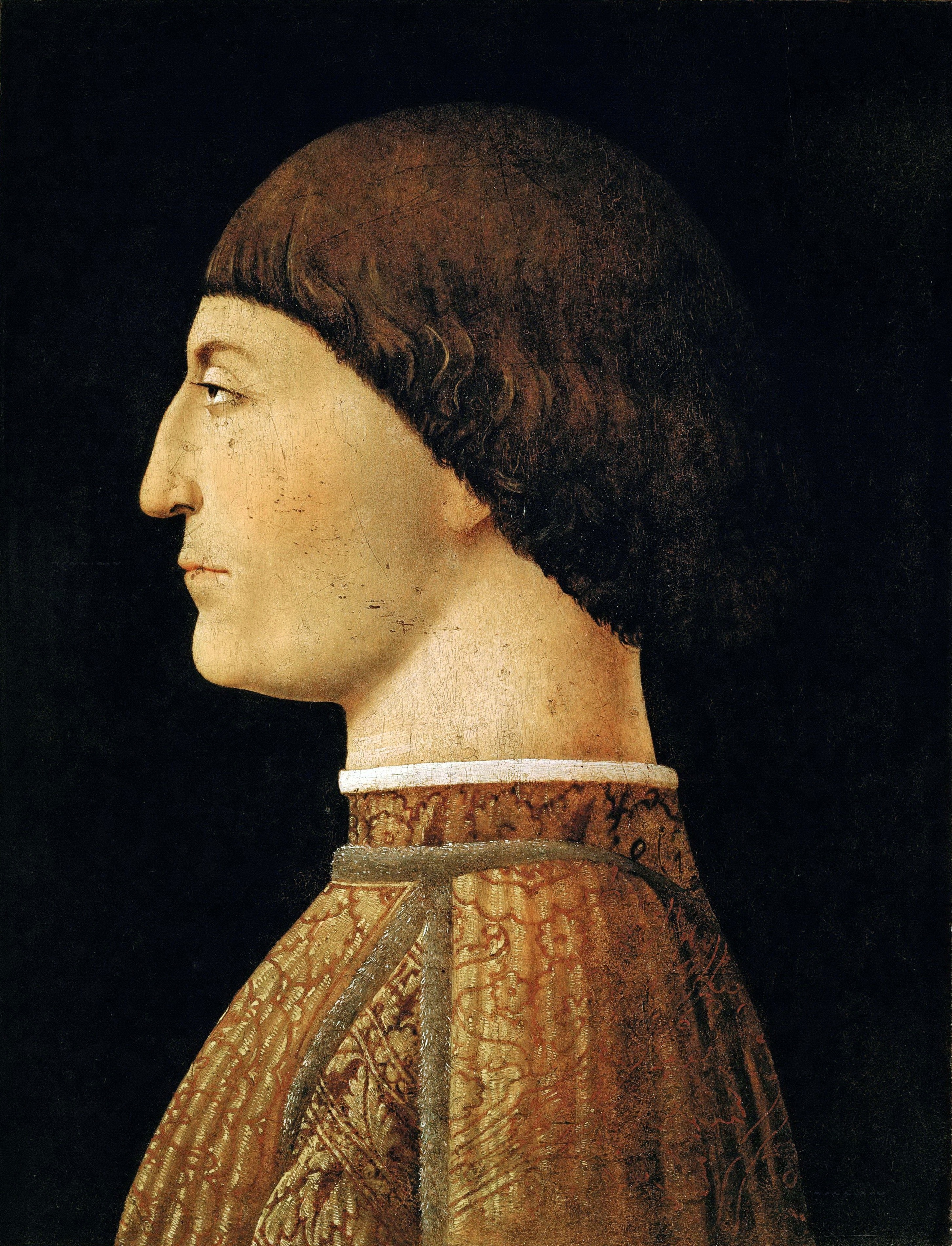
Piero della Francesca, Ritratto di Sigismondo Pandolfo Malatesta (Parigi, Louvre)

I Malatesta assunsero la preminenza tra i guelfi riminesi nel 1248, dopo la rotta subita a Parma dall'imperatore Federico II di Svevia. Malatesta il Vecchio riportò gli esiliati Gambacerri al governo della città, divenendo una figura molto popolare e di prestigio.
Nel 1295 Rimini, sconfitti definitivamente i Parcitadi, fu conquistata dai Malatesta, che ne fecero la capitale della signoria. Per circa due secoli la città ebbe l'egemonia su un vasto territorio, che superò i confini geografici della Romagna, estendendosi fino a Sansepolcro (1370-1430), Sestino e Senigallia.
Alla morte di Malatestino (1317), Pandolfo Malatesta divenne signore di Rimini; dopo la sua morte la città passò nelle mani di Ferrantino, mentre ai figli Galeotto e Malatesta "guastafamiglia" spettarono i territori marchigiani. Nel 1343, dopo un lungo periodo di dissidi e lotte intestine tra i membri della famiglia, a Rimini salirono al potere gli stessi Galeotto e Malatesta. Il dominio su Rimini passò prima nelle mani di Galeotto I (1364) e poi di Carlo (1385), che si distinse per capacità politiche e diplomatiche.
Sigismondo Pandolfo Malatesta, salito al potere nel 1432, fu uno spregiudicato capitano di ventura e allo stesso tempo grande mecenate. Sigismondo militò prima al soldo pontificio contro i Visconti, poi a fianco di Francesco Sforza contro il Papa, con la lega tra Firenze e Venezia, con i Senesi e infine contro Pio II. Si assicurò prestigio dinastico attraverso accorte sistemazioni matrimoniali, sposando Ginevra d'Este (morta nel 1440), Polissena Sforza e, nel 1456, Isotta degli Atti, e volle dare lustro al proprio nome con la costruzione del Tempio malatestiano e di Castel Sismondo. Nel 1463 Sigismondo fu sconfitto dalle truppe pontificie guidate da Federico da Montefeltro, duca di Urbino e suo acerrimo rivale.
Alla morte di Sigismondo (1468) iniziò un periodo di lotte dinastiche tra i figli Sallustio e Roberto, detto “il Magnifico”. Valente condottiero e abile diplomatico, Roberto fu escluso dal governo della città per volere dello stesso Sigismondo, ma riuscì a impadronirsi di Rimini, venendo accusato della morte dei fratelli e della matrigna Isotta. Pandolfo IV, ostile alla nobiltà locale (che lo soprannominò “Pandolfaccio”), e il figlio Sigismondo II furono gli ultimi signori della casata malatestiana, ormai giunta a un definitivo declino, prima dell'annessione allo Stato della Chiesa.
In quello stesso 1503 i signori della Romagna spodestati dal duca Cesare Valentino Borgia, approfittando della morte del padre papa Alessandro VI, offrirono di sottomettersi alla Repubblica di Venezia a condizione di riavere i loro antichi domini: il Senato veneziano accettò e la Serenissima prese possesso di Rimini, Faenza e altre città. L'atto irritò profondamente il nuovo pontefice, il genovese Giulio II, il quale, imprigionato il Borgia, intendeva ristabilire il possesso pontificio di quelle terre. Il papa spinse dunque il 22 settembre 1504 Francia e Impero a stringere con lui a Blois un triplice trattato per la futura spartizione dei domini Veneziani. Nel 1505 Venezia si offrì dunque di restituire al papa le terre occupate, ad eccezione di Rimini e Faenza, frattanto, preoccupata per la crescente crisi del commercio. Il papa incitò allora il nuovo imperatore Massimiliano I d'Asburgo ad attaccare Venezia, scendendo in Italia con il pretesto del proprio viaggio d'incoronazione a Roma.
Sconfitto, però, Massimiliano rischiò persino di perdere Trieste e Fiume e fu costretto a chiedere una tregua. Quando il doge, in virtù delle proprie antichissime prerogative episcopali pretese di nominare il nuovo vescovo di Vicenza, i principali Stati europei trovarono il casus belli per attaccare la Repubblica, accusata di prevaricare il diritto pontificio sui Vescovi. Il 10 dicembre 1508 Giulio II aderì pubblicamente alla lega di Cambrai con la Francia, l'Impero, la Spagna e il Ducato di Ferrara, lanciando l'interdetto sulla Serenissima e nominando il duca Alfonso I d'Este Gonfaloniere di Santa Romana Chiesa. I veneziani vennero sconfitti dai francesi nella Battaglia di Agnadello. A quel punto però, il papa, preoccupato dal crescente potere degli stranieri sull'Italia, il 24 febbraio 1510, ritirato l'interdetto, si alleò con Venezia, scomunicando Alfonso d'Este e chiamando in soccorso gli Svizzeri. Venezia, sopravvissuta al pericolo della guerra della Lega di Cambrai, si tenne in disparte rispetto ai nuovi conflitti italiani ed europei concentrandosi sulla minaccia turca. Alla fine dei conflitti però fu costretta a cedere le terre della Romagna allo Stato Pontificio.

### Rimini nello Stato Pontificio

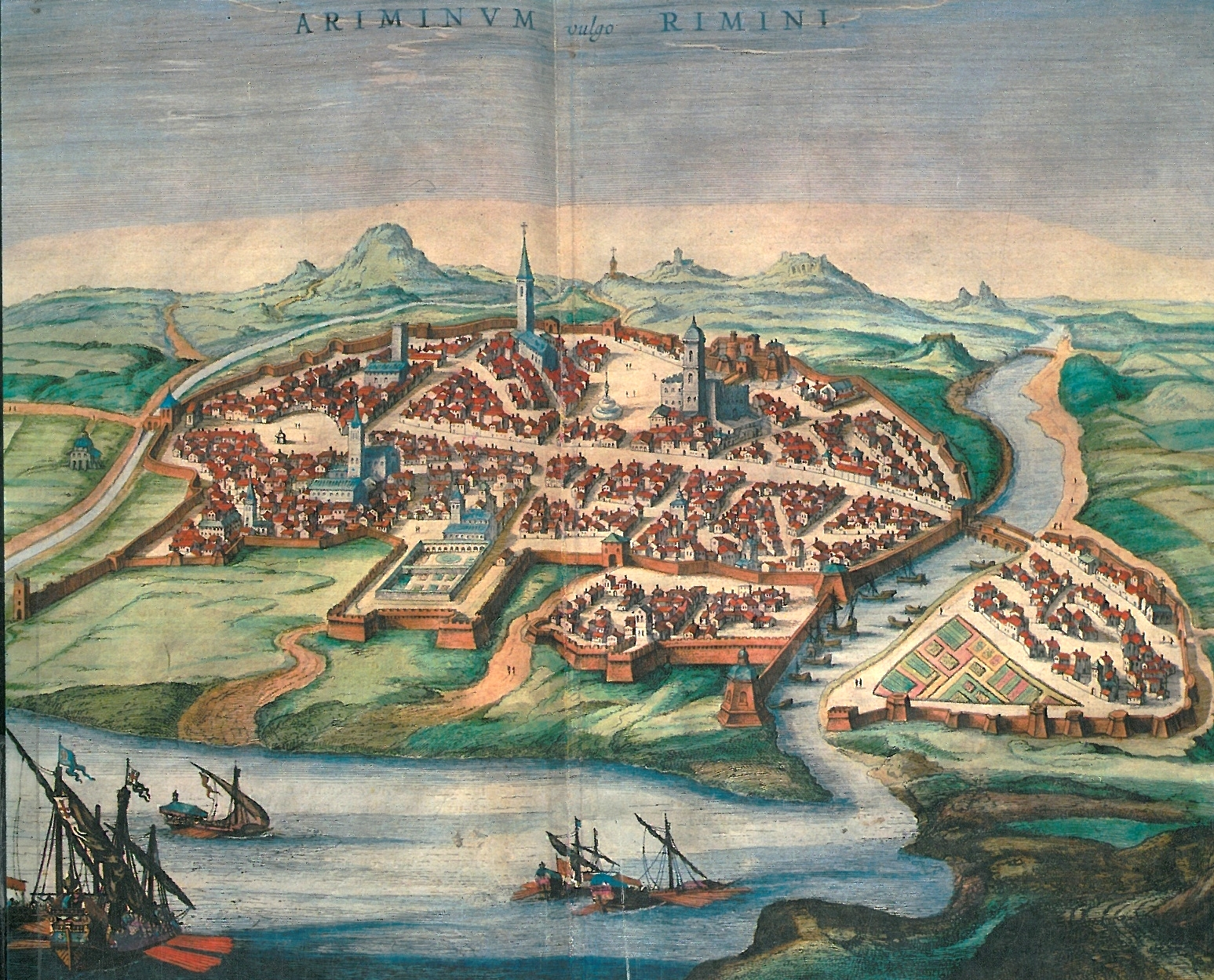
Veduta di Rimini, incisione di Georg Braun (1572)

Nel 1509, dopo la caduta dei Malatesta e il breve periodo di dominazione veneziana, ebbe inizio il governo pontificio della città, che divenne parte per quasi trecento anni della Legazione di Ravenna. Dal punto di vista territoriale e politico Rimini non era più capitale di uno Stato autonomo, quanto piuttosto una città marginale dello stato pontificio.
La città fu duramente provata dal passaggio dell'esercito imperiale di Carlo V nel 1531 e dal transito delle truppe francesi nel 1577, che razziarono il territorio. A ciò si aggiunsero frequenti inondazioni provocate dalle piene del Marecchia, gravi epidemie e carestie, che colpirono periodicamente la città e le campagne.
Nel 1672 la città fu scossa da un violento terremoto, che provocò il crollo parziale di abitazioni e di alcuni edifici pubblici, tra cui il palazzo comunale, la cattedrale, la chiesa dei Teatini e quella di San Francesco di Paola.
Il XVIII secolo fu caratterizzato da una grande vivacità della vita cittadina, da un rinnovamento del tessuto edilizio e da una generale ripresa economica, nonostante il ripetersi di alluvioni, passaggi di eserciti e terremoti, che tornarono a colpire la città. Particolarmente distruttivo fu quello del dicembre 1786, che provocò danni ingenti a edifici pubblici e privati. In misura maggiore rispetto al secolo precedente, nel Settecento Rimini si distinse nell'ambito degli studi scientifici e letterari con l'opera degli scienziati Giovanni Bianchi, Giovanni Antonio Battarra e Michele Rosa, del cardinale e storico Giuseppe Garampi e del poeta Aurelio Bertola.

### Il XIX secolo

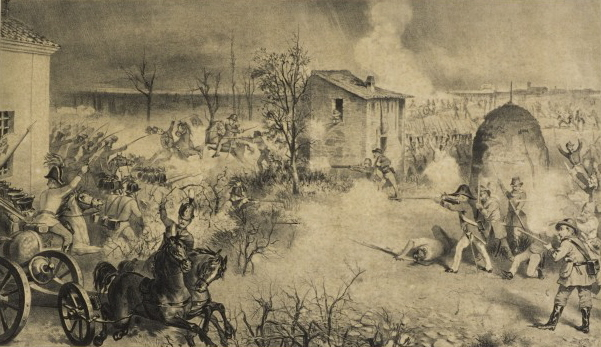
Mauro Cesare Trebbi, La Battaglia delle Celle (Faenza, Museo del Risorgimento e dell'Età Contemporanea)

Dopo l'ingresso a Rimini di Napoleone Bonaparte, avvenuto nel febbraio 1797, la città fu annessa alla Repubblica cispadana prima e, dal 27 luglio dello stesso anno, alla Repubblica cisalpina. A Rimini fu conferito – anche se per breve tempo – il titolo di capitale del Dipartimento del Rubicone, qualifica che mantenne fino all'unificazione dei due dipartimenti romagnoli, avvenuta nel 1798.
A Rimini il 30 marzo 1815, giunto dal Regno di Napoli, Gioacchino Murat lanciò il Proclama di Rimini, attraverso il quale esortò gli italiani a combattere uniti per la costituzione del Regno d'Italia.
Nel 1831 le truppe austriache calarono in Romagna per reprimere l'insurrezione scoppiata nello Stato Pontificio che aveva portato alla creazione del governo delle Province Unite Italiane da parte delle legazioni di Ravenna, Forlì, Bologna e Ferrara. Alle porte della città, in località Celle, duemila volontari combatterono una battaglia contro gli austriaci; lo scontro, ricordato da Giuseppe Mazzini nel suo scritto “Una notte di Rimini”, si concluse con la restituzione del territorio romagnolo allo Stato Pontificio.
Il 30 luglio 1843 fu inaugurato il primo “Stabilimento privilegiato dei Bagni Marittimi”, sul modello delle già affermate località balneari francesi e mitteleuropee.
L'annessione al Regno di Sardegna avvenne il 5 febbraio 1860, quando il Consiglio comunale di Rimini votò il provvedimento con due soli voti contrari; l'esito fu confermato dalla volontà popolare l'11 marzo dello stesso anno. L'anno seguente Rimini fu raggiunta dalla ferrovia Bologna-Ancona (1861). La strada ferrata, posta a mare della città, nella prospettiva di un futuro sviluppo del porto, consentì più agevoli collegamenti con il resto d'Italia, contribuendo in modo decisivo al grande sviluppo dell'economia turistica.
Dopo l'annessione al Regno d'Italia Rimini continuò ad essere al centro di avvenimenti politici di grande importanza. Nel 1872 la città ospitò la conferenza che sancì la nascita dell'anarchismo e la contestuale divisione degli anarchici di Mikhail Bakunin dai seguaci di Karl Marx; due anni più tardi, nel 1874, a Villa Ruffi, alla storica riunione tra anarchici e repubblicani, furono arrestati Aurelio Saffi e Alessandro Fortis, con l'accusa di cospirazione insurrezionale. Nell'agosto 1881 Andrea Costa fondò a Rimini il Partito Socialista Rivoluzionario di Romagna.

### Il XX secolo

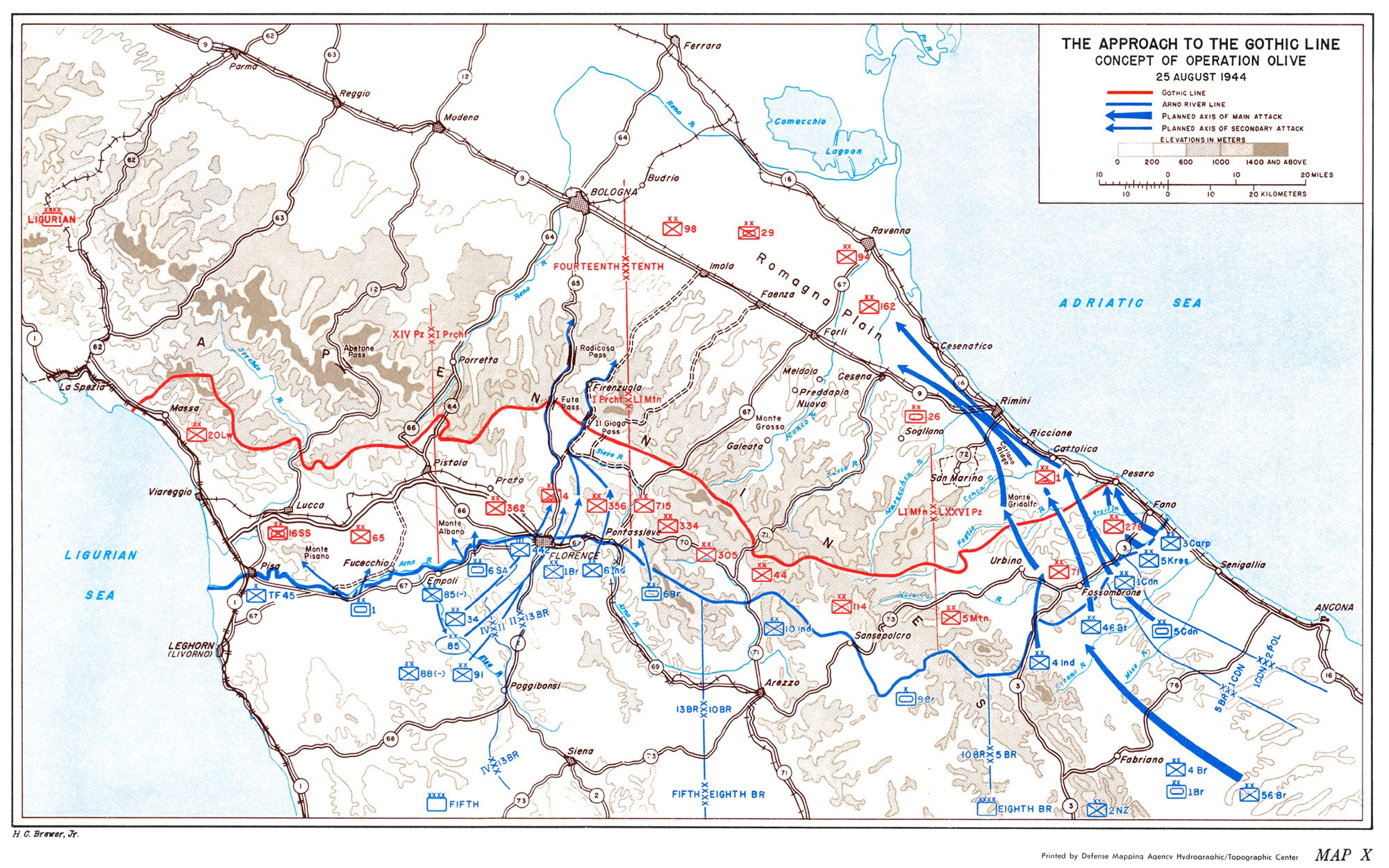
Operazioni militari sulla Linea Gotica (1944)

Il 24 maggio 1915, nel giorno seguente alla dichiarazione di guerra dell'Italia all'Austria-Ungheria, e il 18 giugno dello stesso anno, Rimini subì bombardamenti navali austriaci, che provocarono ingenti danni ma nessuna vittima. Nel dicembre 1915 e nei primi mesi del 1916 la città subì le prime incursioni aeree nemiche, ad opera di bombardieri austriaci decollati da Pola ed aventi come obiettivo le officine ferroviarie. La difficile situazione creata dalle ostilità del primo conflitto mondiale ebbe gravi ripercussioni sull'economia cittadina, a causa della chiusura della stagione dei bagni. Nel 1916 un forte terremoto danneggiò seriamente palazzi storici, chiese e monumenti, tra cui la chiesa di Sant'Agostino, il palazzo comunale e il Teatro Vittorio Emanuele II.
Nel 1922 Riccione, all'epoca frazione del comune di Rimini, che si era sviluppata velocemente come località balneare, divenne comune a sé stante. Con il regime fascista il turismo d'élite fu soppiantato dalla nascita del turismo di massa, con la costruzione di numerosi alberghi, pensioni e villini, e l'apertura di colonie marine nelle frazioni periferiche; la città storica fu invece interessata dagli interventi di risanamento del Borgo San Giuliano (1931) e di isolamento dell'Arco d'Augusto (1938). Nello stesso periodo furono costruite opere di grande importanza per il futuro assetto urbano, tra cui il deviatore del Marecchia (1931), il lungomare (a partire dal 1935) e l'aeroporto di Rimini-Miramare (1938).
Nel 1939 l'aeroporto divenne sede di un reparto dell'aeronautica militare e scalo della linea aerea Roma-Venezia.
Durante la seconda guerra mondiale, tra il 1º novembre 1943 e il settembre 1944 nel corso dell'Operazione Olive, il cui scopo era di sfondare la Linea Gotica, su Rimini furono effettuate 11.510 missioni aeree, di cui 486 nella sola giornata del 18 settembre, e furono distrutti o danneggiati 754 mezzi corazzati.
Secondo una stima tedesca, alla fine della battaglia più dell'80% di Rimini era stata rasa al suolo e migliaia di civili perirono negli scontri e nei bombardamenti.
I riminesi abbandonarono la città, ormai quasi completamente distrutta, per rifugiarsi nelle campagne circostanti e nella vicina Repubblica di San Marino, dichiaratasi neutrale e quindi ritenuta sicura. Tra il 25 agosto e il 30 settembre 1944 le forze tedesche, comandate dal generale Traugott Herr, e le forze alleate (Regno Unito, Canada, Nuova Zelanda e Grecia), guidate dal generale Harold Alexander, si scontrarono presso Rimini, nelle vicinanze della Linea Gotica, combattendo una delle più sanguinose battaglie di tutta la Campagna d'Italia. Rimini fu liberata il 22 settembre.
Il secondo dopoguerra fu caratterizzato da una rapida ricostruzione e da un'enorme crescita del settore turistico. Gli alberghi principali erano il Grand Hotel (Arpesella), Il Villa Rosa Riviera (Marchetti), l'Excelsior Savoia, l'Aquila d'Oro (Grossi), l'hotel Amati (Amati). Rimini, grazie a tali albergatori pionieri, al giro di cambiali, al Credito Romagnolo e all'aeroporto, era divenuta una delle più importanti località turistiche d'Italia e d'Europa. Conobbe un forte incremento demografico: i circa 77 000 abitanti del 1951 diventarono oltre 100 000 nel 1963 per effetto del movimento migratorio dall'entroterra, nonostante la fondazione del nuovo comune di Bellaria-Igea Marina (1956).
Nel 1992 Rimini divenne capoluogo dell'omonima provincia, ottenendo l'autonomia amministrativa dalla Provincia di Forlì, rinominata nello stesso momento Provincia di Forlì-Cesena.

### Simboli

Stemma del Comune di Rimini

Il Comune di Rimini ha come emblema uno scudo bipartito: nella prima metà sono raffigurati, su uno sfondo argenteo nella parte superiore ed un mare increspato in quella inferiore, l'Arco d'Augusto – in un'ipotetica ricostruzione del suo aspetto originario – e il Ponte di Tiberio, monumenti di grande valore identitario per la città. Nella seconda metà, di colore rosso, campeggia una croce guelfa rossa bordata d'argento.
Approvato nel 1930, lo stemma cittadino è il risultato dell'unione di due emblemi preesistenti: quello del libero Comune medievale – così come risulta da alcuni sigilli – e la croce guelfa concessa alla città nel 1509 con la “bolla sipontina” dal pontefice Giulio II.

## Monumenti e luoghi d'interesse

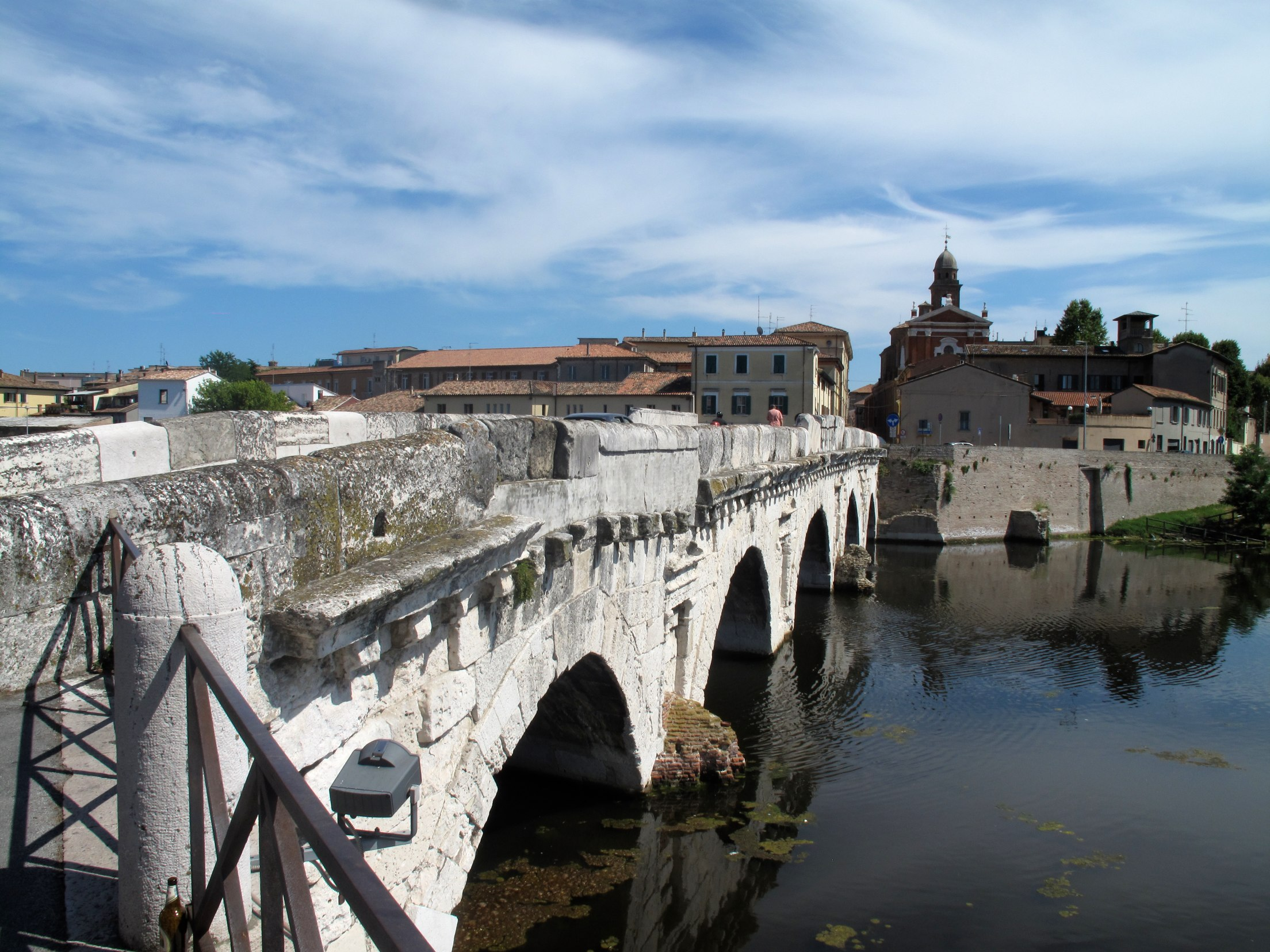
Il Ponte di Tiberio e la chiesa dei Servi

La città ha mantenuto per secoli l'assetto romano, con il tracciato regolare dei suoi isolati, custodendo allo stesso tempo i grandi monumenti romani che ne dimostravano le origini antiche. Le trasformazioni medievali, le grandi opere di rinnovamento urbano dei Malatesta, i terremoti, le soppressioni degli ordini conventuali ne hanno determinato un'evoluzione continua, leggibile nella stratificazione di testimonianze storiche. I bombardamenti della seconda guerra mondiale distrussero la città, compromettendo gravemente il patrimonio monumentale e l'integrità del centro storico, che è stato ricostruito e restaurato per valorizzarne gli spazi e i numerosi, pregevoli edifici.

### Architetture religiose

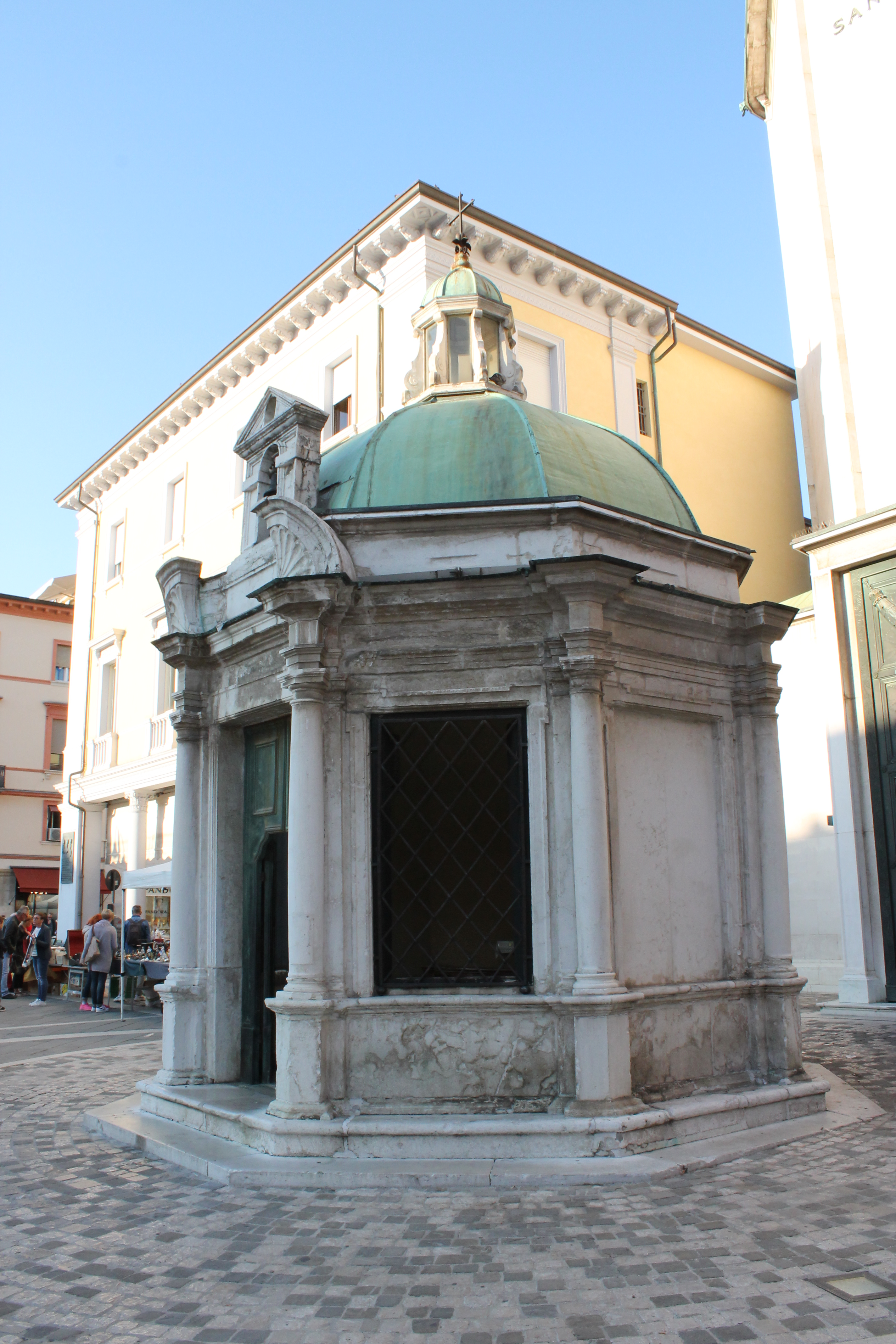
Il cinquecentesco Tempietto di Sant'Antonio

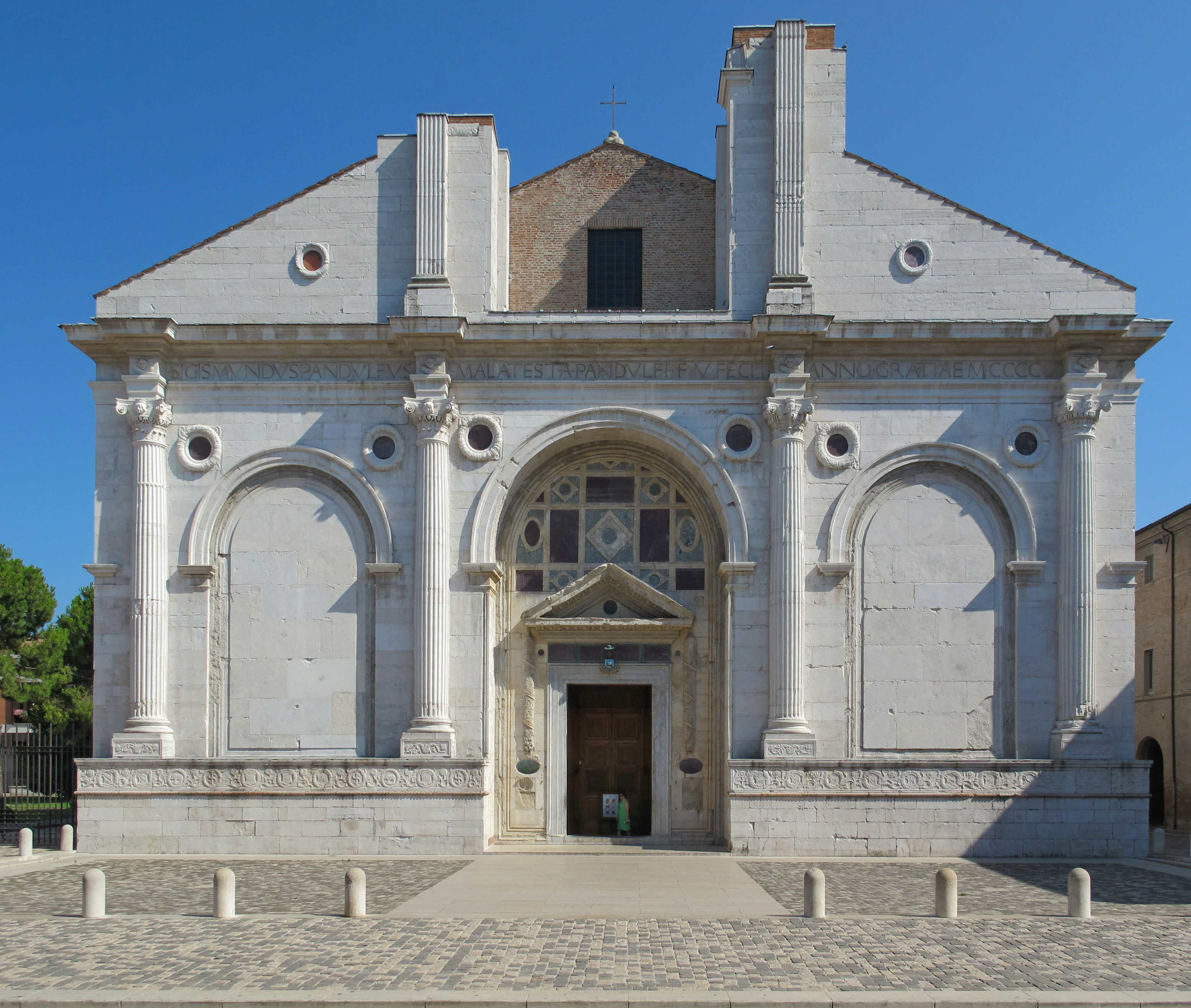
Il Tempio malatestiano

Rimini possiede numerose chiese di interesse storico e artistico, conventi e santuari, arricchiti da pregevoli opere d'arte, che testimoniano l'evoluzione dell'architettura e dell'arte attraverso i secoli.
In età romana la città aveva numerosi templi, dedicati a diverse divinità, dei quali non restano testimonianze significative, ad eccezione delle tracce di un antico tempio romano, rinvenute nella pieve di San Lorenzo in Monte, sul colle di Covignano.
La città, situata alla confluenza di strade consolari di grande traffico, con un porto importante in collegamento con l'Oriente, accolse molto presto la religione cristiana. Le prime testimonianze monumentali del Cristianesimo, tra cui la cattedrale di S. Colomba e la basilica di S. Gaudenzo, furono modificate nel corso dei secoli e distrutte nel periodo napoleonico.
Nel Medioevo sorsero i grandi conventi e le chiese di numerosi ordini religiosi, quali i Benedettini, gli Agostiniani, i Domenicani, i Francescani, i Carmelitani e i Serviti e la città si arricchì di santuari, oratori, celle e tempietti, alcuni dei quali costruiti a ricordo di eventi miracolosi. Tra gli edifici religiosi più importanti costruiti in epoca medievale si ricordano Sant'Agostino, San Francesco, San Giuliano, San Giovanni Battista, la chiesa dei Servi e la chiesa di San Domenico, non più esistente.
La chiesa gotica di San Francesco, già utilizzata come luogo di sepoltura dalla famiglia Malatesta, fu interamente trasformata nella prima metà del XV secolo da Sigismondo Pandolfo Malatesta nel Tempio malatestiano, monumentale mausoleo del signore di Rimini, su progetto di Leon Battista Alberti.
Sui colli che circondano la città si trovano la chiesa di San Fortunato, la chiesa della Madonna delle Grazie e la pieve di San Lorenzo in Monte, di origini medievali e trasformate più volte nel corso dei secoli.
Nel Cinquecento furono costruiti la chiesa della Madonna della Colonnella e il Tempietto di Sant'Antonio da Padova. Nello stesso secolo furono rinnovate le chiese di S. Rita e di San Giuliano.
La città ebbe tra il XIV e il XVI secolo una fiorente comunità ebraica, che costruì tre sinagoghe, delle quali non rimane alcuna traccia. La più antica sinagoga è attestata già dal 1486, in Piazza Cavour; una seconda fu costruita nella contrada di Santa Colomba e una terza, detta “Sinagoga magna”, in via Cairoli.
Nel Settecento ordini e confraternite promossero il rinnovamento di tutti i principali edifici religiosi: sorse la chiesa del Suffragio e vennero trasformate, in forme grandiose ed eleganti, le chiese di Sant'Agostino, San Giovanni Battista, San Bernardino e la chiesa dei Servi. Gli interni furono decorati da opere di artisti riminesi ed emiliani quali Guido Cagnacci, il Guercino, Vittorio Maria Bigari e Antonio Trentanove. La chiesa di Santa Colomba fu cattedrale fino al 1798: il titolo fu prima trasferito alla chiesa di Sant'Agostino e, nel 1809, al Tempio malatestiano. Il patrimonio architettonico religioso fu profondamente segnato dalla soppressione degli ordini voluta da Napoleone e dai bombardamenti della seconda guerra mondiale, che inflissero danni gravissimi.

### Architetture civili

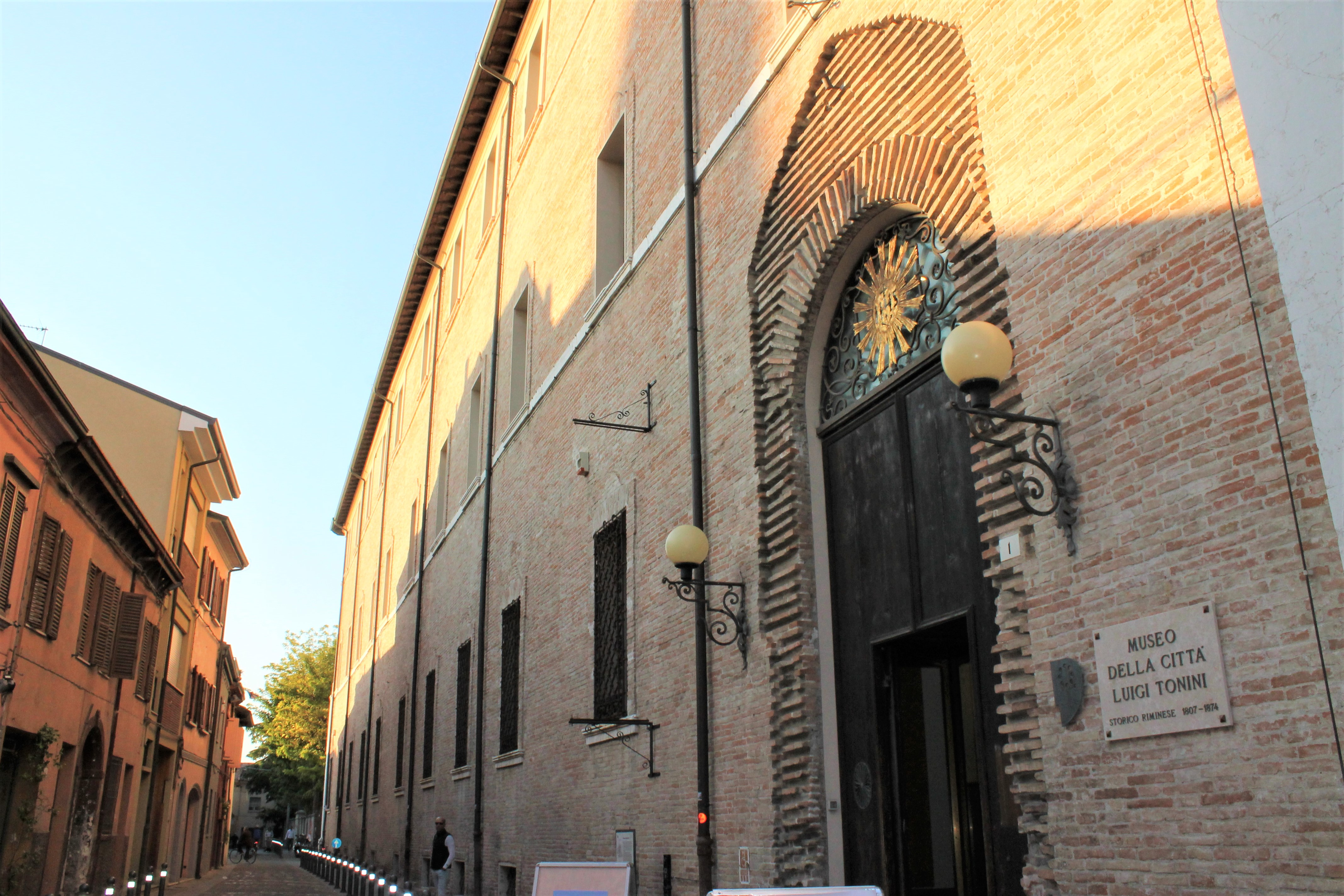
Il Museo della Città

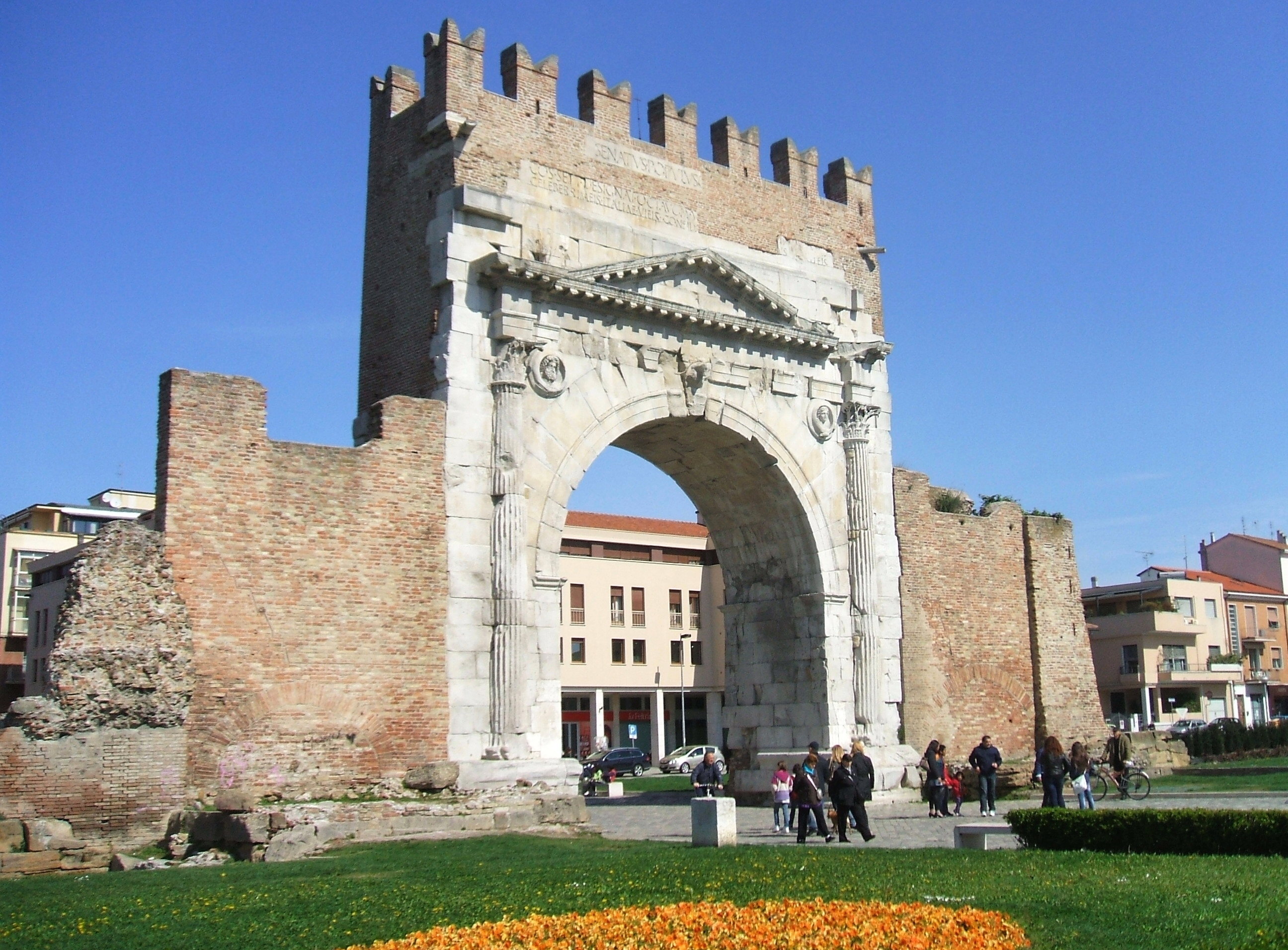
L'Arco d'Augusto

Le architetture civili di Rimini comprendono numerosi edifici (palazzi, teatri, hotel storici, ville, villini) e altri monumenti (fontane, ponti, archi) che testimoniano la storia della città attraverso i secoli.
L'Arco d'Augusto e il ponte di Tiberio, monumenti di età romana imperiale, sono da almeno mille anni i simboli di Rimini, ammirati e celebrati, inclusi nello stemma civico fin dal X secolo e assunti a modello per l'architettura del Rinascimento. L'Arco d'Augusto, il più antico arco romano superstite e simbolo di Rimini, fu costruito nel 27 a.C. in onore dell'imperatore Augusto per celebrare il restauro delle più importanti strade consolari italiane. Il ponte di Tiberio, imponente costruzione a cinque arcate, fu costruito sotto Augusto a partire dal 14 d.C. e terminato nel 21 d.C. da Tiberio.
L'antica Porta Montanara fu costruita al tempo di Silla, nel I sec. a.C.; era uno dei quattro ingressi - insieme alle porte Romana, Gallica e Marina - di Ariminum.
I palazzi dell'Arengo e del Podestà, in piazza Cavour, furono costruiti rispettivamente nel 1204 e nel 1334 in stile gotico. Il grande complesso monumentale, sede del potere civile, delle assemblee cittadine e dell'amministrazione della giustizia fin dal Medioevo, fu trasformato nei secoli successivi e riportato alle forme originarie con lunghi restauri compiuti tra il 1919 e il 1925.
I palazzi nobiliari, caratterizzati da un classicismo composto e solenne, furono in gran parte costruiti tra il XVI e il XVIII secolo dai più importanti casati riminesi. Tra i più importanti figurano Palazzo Garampi, sede del municipio in piazza Cavour, Palazzo Gambalunga, sede della Biblioteca Gambalunghiana, Palazzo Buonadrata, sede della Cassa di Risparmio, Palazzo Cima, Palazzo Diotallevi, Palazzo Giovannini, Palazzo Massani, Palazzo Ricciardelli, Palazzo Ripa, Palazzo Zavagli.
Al XIX secolo risale Palazzo Ghetti, mentre del 1914 è il Palazzo della Cassa di Risparmio, costruito in piazza Luigi Ferrari come sede di rappresentanza della storica banca riminese.
Sul colle di Covignano e sugli altri poggi che circondano la città sorgono splendide ville signorili, sede di proprietari terrieri e residenze di rappresentanza, immerse nel verde di vigneti, oliveti e giardini formali di lecci e cipressi, tra cui Villa Des Vergers, Villa Mattioli, Villa Alvarado, Villa Bianchini, Villa Cantelli, Villa il Castellaccio e Castello Miramare.
Per molti secoli l'unica fontana monumentale della città, di fondamentale importanza in quanto fonte di approvvigionamento idrico, fu la fontana della Pigna, in piazza Cavour, affiancata dal “fontanone” dei cavalli nella stessa piazza. Nel 1928 fu costruita la fontana dei Quattro Cavalli a Marina Centro, a ornamento dei giardini del Kursaal.
L'antica pescheria e il faro, edifici storici della marineria, risalenti alla metà del Settecento, testimoniano la vitalità economica, imprenditoriale e marittima della città, che fu per lungo tempo uno dei principali porti pescherecci e commerciali dell'Adriatico.
Per la sua tradizione di località turistica, tra le più antiche in Italia, la città possiede inoltre numerosi esempi di architetture balneari, quali hotel, stabilimenti balneari e villini, tra cui il Grand Hotel, le palazzine Roma e Milano, i villini Solinas, Baldini, Recordati e Cacciaguerra, a Marina Centro.
Consacrato nel 1813, il cimitero monumentale di Rimini è il luogo di riposo finale di diverse figure di spicco associate a Rimini, tra cui Amintore Galli, Renzo Pasolini e Federico Fellini.

### Architetture militari

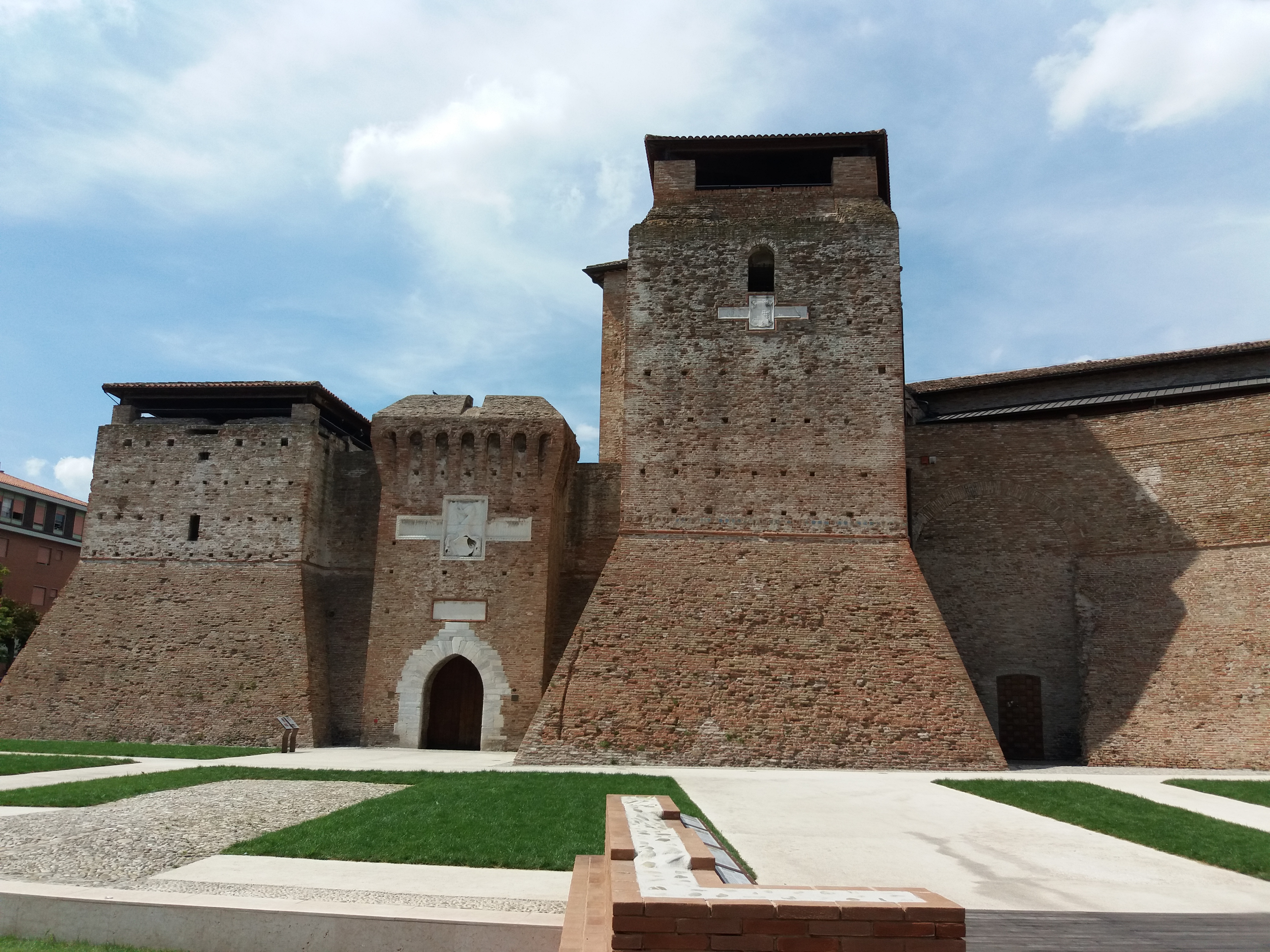
Castel Sismondo

Il patrimonio storico di architetture militari di Rimini riassume l'immagine e la struttura stessa della città dall'antichità romana fino al primo Quattrocento, documentandone i caratteri fondanti, l'evoluzione e gli eventi storici.
Le mura, con i suoi torrioni e le sue porte, e il castello costituirono per secoli un sistema difensivo importante per la vita cittadina sotto molteplici aspetti: protezione dai pericoli esterni, elemento essenziale dell'assetto urbanistico e controllo sui commerci con il territorio circostante.
Rimini ebbe una cinta muraria fin dalla sua fondazione (268 a.C.); nel III secolo d.C. fu costruito un nuovo sistema fortificato che rimase operativo per molto tempo, fino al Medioevo, quando nuove esigenze militari richiesero l'edificazione di una nuova cerchia fortificata, voluta dall'imperatore Federico II.
La cinta muraria malatestiana fu costruita in fasi differenti tra la metà del XIV e l'inizio del XV secolo, a difesa della città e del borgo San Giuliano, seguendo un tracciato leggermente esterno rispetto alle precedenti mura di età repubblicana e federiciana. Le mura del borgo San Giuliano furono edificate per volere di Galeotto I Malatesta nel 1359, mentre la cinta muraria della città fu costruita nel 1426 da Carlo Malatesta.
Castel Sismondo, voluto da Sigismondo Pandolfo Malatesta come residenza signorile e fortezza al tempo stesso, coronava il sistema difensivo malatestiano connettendosi alla cinta muraria cittadina.
Al mutare delle tecniche militari e delle condizioni politiche, tra la fine del Settecento e la metà dell'Ottocento, quasi tutte le porte cittadine furono abbattute e sostituite da barriere daziarie; ulteriori distruzioni avvennero nel Novecento, quando l'espansione urbana varcò l'antico e ormai obsoleto limite delle mura.

### Strade e piazze
Rimini presenta una struttura urbana di origine romana, composta da piazze e strade più volte trasformate nel tempo, che testimoniano la sua evoluzione attraverso i secoli.

#### Piazze
Piazza Cavour, centro della vita cittadina dal Medioevo, e piazza Tre Martiri, l'antico foro romano, sono le due piazze principali di Rimini, punti di ritrovo e d'incontro, nei quali si svolgono tradizionalmente cerimonie, mostre e mercati.
Tra le grandi piazze della città figurano inoltre piazza Malatesta, anticamente unita a piazza Cavour, sulla quale prospettavano la cattedrale e il castello, e piazza Luigi Ferrari, realizzata nell'Ottocento con un importante rinnovamento urbanistico.

#### Strade
Le principali strade storiche sono il corso d'Augusto, l'antico decumano massimo, che collega l'Arco d'Augusto al ponte di Tiberio attraversando le piazze principali, affiancato da caffè, negozi, grandi magazzini, palazzi nobiliari e sedi di rappresentanza delle principali istituzioni pubbliche e private della città, e via Giuseppe Garibaldi, l'antico cardo massimo, che collega Porta Montanara alla stazione ferroviaria.
Un carattere distintivo della vecchia Rimini è dato da numerose piazzette, che compongono angoli particolarmente suggestivi: le piazzette Gregorio da Rimini o “delle poveracce”, San Bernardino, Ducale, Zavagli, Gaiana e dei Servi nel centro storico, e le piazzette San Giuliano, Pozzetto, Ortaggi, Gabena, Padella e Pirinela nel borgo San Giuliano.

#### Altro
Le strade e le piazze di Rimini sono ornate da monumenti, sculture, colonne e iscrizioni di diverse epoche. Tra i più importanti, si ricordano la colonna di Giulio Cesare, costruita nel 1555 per celebrare l'allocuzione che qui l'imperatore romano rivolse ai soldati della XIII legione dopo il passaggio del Rubicone, il monumento a Paolo V, in piazza Cavour, eretto nel 1614 come atto di riconoscenza della città a papa Paolo V Borghese e il monumento ai caduti della Grande Guerra in piazza Luigi Ferrari, realizzato da Bernardino Boifava nel 1926.

### Siti archeologici
Rimini possiede il più grande patrimonio archeologico dell'Emilia-Romagna, eredità del suo lungo passato e del suo ruolo di importante nodo stradale, centro economico e punto di riferimento per il territorio.
La ricchezza di ritrovamenti si deve all'opera di Luigi Tonini, il più illustre storico riminese, e ai numerosi scavi effettuati nella seconda metà del Novecento, che hanno prodotto una disponibilità documentaria molto ampia sulla storia e sulla struttura della città romana, sull'architettura, l'arte, i culti religiosi, l'economia e molteplici aspetti della vita quotidiana dei suoi abitanti.
I rinvenimenti includono le rovine del monumentale Anfiteatro romano di Rimini, numerose domus di età repubblicana e imperiale, resti della sede stradale, necropoli sorte lungo le vie consolari e impianti produttivi. I siti archeologici di tre domus, grandi abitazioni signorili che riflettono nei loro caratteri architettonici e decorativi il contatto con la cultura greca e il diffondersi della filosofia dell'“otium”, sono stati conservati in loco: la domus del Chirurgo, la domus di palazzo Massani e la domus della Camera di Commercio. Il complesso dei siti archeologici riminesi include inoltre gli scavi archeologici dell'ex Consorzio Agrario e del convento di San Giuliano, la Colonna miliare del Terzo Miglio a Miramare e il ponte romano di San Vito.

### Aree naturali
Rimini ha un ampio sistema di verde pubblico, con 1,3 milioni di m² di parchi e giardini in ambito urbano (9,4 m²/ab) e un totale di 3,2 milioni di m² di aree verdi nell'intero territorio comunale, inclusi parchi fluviali, impianti sportivi e aree naturalistiche.
Il sistema del verde comprende una serie di grandi parchi urbani, creati lungo l'antico corso del fiume Marecchia e del torrente Ausa, parchi e giardini di quartiere, viali alberati e verde d'arredo.
I principali parchi cittadini sono il parco XXV Aprile, il parco Giovanni Paolo II, il Parco Alcide Cervi, il Parco Maria Callas, il Parco Fabbri, il Parco della Ghirlandetta, il Parco Federico Fellini, il Parco Sandro Pertini, a Marebello, e il Parco Giovanni Briolini, a San Giuliano Mare.
Il complesso arboreo presente nel territorio riminese comprende circa 42.000 alberi, appartenenti a 190 diverse specie, in prevalenza tigli, platani, aceri, pioppi, pini e querce. Nel comune di Rimini sono presenti 23 grandi esemplari arborei tutelati come alberi monumentali per la loro età e il loro valore naturalistico, tra cui il platano di piazza Malatesta, la roverella del parco Giovanni Paolo II, i cipressi di Sant'Agostino, l'olmo di viale Amerigo Vespucci e i tigli di San Fortunato.
La rete ciclabile cittadina si articola nel verde dei parchi e lungo i viali più importanti, collegando i principali monumenti, le attrazioni turistiche, le spiagge e i luoghi di ritrovo e offrendo opportunità a diverse categorie di utenti, dagli spostamenti urbani, alla mountain bike, al cicloturismo.
La rete ciclabile urbana è connessa, attraverso il parco XXV Aprile, al percorso ciclabile che collega Rimini a Saiano lungo il corso fluviale del Marecchia.

## Società

### Evoluzione demografica
Abitanti censiti

- Comuni italiani per popolazione

### Etnie e minoranze straniere
Al 31 dicembre 2023 gli stranieri residenti nel comune erano 19 850, ovvero il 13,23% della popolazione. Di seguito sono riportati i gruppi più consistenti:
- Romania 3 173
- Ucraina 3 042
- Albania 3 000
- Cina1 245
- Senegal 971
- Marocco 749
- Moldavia 720
- Bangladesh 700
- Russia 555
- Tunisia 497

### Qualità della vita
Nella classifica Ecosistema urbano 2020 stilata da Legambiente, la città si posiziona al 14º posto tra le città più virtuose in Italia in materia di tutela dell'ambiente.
La raccolta differenziata si attesta al 71,8% nell'anno 2020.
Rimini, insieme ai territori di Bellaria-Igea Marina, dei comuni della Valmarecchia e della Repubblica di San Marino, è servita dall'impianto di depurazione di Santa Giustina, che utilizza la tecnica di ultrafiltrazione a membrane. Per superare la gran parte dei divieti temporanei di balneazione disposti quando, in occasione di piogge intense o temporali, si rende necessario lo scarico in mare di acque reflue, nel 2013 sono stati avviati lavori di potenziamento della rete fognaria, il cui completamento è previsto per il 2027. Gli interventi eseguiti tra il 2013 e il 2024 hanno permesso di eliminare quasi del tutto i divieti temporanei di balneazione a Marina Centro, nelle zone sud e centro-sud di Miramare, a Viserba, nelle zone sud, centro e parte della zona nord di Viserbella e nelle zone nord di Rivabella e Torre Pedrera, in aggiunta ai tratti costieri già non interessati (la zona nord di Marina Centro, la zona sud di Bellariva, Marebello, la zona nord di Rivazzurra e la zona centrale di Torre Pedrera).
Rimini è al 25º posto per il clima tra i capoluoghi di provincia italiani secondo Il Sole 24 Ore.

## Cultura

### Istruzione

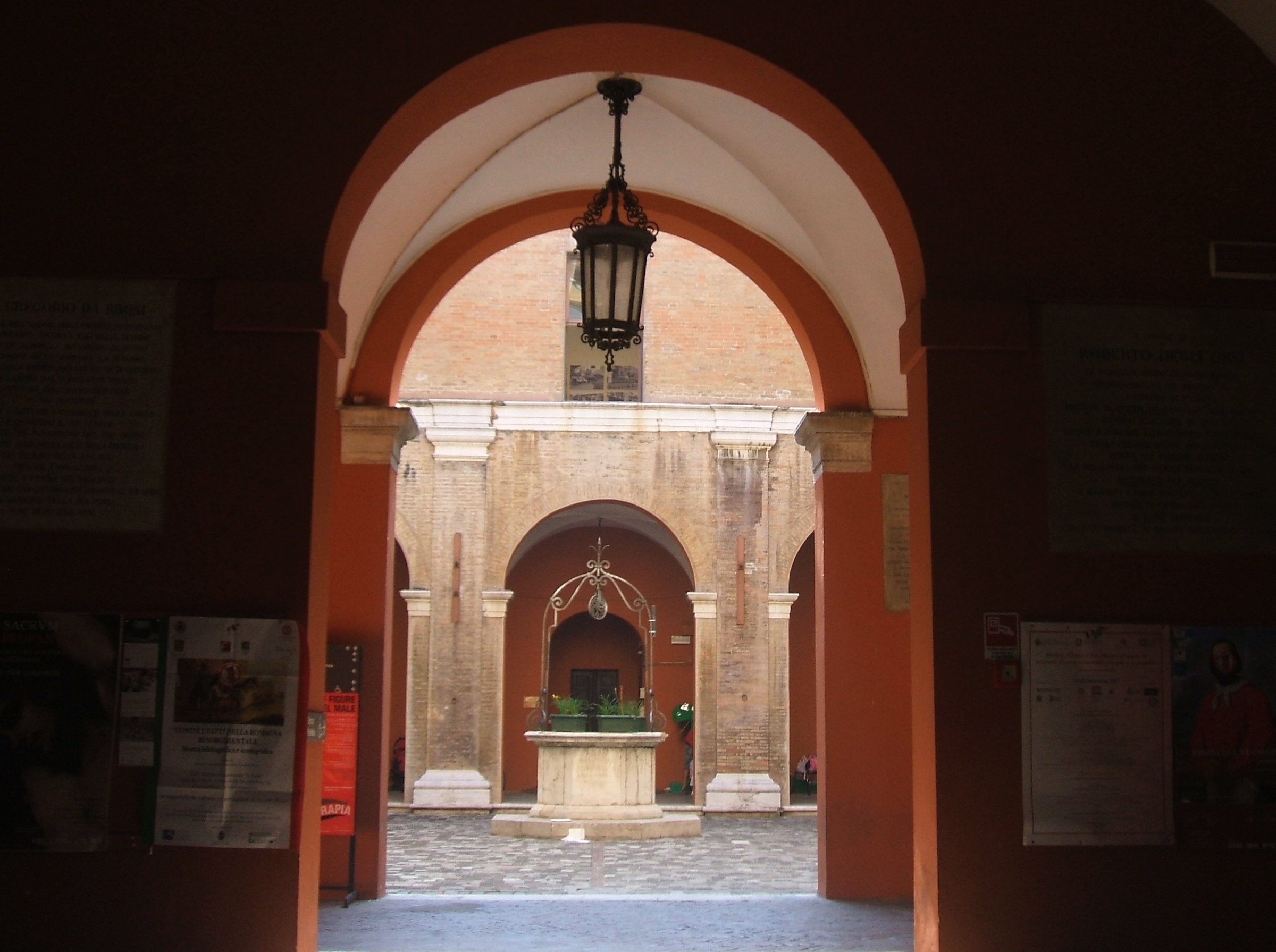
L'ingresso di Palazzo Gambalunga, sede della Biblioteca Civica Gambalunga

#### Biblioteche
La Biblioteca Civica Gambalunga, storica istituzione fondata nel 1617 dal giureconsulto Alessandro Gambalunga, svolge un ruolo preminente nella vita culturale cittadina. Il patrimonio librario, costituito da circa 2.000 volumi al tempo della fondazione e ampliato nel corso dei secoli da acquisti e donazioni – tra cui quelle del cardinale Giuseppe Garampi e dell'antichista Adolphe Noel des Vergers – conta attualmente 280.000 libri (di cui 60.000 antichi), 1.350 manoscritti, 6.000 stampe e 80.000 fotografie. Tra le edizioni a stampa del XV secolo, gli incunaboli, spiccano il De claris mulieribus (1497) di Giacomo Filippo Foresti, tratto in parte dall'omonima opera di Giovanni Boccaccio, e il De re militari  (1472) di Roberto Valturio, trattato di larga divulgazione sull'arte della guerra dedicato a Sigismondo Pandolfo Malatesta. La raccolta di codici miniati, provenienti da diversi ambiti culturali e linguistici europei, annovera il Regalis Historia di frate Leonardo (XIV secolo) e il De Civitate Dei di Sant'Agostino (inizi del XV secolo).

#### Scuole
Hanno sede a Rimini istituzioni scolastiche pubbliche di ogni ordine e grado: il territorio comunale conta 13 nidi d'infanzia comunali, 12 scuole dell'infanzia statali, 39 scuole primarie statali, 5 scuole secondarie statali di primo grado e 12 scuole secondarie statali di secondo grado (5 licei, 3 istituti tecnici, 3 istituti professionali e un istituto di studi musicali).
Il più antico liceo cittadino è il Liceo Classico “Giulio Cesare”, istituito nel 1800 e ospitato prima all'interno di Palazzo Gambalunga, poi a Palazzo Buonadrata e, dal 1996, nell'attuale sede di Via Maurizio Brighenti. Tra gli alunni celebri che frequentarono il liceo si ricordano Giovanni Pascoli, Federico Fellini, Sergio Zavoli e Antonio Paolucci.

#### Università

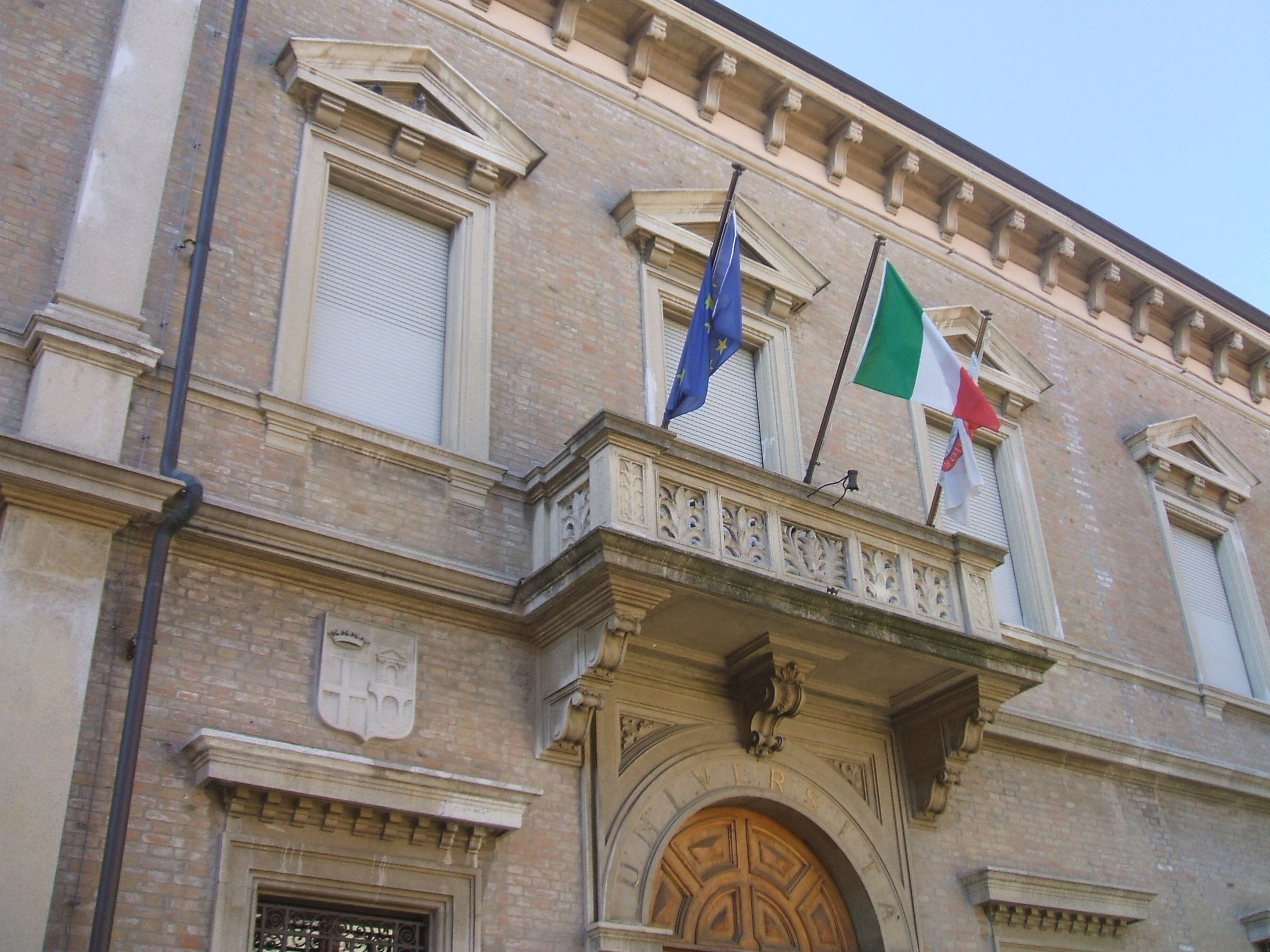
La sede dell'Università di Bologna a Rimini, in Via Angherà

Il Campus di Rimini dell'Università di Bologna, sede di decentramento di attività e strutture dell'ateneo bolognese, è frequentato da circa 5.800 studenti.

#### Musei
Il Museo della Città, principale istituzione museale di Rimini, fu inaugurato come "Galleria Archeologica" al piano terra di Palazzo Gambalunga nel 1872 dallo storico riminese Luigi Tonini, assai attivo nella ricerca e nello studio del patrimonio archeologico locale, che da secoli d'altronde rivestiva uno spiccato interesse nella cultura cittadina data la grandiosità dei monumenti e delle rovine che l'età romana aveva qui lasciato. La galleria fu il primo museo della città e fu concepita come raccolta di antichità etrusche e romane rinvenute a Rimini e nelle campagne circostanti.
Nel 1923 il museo fu ordinato nelle sale del convento di San Francesco e nel 1938 fu ampliato con una sezione di arte medievale. I materiali furono sottratti alle distruzioni belliche con il trasferimento tra il 1940 e il 1943 di gran parte dei reperti in due distinti rifugi a Spadarolo e Novafeltria. Nel 1964 le raccolte furono trasferite a Palazzo Visconti e infine, nel 1990, nel grande Collegio dei Gesuiti, progettato dall'architetto bolognese Alfonso Torregiani e ultimato nel 1749.
Dal 2010 il museo ospita una sezione dalla preistoria alla tarda antichità, partendo da un milione di anni fa con i segni della presenza dell'homo erectus sul colle di Covignano, al tempo lambito dal mare che sommergeva il piano su cui sarebbe stata costruita Rimini; qui sono state trovate selci scheggiate e levigate, oltre alle prime forme ceramiche che segnano la nuova economia agro-pastorale, ai ripostigli dell'età del bronzo di oggetti occultati da commercianti-fonditori.
Nella sezione archeologica sono inoltre esposti corredi delle necropoli villanoviane di Verucchio e Covignano, frammenti architettonici, sculture, mosaici, ceramiche, monete di età repubblicana e imperiale e il singolare corredo medico dalla domus del chirurgo. Nella raccolta del lapidario romano, ordinato nella corte del convento, figurano monumenti funerari, epigrafi e miliari.
La sezione di arte medievale e moderna comprende raccolte di pittura, scultura, ceramica e oggetti d'arte di scuola romagnola (Giovanni da Rimini, Giuliano da Rimini, Guido Cagnacci), emiliana (Guercino, Vittorio Maria Bigari), toscana (Domenico Ghirlandaio, Agostino di Duccio) e veneta (Giovanni Bellini) dal XIV al XIX secolo. Il museo organizza esposizioni temporanee e promuove attività di ricerca, studio e restauro del patrimonio storico e artistico cittadino.
Nel 2020 è stato inaugurato il PART (Palazzi dell'Arte di Rimini), si tratta di una galleria d'arte contemporanea nata grazie alla collaborazione tra il Comune e la Fondazione della Comunità di San Patrignano. Ospita opere di proprietà della Fondazione San Patrignano di artisti come Vanessa Beecroft, Sandro Chia, Enzo Cucchi, Damien Hirst, Emilio Isgrò, Igor Mitoraj, Mimmo Paladino, Michelangelo Pistoletto, Mario Schifano.
Il Museo Fellini, dedicato all'omonimo regista riminese, ospita esposizioni temporanee di documenti, disegni, scenografie e costumi relativi alla produzione cinematografica di Federico Fellini.
Il 19 agosto 2021 è inaugurato il nuovo Fellini Museum Rimini ospitato in tre sedi: Castel Sismondo, Piazza Malatesta e
Palazzo del Fulgor.
Il Museo degli Sguardi, ospitato nella settecentesca Villa Alvarado sul colle di Covignano, fu istituito nel 2005 con l'acquisizione dei reperti del Museo delle culture extraeuropee “Dinz Rialto” , fondato a Rimini nel 1972 dall'omonimo esploratore padovano, delle raccolte del Museo Missionario Francescano delle Grazie e di collezioni private. Il museo conta oltre 3.000 pezzi provenienti da Cina, Oceania, Africa e America precolombiana: dipinti, sculture, oggetti d'uso, totem, maschere, strumenti musicali e tessuti illustrano i modi in cui il mondo occidentale ha guardato storicamente alle culture di questi paesi.
Il Museo della Piccola pesca e della Marineria, a Viserbella, documenta la storia della marineria riminese attraverso una raccolta di imbarcazioni, attrezzi per la pesca, modelli, fotografie e un'ampia collezione di conchiglie, provenienti da tutto il bacino del Mediterraneo.
Museo del Tempio Malatestiano, con all'interno il Tesoro della Cattedrale.
Museo Archeologico Multimediale, situato sotto la platea del Teatro Galli.
Mostra Storico-Militare “1° Maresciallo Franco Rizzi”, all'interno della caserma Giulio Cesare.
Casa Museo Fagnani Pani
Italia in Miniatura
Nel comune di Rimini sono presenti due musei privati: il Museo dell'Aviazione in cui ha sede anche il Museo dell'Aeromodellismo a Sant'Aquilina, al confine con la Repubblica di San Marino, e il Museo Nazionale del Motociclo, in località Casalecchio.

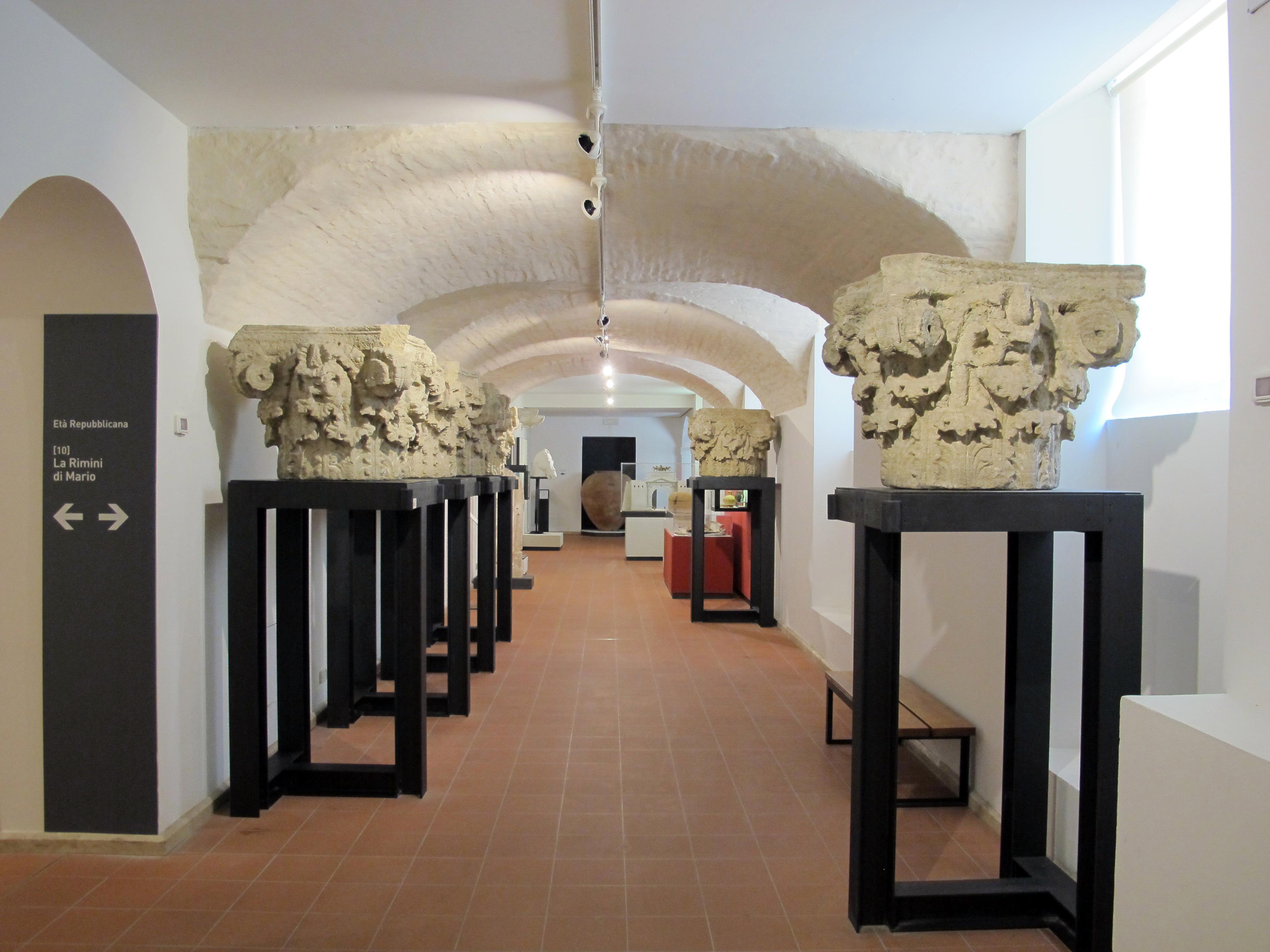
Museo della Città, Sezione archeologica
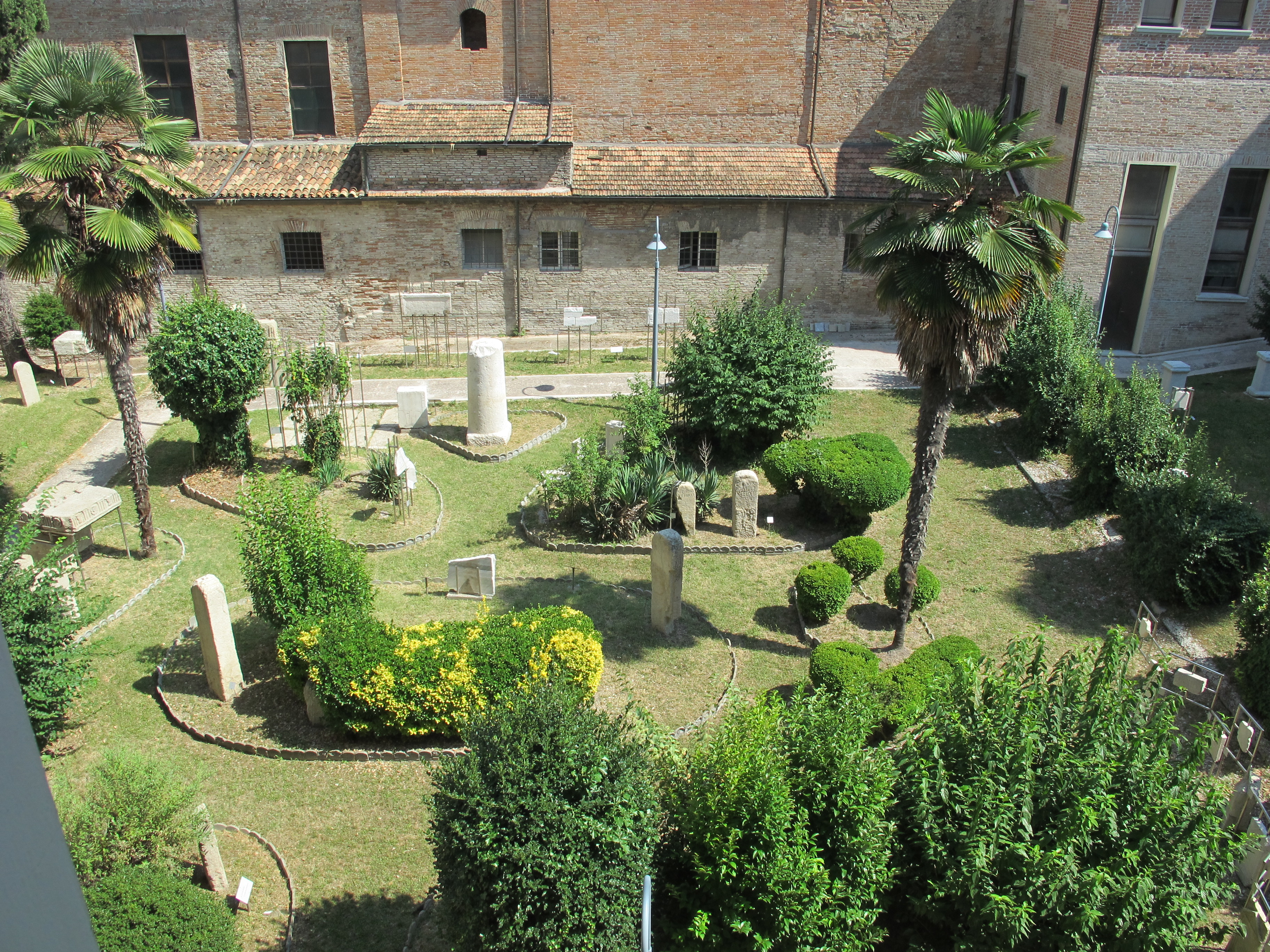
Il Lapidario romano, esposto nel cortile interno del Museo della Città
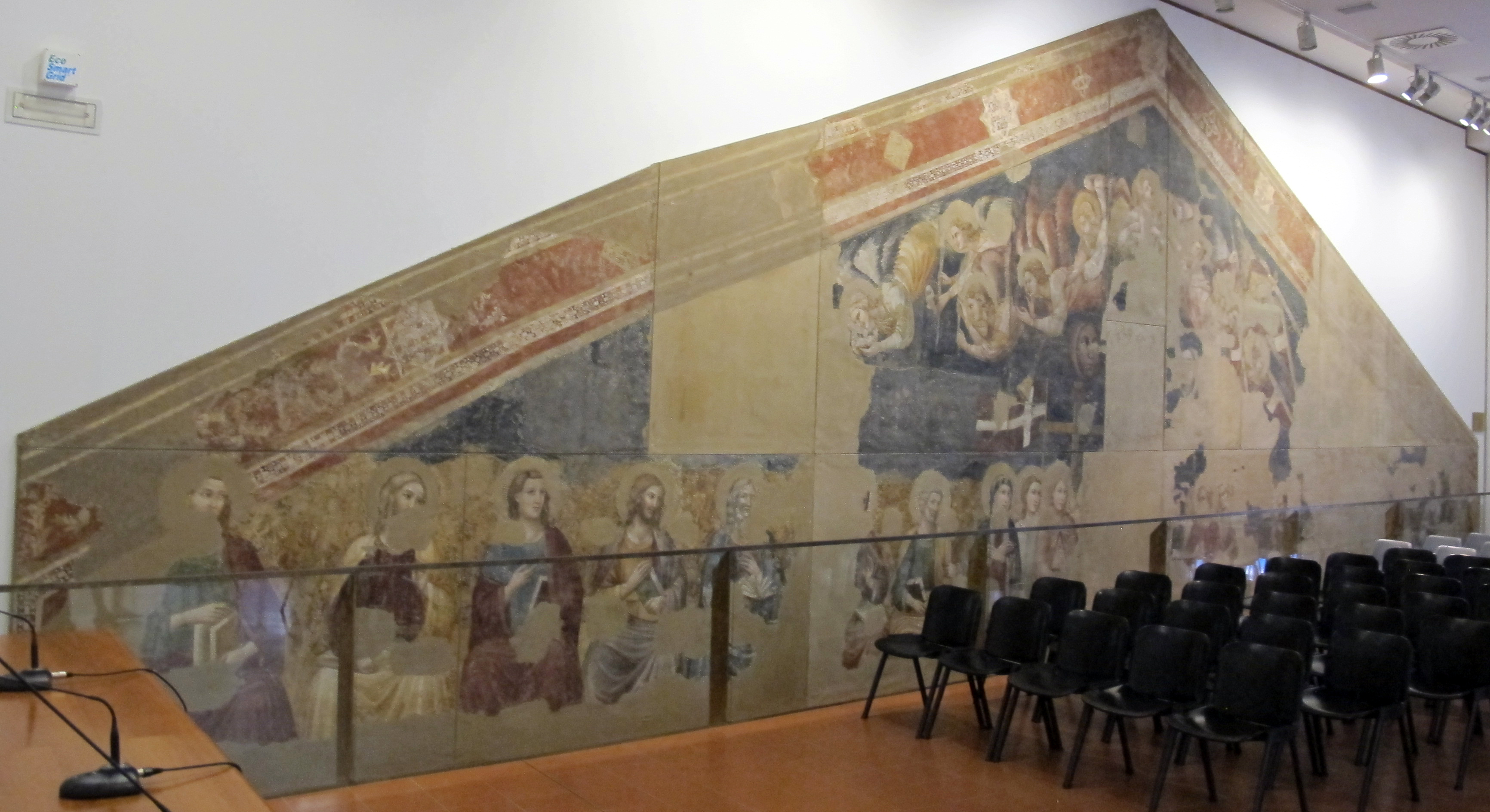
Museo della Città, Sala del Giudizio Universale

### Media

#### Stampa
La città può vantare, a meno di trent'anni di distanza dalla data di fondazione della prima gazzetta italiana a Firenze, la pubblicazione del suo primo giornale, il Rimino (1660), stampato dal tipografo veneziano Simbene Simbeni.
Negli anni compresi tra l'Unità d'Italia e la prima metà del Novecento il largo numero di testate riminesi riflette la varietà e la pluralità delle posizioni e degli interessi cittadini.
Assai numerose furono le testate di partiti politici (Il Progressista, La Vita Nuova, L'Alfabeto, Italia, Il Mulo, L'Azione Democratica, La Discussione, Il Momento, La Riscossa, L'Ausa, La Lotta, Il Giornale del Popolo) e le testate fasciste (La Penna Fascista, La Prora, Il Tricolore, La Testa di Ponte, Il 33), cui si affiancarono quelli di istituzioni pubbliche, enti religiosi, categorie professionali e movimenti culturali.
Singolare testimonianza delle vicende storiche, dello sviluppo turistico e dell'evoluzione dei costumi sono i periodici balneari (Corriere dei Bagni, Nettuno, La Sirena, Galatea, La tregua di Attila, Zigh-zagh, Il Gazzettino Verde, La Perla dell'Adriatico, Il Nautilo, Loreley, Il Concerto, Il Lunario, Il Lido, Il Moscone, Il Ficcanaso, Il Giojante, Allegre Giornate).
L'informazione locale di Rimini è curata dalle redazioni dei quotidiani Corriere di Rimini, Il Resto del Carlino, il Corriere Romagna e dal settimanale cattolico Il Ponte.

#### Radio
La prima emittente radiofonica della città fu Radio Rimini (1975), le cui trasmissioni proseguirono fino al 1993. A Rimini ha sede Radio Icaro, fondata a Riccione nel 1981 e facente parte del circuito nazionale di radio cattoliche “Inblu”.

#### Televisione
La prima emittente televisiva cittadina fu Babelis tv poi rinominata TeleRimini (dal 2006 Rete 8-V.G.A) le cui trasmissioni ebbero inizio nel dicembre 1971, con servizi sulla città e il suo territorio, telecronache di eventi sportivi e telefilm. L'informazione televisiva locale è curata inoltre da Teleromagna e IcaroTV, che si occupano di cronaca, sport, folklore e programmi di approfondimento.

### Arte

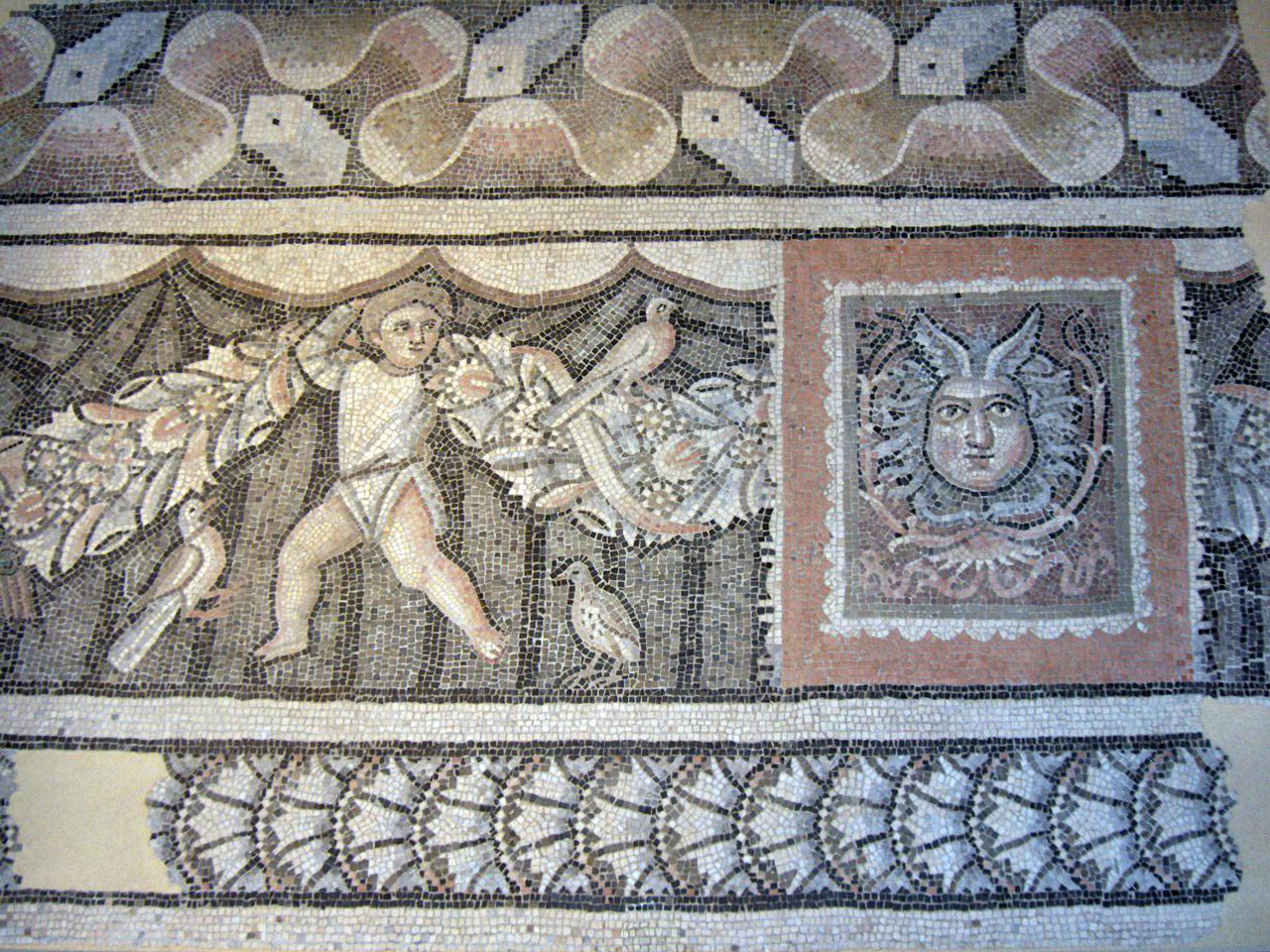
Cornice del mosaico di Anubi (Rimini, Museo della Città)

Lo sviluppo delle arti figurative a Rimini fu sempre condizionato in larga misura da apporti esterni, cui si devono opere assai rappresentative: l'assenza di una cultura artistica locale realmente attiva e autonoma spiega bene questo fenomeno, protrattosi nei secoli pur con alcune rare eccezioni. La dispersione e la distruzione di molte testimonianze d'arte, dovute specialmente ai bombardamenti della seconda guerra mondiale, non sempre consentono una lettura unitaria della storia artistica locale.
I monumenti più grandiosi dell'antichità a Rimini, l'Arco d'Augusto e il Ponte di Tiberio, furono costruiti per iniziativa dall'imperatore Augusto. Grandi edifici pubblici e importanti luoghi collettivi (anfiteatro, teatro, foro, terme) sorsero nella prima età imperiale secondo forme architettoniche e modelli ormai consolidati. I caratteri tipologici dell'edilizia residenziale di età imperiale non hanno riscontri nelle regioni della Gallia Cisalpina, tanto per la complessità planimetrica, quanto per la ricchezza di ambienti di rappresentanza e la presenza di vasche ornamentali. In età romana Rimini fu un centro artistico importante, per la presenza di pregevoli opere di importazione e per lo sviluppo in loco di officine e scuole specializzate nella produzione di ceramiche, terrecotte architettoniche, bronzi artistici e mosaici, che raggiunsero altissimi livelli tecnici.
Con l'istituzione del libero comune sorsero in fasi distinte le sedi del potere civile, Palazzo dell'Arengo e Palazzo del Podestà, la cui struttura è analoga a quella dei broletti dell'Italia settentrionale. La più importante testimonianze dell'architettura ecclesiastica medievale è rappresentata dalla chiesa di Sant'Agostino. Intorno al 1310 Giotto dipinse gli affreschi e il Crocifisso su tavola della chiesa di San Francesco: opere importantissime che furono determinanti per lo sviluppo della Scuola riminese del Trecento, espressione artistica autonoma e di alto livello, alla quale appartennero il Maestro dell'Arengo, Giovanni Baronzio, Neri da Rimini, Giovanni da Rimini, Giuliano da Rimini e Francesco da Rimini.
Nella prima metà del Quattrocento il signore di Rimini, Sigismondo Pandolfo Malatesta, le cui ambizioni di mecenatismo furono di certo finalizzate ad accrescere il suo prestigio, promosse la costruzione di opere architettoniche di assoluto rilievo: il Tempio Malatestiano di Leon Battista Alberti e Castel Sismondo. Per il monumento che doveva rendere immortale il suo nome, il Tempio Malatestiano, Sigismondo Pandolfo Malatesta chiamò Agostino di Duccio e Piero della Francesca, il cui affresco, Sigismondo Pandolfo Malatesta in preghiera davanti a san Sigismondo, insieme al ritratto su tavola del signore custodito al Louvre, rappresenta una tappa fondamentale nel percorso stilistico del maestro toscano. Nella seconda metà del secolo giunsero a Rimini, sempre su commissione malatestiana, opere di Giovanni Bellini e Domenico Ghirlandaio.
Dopo la caduta dei Malatesta, perduto il ruolo di capitale, non si ebbero più grandi opere a Rimini. L'architettura barocca sfuggì agli eccessi e ai fasti propri di questo stile e mantenne un carattere più sobrio e controllato, al pari delle coeve opere bolognesi. La pittura barocca assunse spiccati accenti naturalistici nei dipinti di Guido Cagnacci e Giovan Francesco Nagli, detto il Centino, che si distinguono per le ricerche formali sull'uso della luce. Le architetture neoclassiche più significative furono realizzate da architetti forestieri, tra cui Giuseppe Valadier, Giuseppe Achilli e Luigi Poletti. Tra la fine del XIX secolo e gli inizi del XX, secondo il nuovo gusto borghese per lo storicismo eclettico ed il linguaggio dell'Art Nouveau, sorsero grandi alberghi, villini e stabilimenti per l'alta società, concepiti come volumi tradizionali ma arricchiti da decorazioni floreali e motivi esotici.
Nel complesso scenario dell'architettura contemporanea spiccano le opere di Paolo Portoghesi, Massimiliano Fuksas, Mario Cucinella, Ron Arad e dello studio GMP (Gerkan, Marg und Partner). Opere rappresentative dell'arte riminese del Novecento sono le sculture informali di Elio Morri e Arnaldo Pomodoro (autore del monumento funebre a Federico Fellini), le illustrazioni per grandi firme della moda di René Gruau, la street art di Eron; da ricordare inoltre i manifesti balneari di noti grafici e pittori italiani e stranieri, tra cui Adolfo Busi, Marcello Dudovich e Milton Glaser.

### Teatro

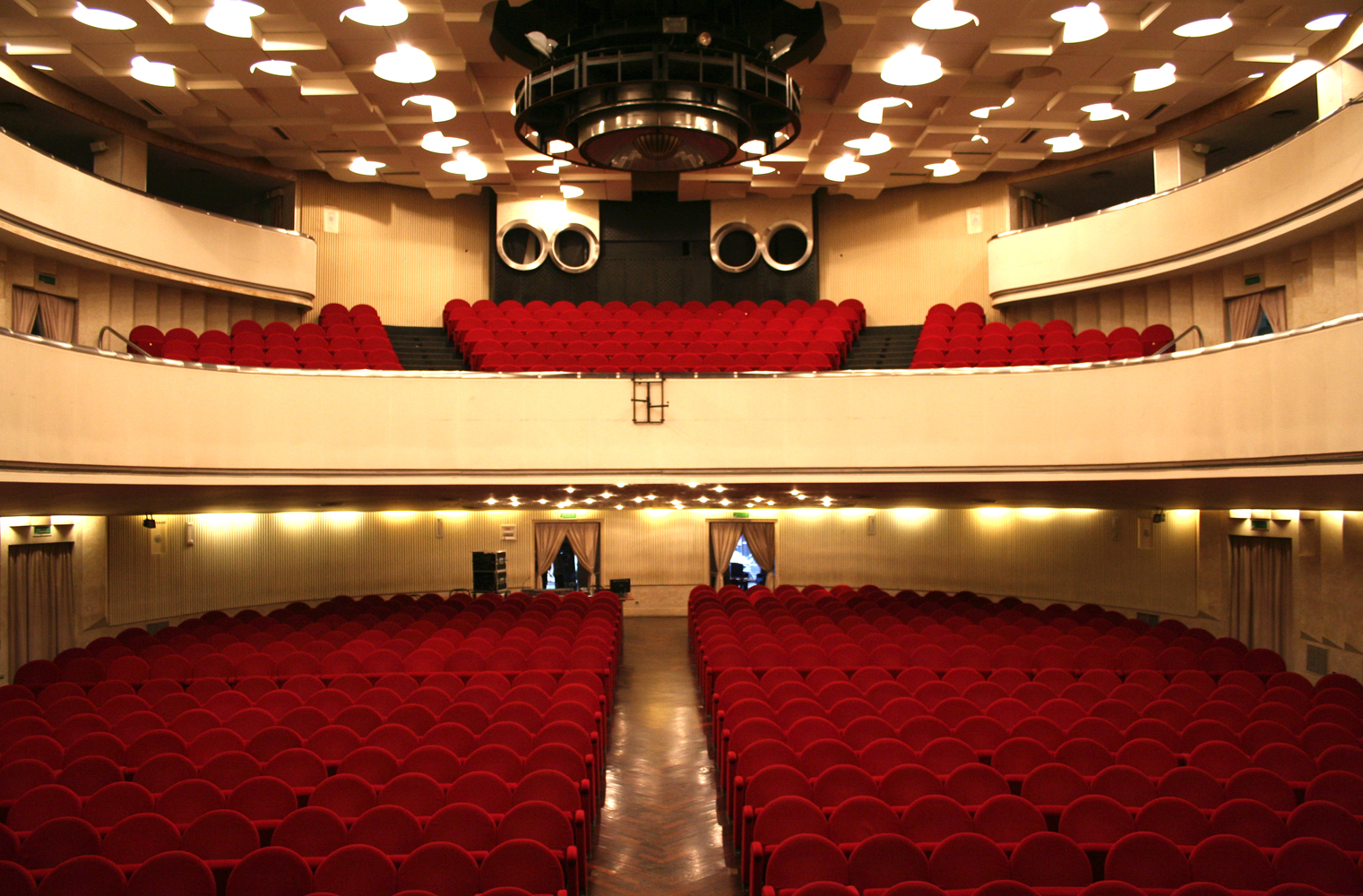
Interno del teatro Novelli

Il principale teatro della città è il Teatro Amintore Galli. Inaugurato nel 1857 su progetto dell'architetto italiano Luigi Poletti, il teatro è stato pesantemente danneggiato dai bombardamenti alleati nel dicembre 1943. I saccheggi e le demolizione che seguirono nel dopoguerra ne lasceranno intatta solo la facciata e parte del foyer. Dopo una lunga e travagliata storia che vede tentativi di ricostruzioni, modifiche e destinazione ad altri usi, i lavori di ricostruzione veri e propri sono cominciati nel 2014 e si sono conclusi nell'ottobre del 2018, durante i quali sono emersi i resti di una basilica paleocristiana, che a oggi sono inclusi nel museo archeologico realizzato sotto al teatro assieme al "Galli Multimediale", un innovativo progetto di museo a carattere storico-archeologico, finanziato in buona parte dalla Regione Emilia-Romagna, e una sezione interamente dedicata a uno dei principali volti musicali del passato quale è Giuseppe Verdi. Certa è la presenza di un teatro stabile a Rimini dal 1681, quando il Consiglio comunale decise la trasformazione del salone dell'Arengo in una sala teatrale di grandi dimensioni a palchetti in legno su progetto del veneziano Pietro Mauri. Gli spettacoli delle compagnie filodrammatiche qui rappresentati furono seguiti per breve tempo dal giovane Carlo Goldoni, trasferitosi a Rimini per studiare alla scuola di filosofia dei Domenicani.
Le strutture del teatro si rivelarono ben presto insufficienti per il limitato numero di posti e furono smantellate nel 1839 a causa di motivi statici.
Anche il Teatro Buonarroti, fondato nel 1816 e frequentato principalmente da esponenti dell'aristocrazia riminese, dovette essere chiuso nel 1843 per minacce di crolli.
Tra il 1842 e il 1857 fu costruito il Teatro comunale Vittorio Emanuele II (dal 1947 dedicato a Amintore Galli), progettato da Luigi Poletti secondo gli ormai tradizionali canoni del teatro ottocentesco. Il monumentale edificio neoclassico, preceduto da un portico a cinque arcate, si componeva di un grande atrio a tre navate al piano terra, di un foyer al piano superiore e di una cavea di tre ordini di ventuno palchi sui quali girava la balconata del loggione.
Il teatro, inaugurato con la prima de l'Aroldo di Giuseppe Verdi, diretta dal maestro di Busseto, ospitò prestigiose stagioni liriche e di prosa fino alla sua parziale distruzione, avvenuta nel dicembre 1943 a causa di un bombardamento aereo.
- Nell'immediato dopo guerra il Teatro viene occupato dai militari e poi, dai riminesi stessi, saccheggiato di arredamenti, mobilio, lampadari al fine di utilizzare i materiali per ricostruire le abitazioni distrutte dalla guerra. Nel 1947 il Teatro, semidistrutto, è dedicato al musicista Amintore Galli (1845-1919), critico musicale e compositore famoso a livello nazionale e mondiale, per il successo del suo Inno dei lavoratori con il testo scritto da Filippo Turati.
- Nel 1975, viene realizzato il primo restauro dell'avancorpo del Teatro. È rinnovata la pavimentazione degli atri e delle sale laterali, consolidati con travi in ferro il piano e il soffitto della sala Ressi, restaurate le decorazioni e le pitture, impermeabilizzato l'esterno dell'edificio. Negli anni a seguire il foyer viene utilizzato per lo svolgimento del Consiglio Comunale.
- Nel 1997, grazie a un finanziamento del Ministero dei Beni Culturali per i Beni Architettonici di Ravenna si provvede al restauro delle facciate esterne, delle superfici decorate nella Sala delle Colonne e nella Sala Ressi e al rifacimento di alcune pavimentazioni.
- Nel 2010, dopo un lungo dibattito culturale sulle modalità di ricostruzione del Teatro Galli, viene approvato il progetto che prevede la ricostruzione della Sala e del Palcoscenico, che viene così a sostituire il progetto di un teatro completamente nuovo che aveva vinto il concorso bandito dal Comune e firmato dall’architetto Adolfo Nicolini, della scuola fiorentina.
- Fra gli anni 2010-2015, grazie al contributo economico della Regione Emilia-Romagna – finanziamento Europeo POR FESR – viene realizzato un complesso e articolato intervento di restauro, consolidamento e adeguamento funzionale del Foyer in grado di recepire anche le nuove esigenze legate alla ricostruzione di tutto il Teatro. Nel corso dei lavori viene realizzata anche a livello del 2^ sottotetto, prevista dall’architetto Luigi Poletti ma incompleta dal 1857.
- Il 30 ottobre 2011 il teatro viene riaperto con la presentazione dello spettacolo De bello Gallico - Rimini Enklave creato dal regista Roberto Paci Dalò e allestito come progetto site-specific  nel cantiere del teatro. Grazie a questa prima presentazione, negli anni a seguire gli spazi verranno talvolta utilizzati per brevi periodi in particolare nel periodo natalizio.
- Nel 28 marzo 2015, conclusi i lavori di restauro iniziati nel 2010, il Foyer viene consegnato alla città per essere utilizzato come contenitore culturale nell'attesa che si concluda la ricostruzione del Teatro Galli.
- Il 28 ottobre 2018 terminano tutti i lavori di restauro e il teatro viene ufficialmente riconsegnato alla città.

Dal dopoguerra ad oggi le rappresentazioni ripresero al moderno Teatro Ermete Novelli, inaugurato nel 1935 a Marina Centro, sul luogo dell'Arena Lido, che allietava con serate di prosa e di operette il soggiorno dei turisti al lido di Rimini.

### Cinema

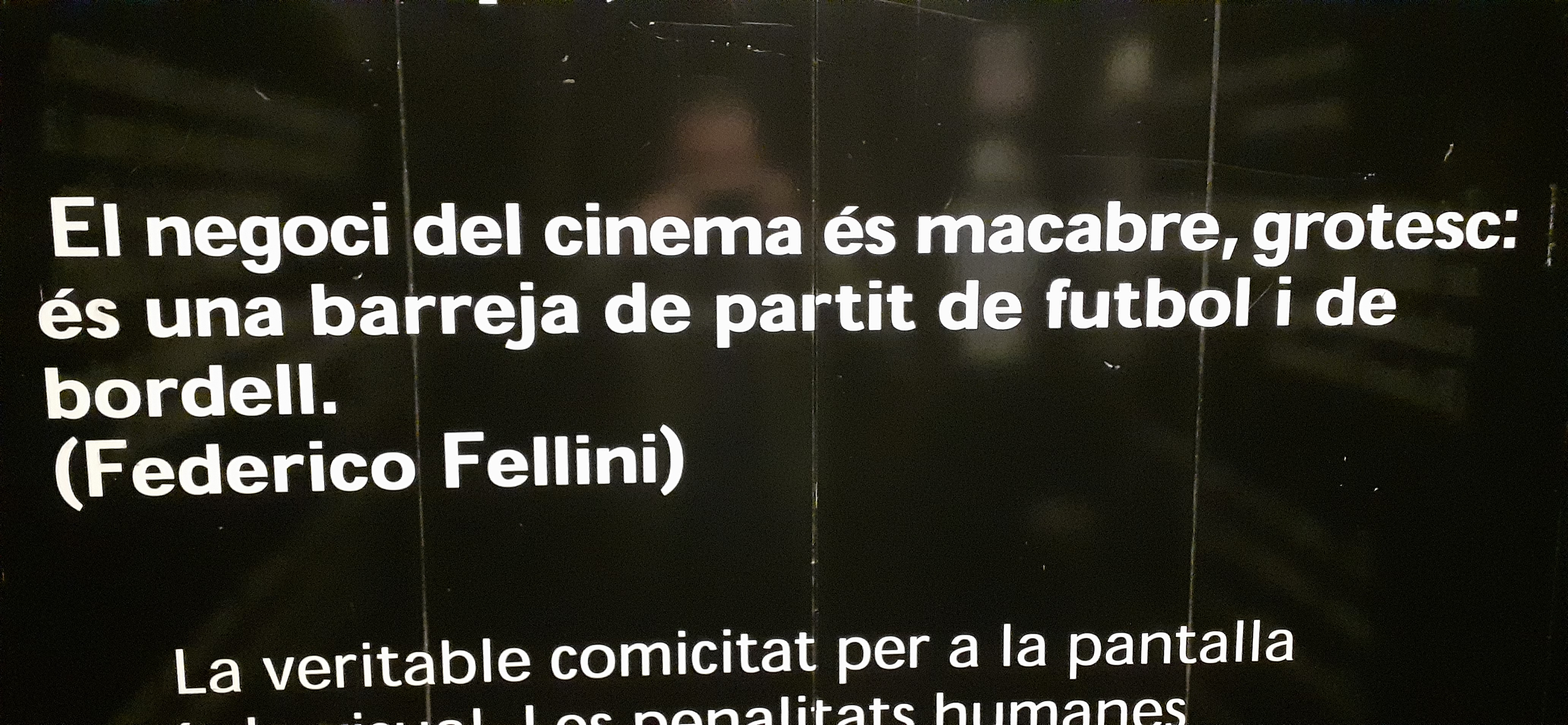
Federico Fellini sul set cinematografico

Rimini compare per la prima volta sullo schermo in alcuni filmati sulla vita balneare, tra cui il documentario Rimini l'Ostenda d'Italia (1912). Negli anni trenta i cinegiornali Luce celebrano la conquista del tempo libero e la nascita del turismo di massa, divulgando per la prima volta l'immagine della città a un vasto pubblico. Fu tuttavia Federico Fellini, tra i più noti registi della storia del cinema, a rendere celebri nel mondo personaggi, luoghi e atmosfere di Rimini attraverso i suoi film, ispirati alla sua città natale, anche se girati quasi interamente negli studi di Cinecittà, a Roma: I vitelloni (drammatico 1953), 8½ (drammatico 1963, premio Oscar 1964), il documentario I clowns (1970) e specialmente Amarcord (drammatico 1973, premio Oscar 1975).
I film e gli scritti del regista rivelano la conflittualità del suo rapporto con Rimini. Fellini ammise di non tornarvi volentieri: una sorta di imbarazzo nacque in lui per avere “speculato” tanto sulla sua città, che rappresentava per lui più una “dimensione della memoria” che un luogo reale. Nei suoi lungometraggi ricorrono spesso, con significati allegorici, i temi autobiografici e le rievocazioni oniriche del mare, simbolo dell'avventura e del viaggio, del mondo contadino e popolare, della ricchezza e dello sfarzo del Grand Hotel, della città che scompare nei banchi di nebbia delle giornate invernali.
Oltre ai lungometraggi di Fellini, tra i numerosi film girati a Rimini spiccano La prima notte di quiete (drammatico 1972, regia di Valerio Zurlini), Rimini Rimini (comico 1987, regia di Sergio Corbucci), Abbronzatissimi (comico 1991, regia di Bruno Gaburro), Sole negli occhi (drammatico 2001, regia di Andrea Porporati), Da zero a dieci (drammatico 2002, regia di Luciano Ligabue) e Non pensarci (commedia 2007, regia di Gianni Zanasi).

### Musica
Il primo musicista riminese di cui si abbiano notizie fu Sant'Arduino da Rimini (X secolo); una tradizione musicale di un certo rilievo è testimoniata nel secolo successivo dalla presenza di una “Scuola cantorum” presso la cattedrale di Santa Colomba.
Tra il XV e il XVI secolo è da ricordare la significativa presenza di Guillaume Dufay, compositore francese tra i più importanti del tempo, che fu alla corte malatestiana fino al 1427 e vi compose numerose opere, e di Pietro Aaron, che nel 1518 divenne il primo maestro di cappella del coro della cattedrale.

Nel 1690 la città diede i natali a Carlo Tessarini, violinista e compositore di concerti, sonate e sinfonie.

Rimini diede anche i natali al musicista Benedetto Neri 1771 - 1841, che visse e morì a Milano, dove fu professore al Conservatorio e Direttore musicale del Duomo.

Amintore Galli, illustre musicologo e compositore nato nel 1845 a Talamello, frequentò il Ginnasio di Rimini prima di trasferirsi a Milano per studiare al Conservatorio. Galli fu critico per il quotidiano musicale “Il Secolo” e compose nel 1886 l'Inno dei lavoratori; a lui fu dedicato nel 1945 il Teatro comunale di Rimini.

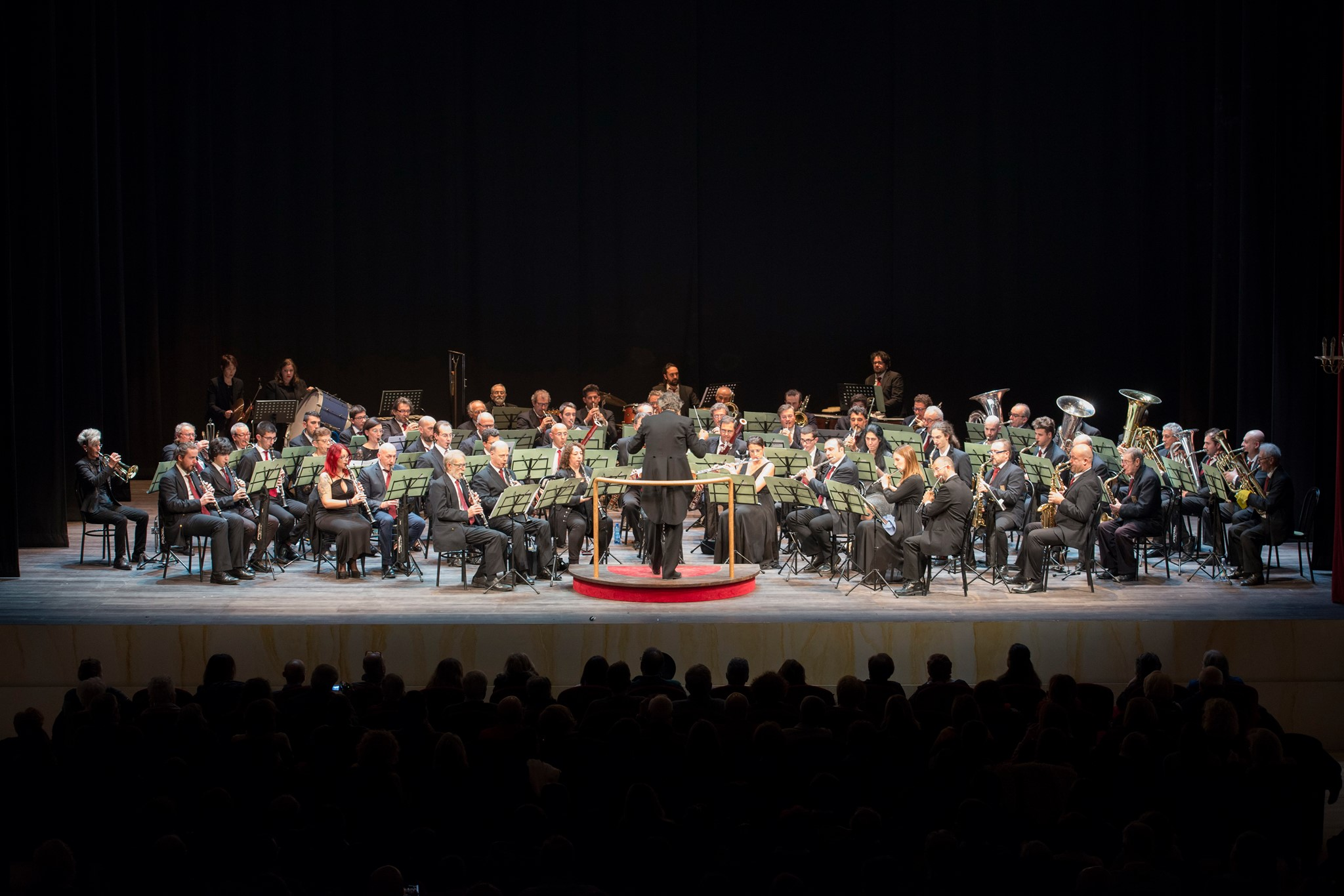
La Banda Città di Rimini in concerto presso il Teatro A. Galli

Tra la fine dell'Ottocento e i primi anni del Novecento una certa vivacità caratterizzò lo Stabilimento dei Bagni, presso il quale si tenevano eventi mondani e serate danzanti; negli stessi anni furono ospiti del lido di Rimini il soprano Elena Bianchini Cappelli e il tenore Enrico Caruso.
In anni recenti la città diviene ispirazione per l'omonimo album di Fabrizio De André, pubblicato nel 1978, ed è ricordata in diverse canzoni popolari italiane e straniere: Rimini (Fabrizio De André), Inutile (Francesco Guccini), Amarcord (Nino Rota, nella colonna sonora dell'omonimo film di Fellini), Adriatico (Claudio Lolli), Tokyo storm warning (Elvis Costello), Ritorna a Rimini (Fred Buscaglione). Sono nati a Rimini il cantautore Samuele Bersani, la cantante Raffaella Cavalli, il compositore e regista Roberto Paci Dalò e il compositore e produttore discografico Carlo Alberto Rossi, autore di canzoni di successo (Le mille bolle blu e E se domani di Mina).
Ha sede nel comune l'associazione musicale Filarmonica Città di Rimini, con origini risalenti al 1828, che interviene nei principali eventi istituzionali della città ed organizza concerti e manifestazioni.

### Cucina

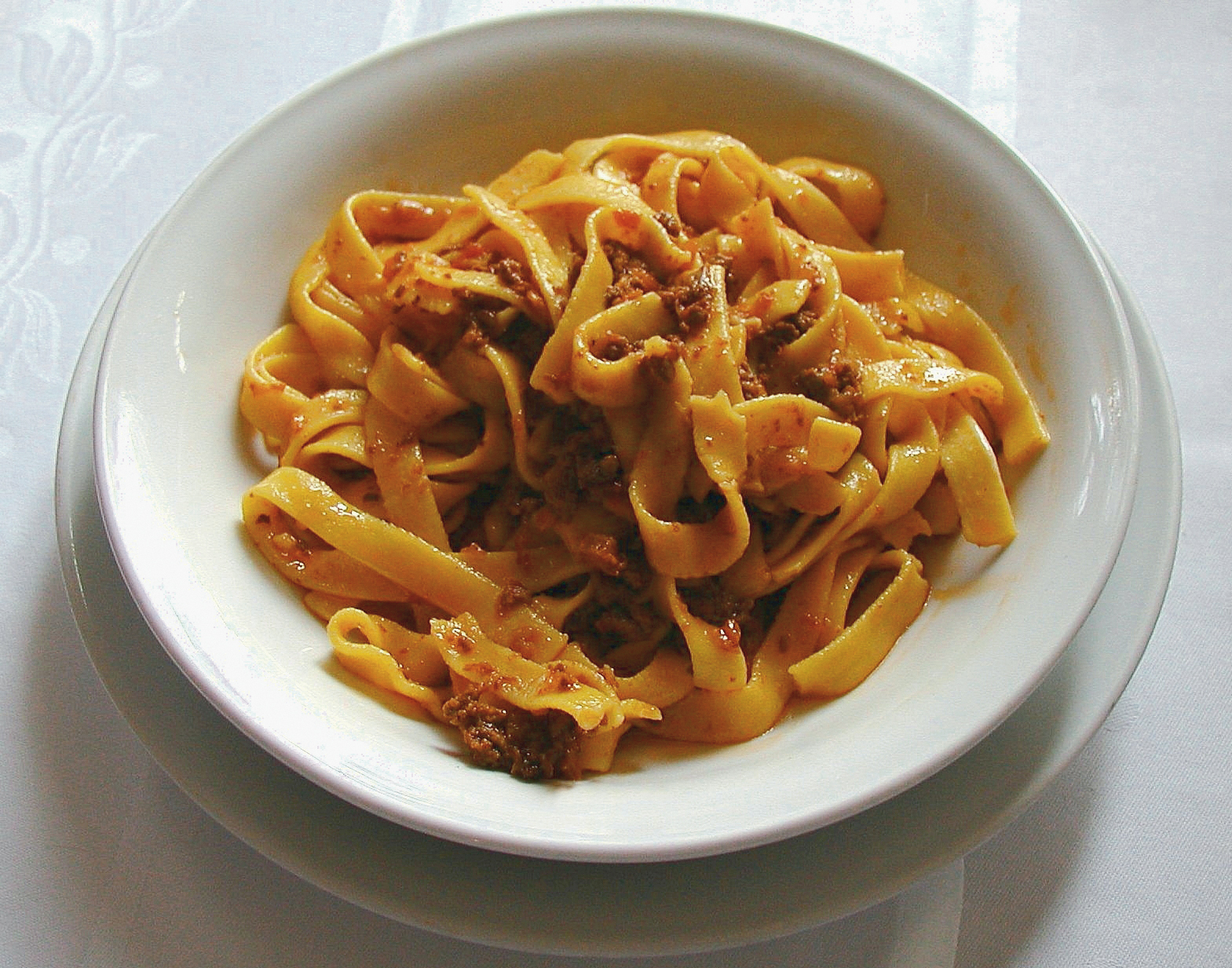
Tagliatelle al ragù

La cucina riminese è semplice, popolare, ed è legata indissolubilmente alle tradizioni della civiltà contadina e alla cultura della terra, con influssi peculiari dovuti alla posizione tra mare e collina, al confine tra Romagna e Marche. I piatti riminesi si basano sull'uso di farina, uova, formaggi, carne e legumi, ingredienti classici della cucina romagnola, ai quali si aggiungono il pesce azzurro, di cui il mare Adriatico era ricchissimo, le erbe aromatiche – aglio, finocchio selvatico, prezzemolo, rosmarino, rosole, ortica, rucola – e prodotti tipici locali, tra cui olio extravergine di oliva, strigoli, bietole e spinaci.
Il piatto principale è tradizionalmente la pasta, asciutta, in brodo o al forno, preparata in molte forme diverse. I primi piatti si ottengono quasi tutti dalla sfoglia, uno degli elementi distintivi della cucina locale: un impasto di uova e farina, lavorato a mano e steso con il mattarello, dalla superficie fine e lievemente rugosa per assorbire i condimenti. Una versione verde della sfoglia, preparata con l'aggiunta di spinaci, viene utilizzata per le lasagne al forno. Tra i primi figurano i cappelletti, i passatelli in brodo, le lasagne al forno, i cannelloni, i nidi di rondine, i ravioli, le tagliatelle, i garganelli, i maltagliati, gli gnocchi e gli strozzapreti, spesso conditi con ragù di carne o con burro e salvia.

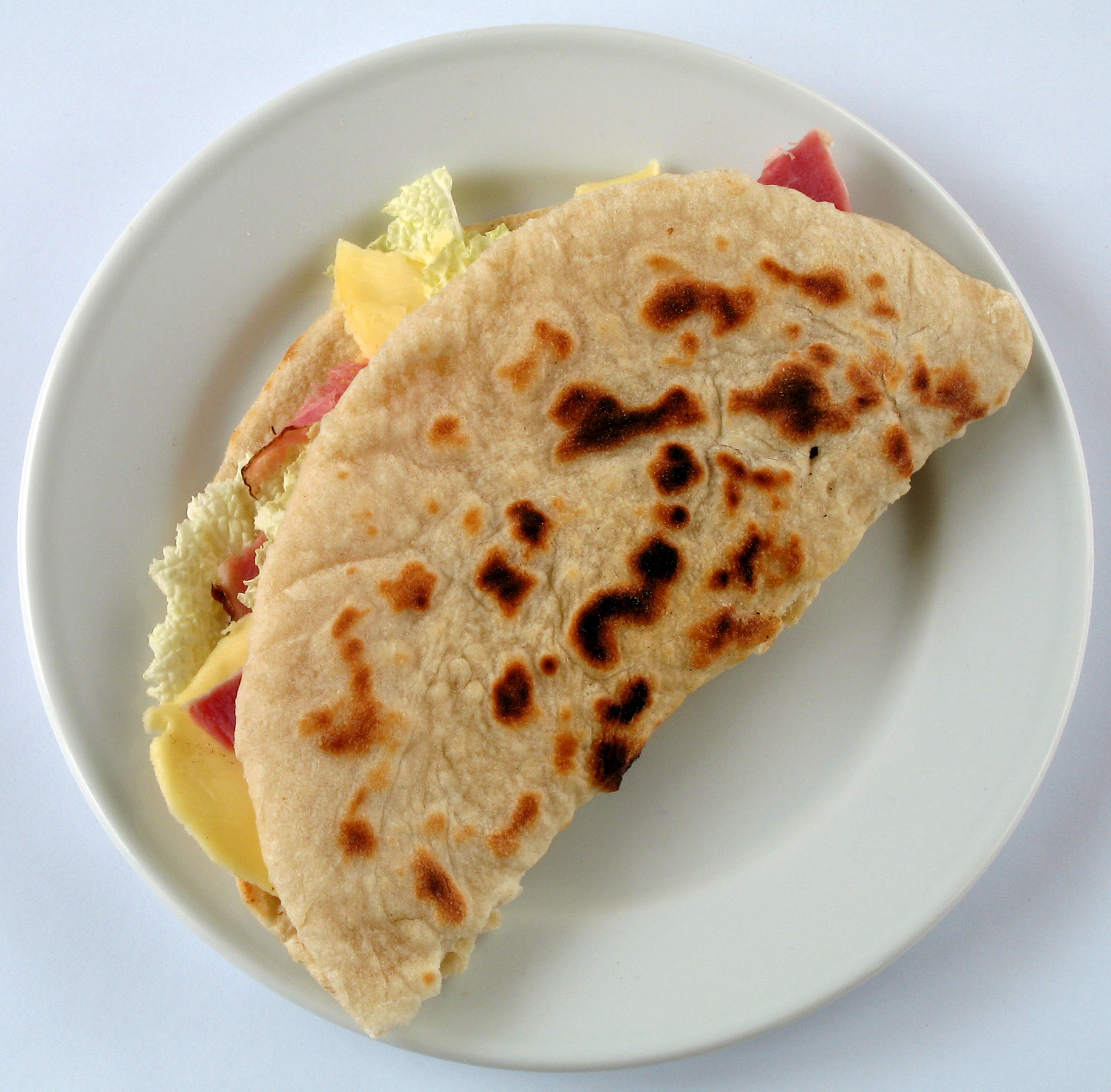
Piada romagnola

I secondi piatti comprendono piatti di carne quali il pollo alla cacciatora, il coniglio in porchetta, le zucchine ripiene, i salumi, le grigliate miste composte da braciole di castrato e salsicce di maiale, e piatti di pesce, tra cui le grigliate di sgombri, saraghine, sardoncini e sarde, gli spiedini di pesce cotti sul “focone”, le seppie con i piselli, le fritture di calamaretti e di bianchetti (qui conosciuti come “omini nudi”).
La piada, chiamata anche piadina, è un pane di antica tradizione, sottile e friabile, ottenuto da un impasto di farina, acqua, strutto e sale, e fatta cuocere al fuoco su un testo di terracotta o in ghisa. È spesso accompagnata a grigliate di carne o di pesce, salsicce, verdure gratinate, salame, prosciutto, formaggi freschi o erbe di campagna. I cassoni, o crescioni, sono focacce ripiene che costituiscono una variante “chiusa” della piada e vengono farciti con numerosi ripieni differenti: rosole ed erbe di campo, patate e salsicce, pomodoro e mozzarella.
I contorni comprendono insalate miste, verdure gratinate, patate al forno, strigoli saltati in padella, olive marinate con finocchio selvatico, aglio e scorza d'arancia.
I dolci riminesi sono rustici e venivano preparati quasi esclusivamente in occasione del Natale e del Carnevale. La ciambella appartiene alla tradizione di Natale; i fiocchetti e le castagnole a quella di Carnevale; la piada dei morti è un dolce con noci, uvetta, pinoli e mandorle, caratteristico del mese di novembre. La zuppa inglese è un dolce particolarmente ricco che combina il gusto delicato della crema pasticciera a quello robusto dei savoiardi imbevuti in diversi liquori. I dessert di frutta includono i fichi caramellati, le pesche con l'Albana e le fragole con il vino rosso.
Prodotti tipici locali sono lo squacquerone, formaggio fresco a pasta molle, dal sapore leggermente acidulo, e la saba, sciroppo d'uva o mosto cotto, usato per la preparazione di dolci.
L'olio extravergine di oliva ha una tradizione storica testimoniata dalla presenza di frantoi attivi sin dall'antichità. La produzione di olio deriva principalmente dalla varietà Correggiolo, la più diffusa sul territorio, dal colore giallo con riflessi verdi molto intensi e dal sapore fruttato, con note aromatiche di mandorla verde.
I vini più noti sono il Sangiovese, dal colore rosso rubino carico, e il Trebbiano, bianco asciutto e armonico, ma anche altri vini si sono imposti per le loro caratteristiche qualitative: il Pagadebit, la Rebola, il Cabernet Sauvignon e l'Albana, bianco secco e amabile risalente probabilmente all'epoca romana.

### Eventi

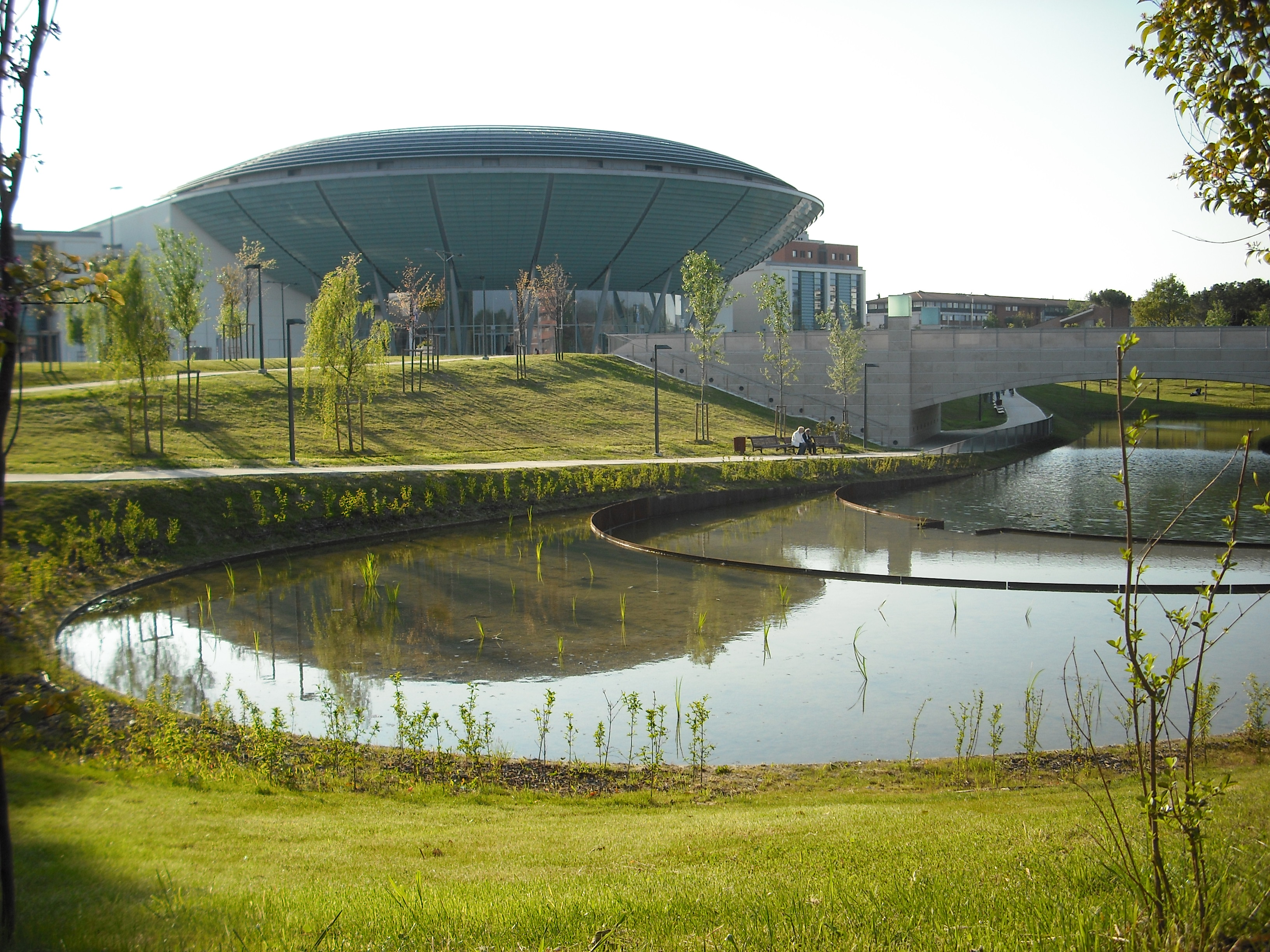
Il Palacongressi di Rimini

Manifestazioni ed eventi di primo piano si tengono a Rimini in ogni periodo dell'anno.
Ogni anno sono in programma diversi eventi: dalle rassegne, la più nota delle quali è la Sagra Musicale Malatestiana, a concerti, eventi sportivi (Paganello), culturali Festival del mondo antico, e mondani, tra cui particolare rilievo ha la Notte Rosa, che si festeggia in contemporanea lungo l'intera costa dell'Emilia-Romagna. In inizio estate altri eventi caratterizzano la città, uno di questi è "Al Mèni", Rimini diventa la capitale italiana del gusto, il Circo 8 e 1/2 dei sapori, showcooking degli chef, street food gourmet, gelati stellati, mercato dei prodotti di contadini, artigiani e designer.
Tra il 1954 e il 1956 la città fu sede delle finali del concorso di bellezza Miss Italia, che videro l'elezione di Eugenia Bonino nel 1954, Brunella Tocci nel 1955 e Nives Zegna nel 1956.
Per quanto riguarda le manifestazioni ed eventi fieristici, Rimini è dotata di un quartiere fieristico moderno e funzionale (Rimini Fiera) capace di attirare milioni di visitatori ogni anno. Nel solo 2015 il quartiere Fieristico di Rimini ha visto in calendario 41 manifestazioni, totalizzato 8.525 espositori, mentre i congressi e gli eventi ospitati sono stati 141, e il tutto ha generato oltre 2 milioni di presenze. La società che organizza tali eventi fieristici è l'Italian Exhibition Group S.p.A. società per azioni, quotata in borsa. Il quartiere fieristico di Rimini presidia quattro distretti economici (Travel & Tourism, Technology & Enviroment, Entertainment & Leisure e Hotel & Food Industry) con manifestazioni ad alta specializzazione (35 tra annuali e biennali, 11 delle quali con la qualifica di internazionale e per la maggior parte organizzate direttamente).
Il quartiere fieristico di Rimini si compone:
- di una struttura fieristica, completata nel 2001 e ampliata nel 2017, che è uno tra i più grandi quartieri fieristici d’Italia, in termini di superficie. Organizzata su un unico livello, dispone di 189.000 m² di superficie utile, di cui 129.000 m² di superficie espositiva lorda e 60.000 m² di superficie per i servizi, ed è dotata di 24 sale convegni modulabili, una stazione ferroviaria interna di linea, 11.000 posti auto, oltre a sala stampa, business center e ristoranti/corner ristorazione.[163]
- di un centro dei congressi (il Palacongressi) che sorge dove un tempo si trovava il vecchio quartiere fieristico riminese. Progettato dalla GMP di Amburgo e costruito ex novo dalla Società del Palazzo dei Congressi S.p.A. di Rimini, sorge su un'area di 38.000 metri quadri e ha una capienza complessiva di 9 300 posti. Completano la struttura un'area servizi, ristoranti e centri di ristoro e un sistema di 500 parcheggi interrati.

Grazie a queste strutture fieristiche Rimini è sede di congressi nazionali e internazionali. Ad esempio, la città ospita il Meeting per l'amicizia fra i popoli e le Giornate internazionali di studio “Pio Manzù”, nell'ambito dei quali si tengono interventi, mostre e incontri su temi di attualità, società e politica.

## Geografia antropica

### Urbanistica

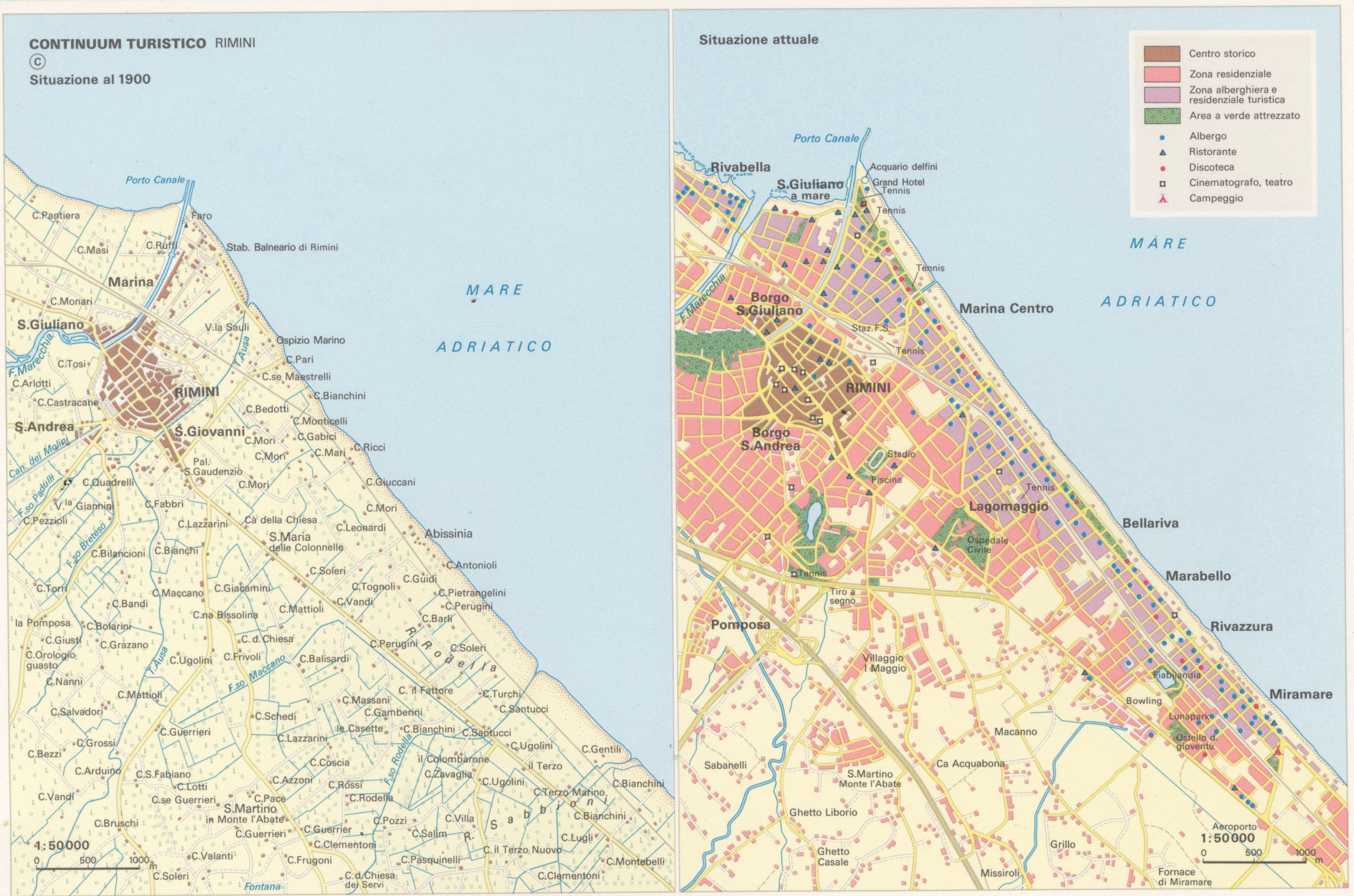
Evoluzione di Rimini nel XX secolo

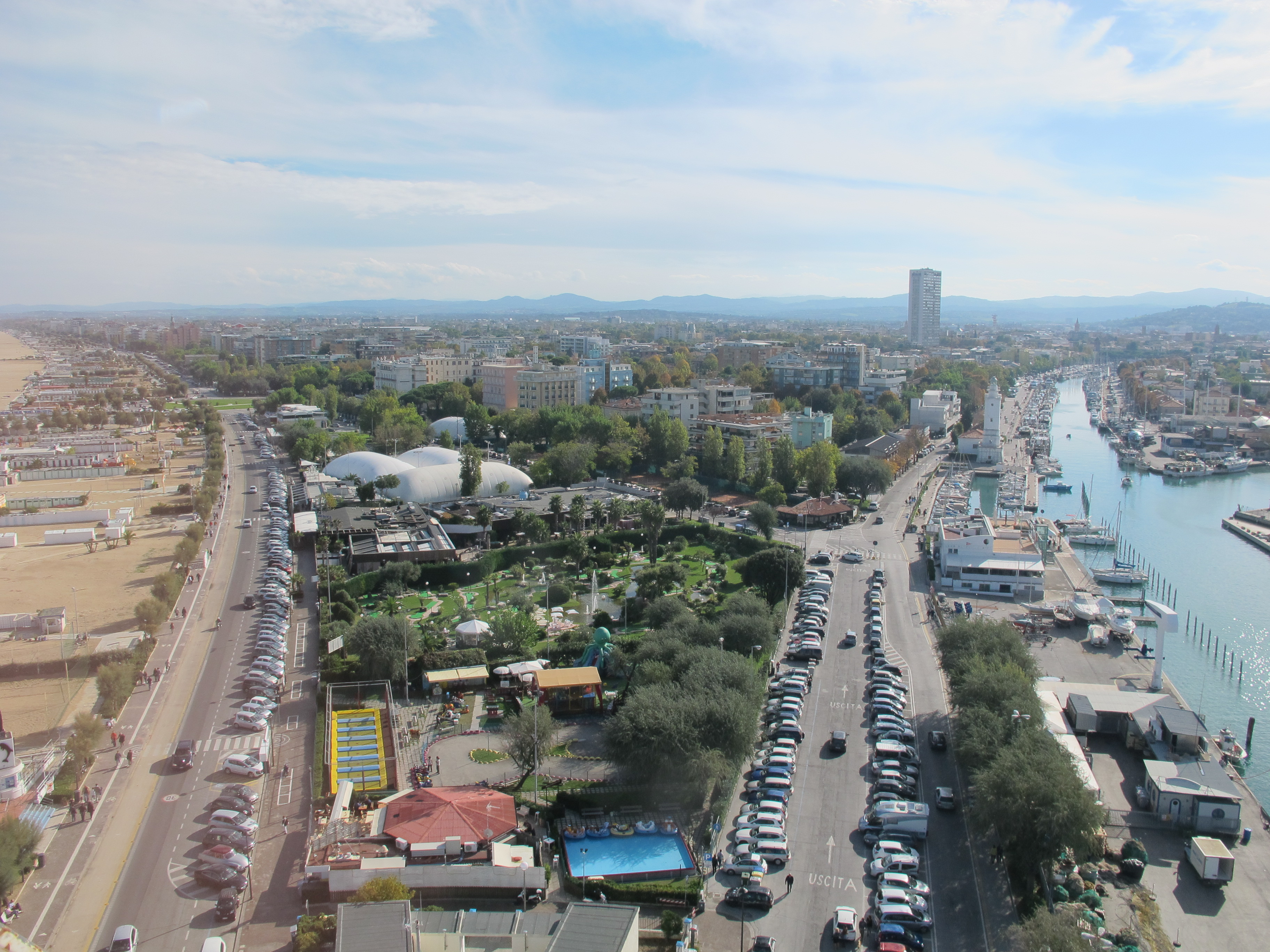
Vista aerea della città

Rimini presenta un impianto urbano di origine romana, riconoscibile dalla regolarità dei tracciati viari del centro storico. Tale impianto, basato su due assi fondamentali, il decumano (Corso d'Augusto) e il cardo massimo (via Giuseppe Garibaldi – via IV Novembre), era originariamente compreso entro i limiti naturali rappresentati dal Marecchia a NO e dell'Ausa a SE. I limiti difensivi rimasero per secoli coincidenti con le mura aureliane.
Nel Medioevo la città si espanse verso il porto, dotandosi di una nuova cinta muraria e trasformando alcune aree del centro urbano, come i rioni Montecavallo, Pomposo e Clodio, con strade strette e dall'andamento sinuoso, irregolare e concentrico. I mutamenti verificatisi tra il XV e il XIX secolo non comportarono modifiche sostanziali all'impianto ormai consolidato della città. Le vaste aree libere parzialmente coltivate a orti che esistevano nel tessuto urbano furono rimarginate solo tra la metà dell'Ottocento e i primi anni del Novecento.
Nel 1825 l'immigrazione e soprattutto la necessità di localizzare fuori dalla cinta muraria le attività produttive portarono alla formazione, lungo le tre direttrici per l'entroterra, del borgo Sant'Andrea. Questo sobborgo si aggiunse a quelli di San Giuliano e San Giovanni, esistenti rispettivamente almeno dall'XI e XVI secolo, anche se più volte ricostruiti. Nel 1843 fu costruito il primo stabilimento balneare (1843), che fu collegato direttamente alla città attraverso Viale Principe Amedeo.
Dall'inizio del Novecento, grazie allo sviluppo turistico e demografico, Rimini si estese all'esterno della cinta muraria, verso la stazione ferroviaria e il mare. Nel secondo dopoguerra l'espansione delle nuove periferie e la definitiva saturazione della fascia a mare della linea ferroviaria portarono ad una saldatura dell'area urbana con le frazioni litoranee e gli altri centri della Riviera romagnola, che si configura oggi come una conurbazione costiera estesa per oltre 50 km.

### Suddivisioni storiche
Il centro storico di Rimini, compreso entro la cinta muraria malatestiana, fu storicamente diviso fin dall'età medievale in quattro rioni: Cittadella, Clodio, Pomposo e Montecavallo. I confini esatti dei quartieri non sono noti, ma si suppone dovessero coincidere con le maggiori strade storiche della città: gli attuali Corso d'Augusto, Via Giuseppe Garibaldi e Via Alessandro Gambalunga.
Il rione Cittadella, nella zona occidentale del centro, ospitava le principali sedi del potere civile e religioso (i palazzi comunali, Castel Sismondo e la Cattedrale di Santa Colomba) e rappresentava di fatto il quartiere più importante della città storica.
Il rione Clodio, il più settentrionale, aveva un carattere popolare e un impianto urbanistico strettamente legato alla presenza del fiume Marecchia e alla vicinanza all'antica linea di costa, molto più arretrata rispetto a quella odierna.
Il rione Pomposo, il più vasto, assunse il proprio nome dal monastero dei Benedettini di Pomposa; un'ampia parte del territorio per secoli fu occupata da conventi e orti, scomparsi in seguito all'espansione del 1907.
Il rione Montecavallo, che costituisce il settore meridionale del centro storico, si caratterizza per l'andamento curvilineo delle strade, di origine medievale e legate alla presenza della Fossa Patara, e per il piccolo rilievo detto “Montirone”.
All'esterno della cinta muraria, lungo le principali strade, si sviluppavano quattro borghi, completamente assorbiti dall'espansione urbana tra gli anni cinquanta e sessanta del Novecento: San Giuliano, Sant'Andrea, San Giovanni e Marina.
Il borgo più antico ed importante era quello di San Giuliano, lungo la Via Emilia, abitato da pescatori ed esistente già nell'XI secolo. Il borgo San Giovanni e il borgo Sant'Andrea (noto anche come borgo Mazzini) furono entrambi distrutti nel corso di un incendio nel 1469. Il primo, sviluppatosi lungo la Via Flaminia e abitato da piccoli artigiani e borghesi, fu ricostruito intorno alla metà del Cinquecento; il secondo, formatosi lungo le strade di collegamento con l'entroterra – Via Covignano, Via Marecchiese e Via Monte Titano – fu ricostruito solo a partire dal 1825. Il borgo di Marina, sviluppatosi dal XV secolo lungo la riva destra del fiume Marecchia ed indissolubilmente legato alle attività portuali, fu radicalmente trasformato a causa degli sventramenti per l'apertura di Via dei Mille (1932) e dei bombardamenti della seconda guerra mondiale, particolarmente pesanti data la vicinanza ai ponti cittadini e allo scalo ferroviario.

### Suddivisioni amministrative
La legge n. 42/2010 ha soppresso le circoscrizioni nei comuni con meno di 250 000 abitanti. In precedenza il Comune di Rimini era così suddiviso:
- Circoscrizione 1: Centro Storico - Marina Centro – San Giuliano (3,36 km²; 19.074 abitanti[172])
- Circoscrizione 2: Borgo San Giovanni – Lagomaggio – Marina Lido (3,67 km²; 21.033 abitanti)
- Circoscrizione 3: Bellariva – Miramare (5,28 km²; 22.701 abitanti)
- Circoscrizione 4: Borgo Mazzini – INA Casa – Vergiano – Corpolò (43,81 km²; 23.460 abitanti)
- Circoscrizione 5: Celle – Viserba – San Vito – Santa Giustina (35,23 km²; 32.034 abitanti)
- Circoscrizione 6: V PEEP – Grotta Rossa – Gaiofana (43,46 km²; 25.019 abitanti)

### Frazioni e località

#### Frazioni litorale nord

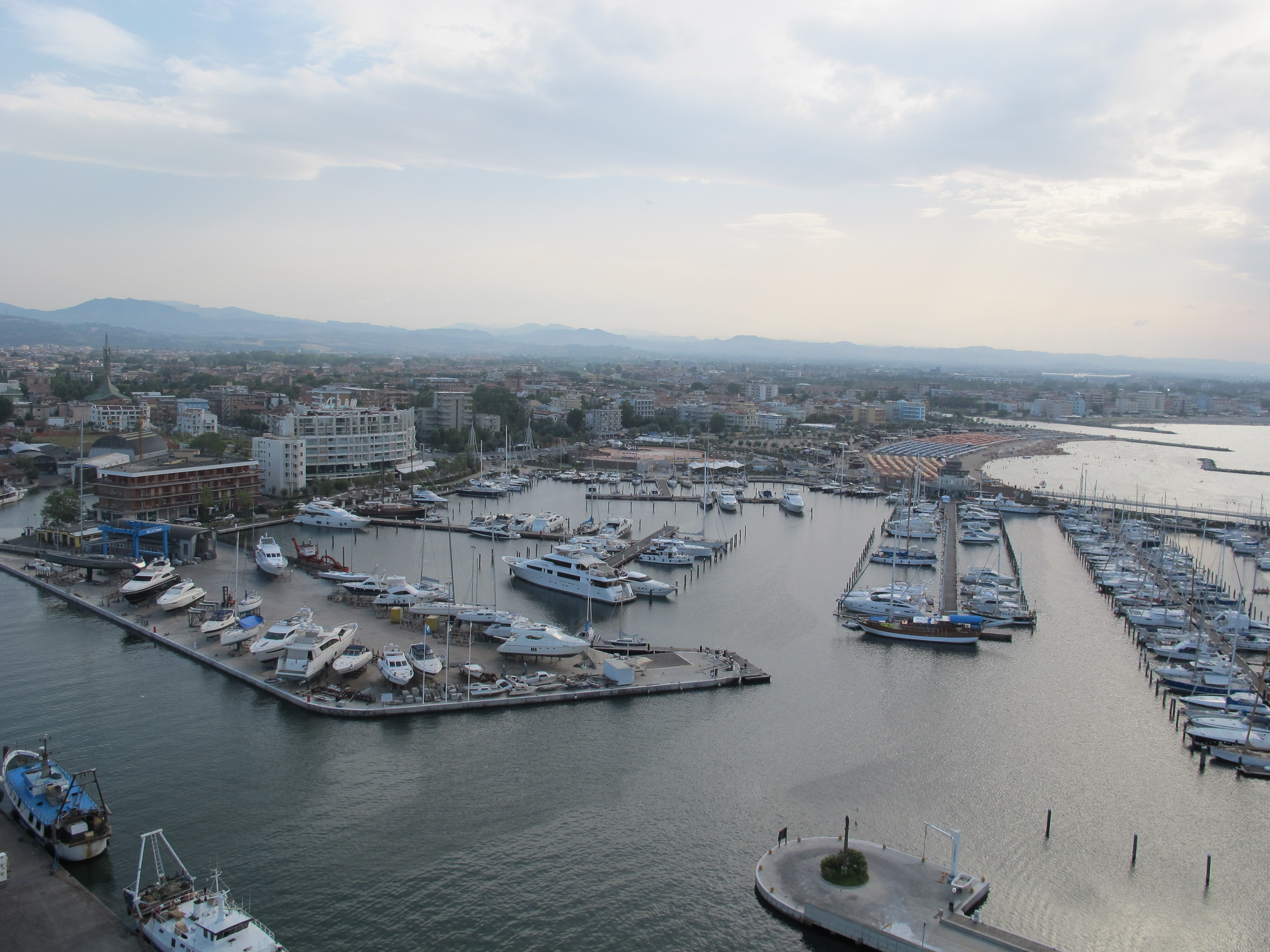
San Giuliano Mare e sullo sfondo Rivabella

Le frazioni litoranee a nord della città sono cinque (da nord-ovest a sud-est): Torre Pedrera, Viserbella, Viserba, Rivabella e San Giuliano Mare. Le località di Bellaria e Igea Marina, oggi unite nel comune omonimo, furono frazioni di Rimini fino al 1956.
Questo tratto di costa, lungo circa 6 km, presenta un arenile meno profondo rispetto alla marina di Rimini e protetto dall'erosione da scogliere, con fondali molto bassi (a 500 metri dalla costa si raggiungono circa 5 metri di profondità).
Torre Pedrera, la frazione più settentrionale, deve il suo nome all'antica torre fatta costruire nel 1673 in prossimità del fiume Pedriera come difesa contro gli attacchi dei pirati. È dotata di una propria stazione ferroviaria (stazione di Rimini Torre Pedrera) sulla linea Ferrara-Rimini.
Viserba, la più antica e popolosa tra le frazioni settentrionali, si sviluppò dopo il 1889, con l'inaugurazione della stazione ferroviaria (stazione di Rimini Viserba) sulla linea Ferrara-Rimini, creata per favorire il commercio dei materiali della corderia, una fabbrica presente dal 1840 e passata da semplice mulino a pillificio e corderia.
Nel 1908 Viserba fu collegata al Lido di Rimini dalla strada litoranea, lungo la quale sorsero numerosi villini, ancora oggi in parte esistenti. Nella prima metà del Novecento Viserba ebbe l'appellativo di "regina delle acque", per la presenza della fonte Sacramora e di abbondanti acque nel sottosuolo, dovute alla sua posizione al centro della conoide fluviale del Marecchia. Dal secondo dopoguerra Viserba si è espansa ulteriormente verso l'entroterra (Viserba Monte), fino a raggiungere in tempi recenti la Strada statale 16 Adriatica, attraverso la costruzione di un vasto quartiere di edilizia popolare.
San Giuliano Mare, separata dal centro di Rimini solo dal porto canale, è sede della darsena Marina di Rimini, il maggiore porto turistico della città, dotato di 680 posti barca.

#### Frazioni litorale sud
Le frazioni litoranee a sud di Rimini sono quattro (da nord-ovest verso sud-est): Bellariva, Marebello, Rivazzurra e Miramare. La città di Riccione, oggi comune autonomo, costituiva la frazione più meridionale del comune di Rimini fino al 1923.
Lungo questo tratto costiero, lungo circa 5 km, sorgono le principali colonie marine di Rimini: il Sanatorio Comasco (1906) e l'Ospizio Marino Bolognese “A. Murri” (1912) a Bellariva, la Colonia Villa Margherita (1920) a Marebello, la Colonia Enel a Rivazzurra (1932) e le colonie Novarese (1934) e Bolognese (1932) a Miramare. Questo tratto di costa fu quasi interamente edificato durante il forte sviluppo turistico degli anni sessanta del Novecento, quando, senza ancora un piano regolatore, furono costruiti uno a ridosso dell'altro numerosi hotel economici e pensioni, aperti a partire da aprile-maggio.
La maggiore frazione litoranea meridionale, nonché la più antica, è Miramare, sorta nei primi anni del Novecento e sviluppatasi dagli anni trenta lungo viale Ivo Oliveti e la strada litoranea. Miramare è sede dell'Aeroporto internazionale “Federico Fellini” e possiede una propria stazione ferroviaria sulla linea ferroviaria Bologna-Ancona; ospita inoltre il centro termale marino di Riminiterme.

#### Altre frazioni importanti
San Lorenzo in Correggiano (in dialetto riminese San Lurènz in Curzein), situata sull'omonimo colle, posto tra via Coriano e via Montescudo a circa 4 km dalla Strada statale 16 Adriatica, ha una popolazione di circa 500 abitanti. Da sempre parte del contado riminese, nel 1371 era ricordata come Villa Plebis Sancti Laurentii in Coregiano e ospitava 34 focolari. Il celebre orientalista Giuseppe Adolfo Noel des Verges comprò in questi luoghi nel 1843 la Villa des Vergers.
Elenco completo delle frazioni e delle località abitate, in ordine alfabetico
Bellariva, Belvedere, Borgo nuovo, Ca' Acquabona, Ca' Guda, Ca' Palloni, Ca' Rinaldi, Ca' Spina, Ca' Tentoni, Ca' Tomba, Calastra nuova, Calorè, Casalecchio, Case della Fossa, Case Monte Cieco, Case Orsoleto, Case Pradese, Casetti, Casetti Prazzolo, Corpolò, Dogana, Fienili, Fornace, Fornace di Miramare, Fornace Marchesini, Gaiofana, Gaiofana di Vergiano, Ghetto Casale, Ghetto Masere, Ghetto Mavos, Ghetto Petini, Ghetto Piccinelli, Ghetto Randuzzi, Ghetto Tamagnino, Ghetto Tombanuova, Ghetto Turco, Grillo, Grottarossa, Il Palazzone, La Brusada, La Cerbaiola, La Fasolina, La Zingarina, Lagone, Le Casette, Macanno, Malte, Marano, Marebello, Miramare di Rimini, Missiroli, Monte Cieco, Morri, Mulino Carlotti, Ospedaletto, Orsoleto, Osteria, Osteria del Bagno, Osteria del Fiume, Padulli, Pelito, Pozzi, Rivabella, Rivazzurra, Sacramora, Sabanelli, San Fortunato, San Giovanni in Bagno, San Giuliano, San Giuliano mare, San Lorenzo monte, San Lorenzo in Correggiano, San Martino in Riparotta, San Martino in Venti, San Martino monte L'Abate, San Paolo, San Salvatore, San Vito, Santa Aquilina, Santa Cristina, Santa Giustina, Santa Maria in Cerreto, Spadarolo, Stazione Vergiano, Torre Pedrera, Tramontana, Urbinità, Variano, Vergiano, Villa Francolini, Villaggio 1 maggio, Viserba, Viserba monte, Viserbella.

## Economia
Rimini è un centro turistico di importanza internazionale. L'economia è basata sul terziario turistico, il cui sviluppo, iniziato nella prima metà dell'Ottocento e definitivamente affermatosi con il "miracolo economico" del secondo dopoguerra, ha condizionato gli altri settori: il terziario avanzato, il commercio, l'edilizia e l'industria. Tra i maggiori albergatori si possono ricordare Arpesella, Marchetti, Amati e Grossi. L'agricoltura e la pesca, che per secoli costituirono le principali risorse economiche per la città, sono settori secondari, anch'essi in parte subordinati alle attività turistiche.

### Terziario

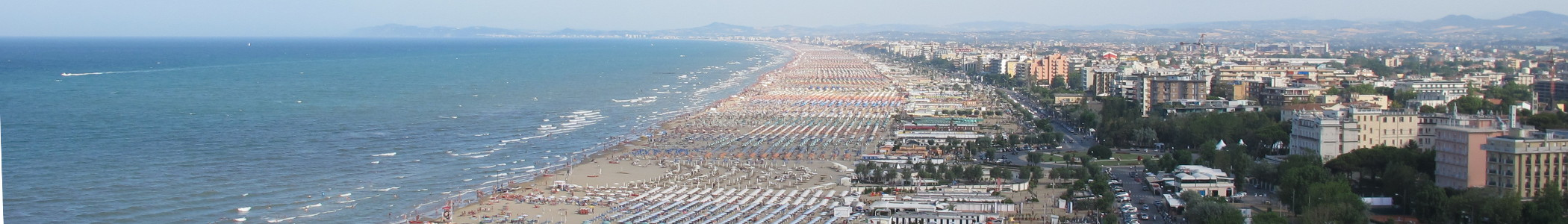
Spiaggia di Rimini; sullo sfondo le colline romagnole e il promontorio di Gabicce

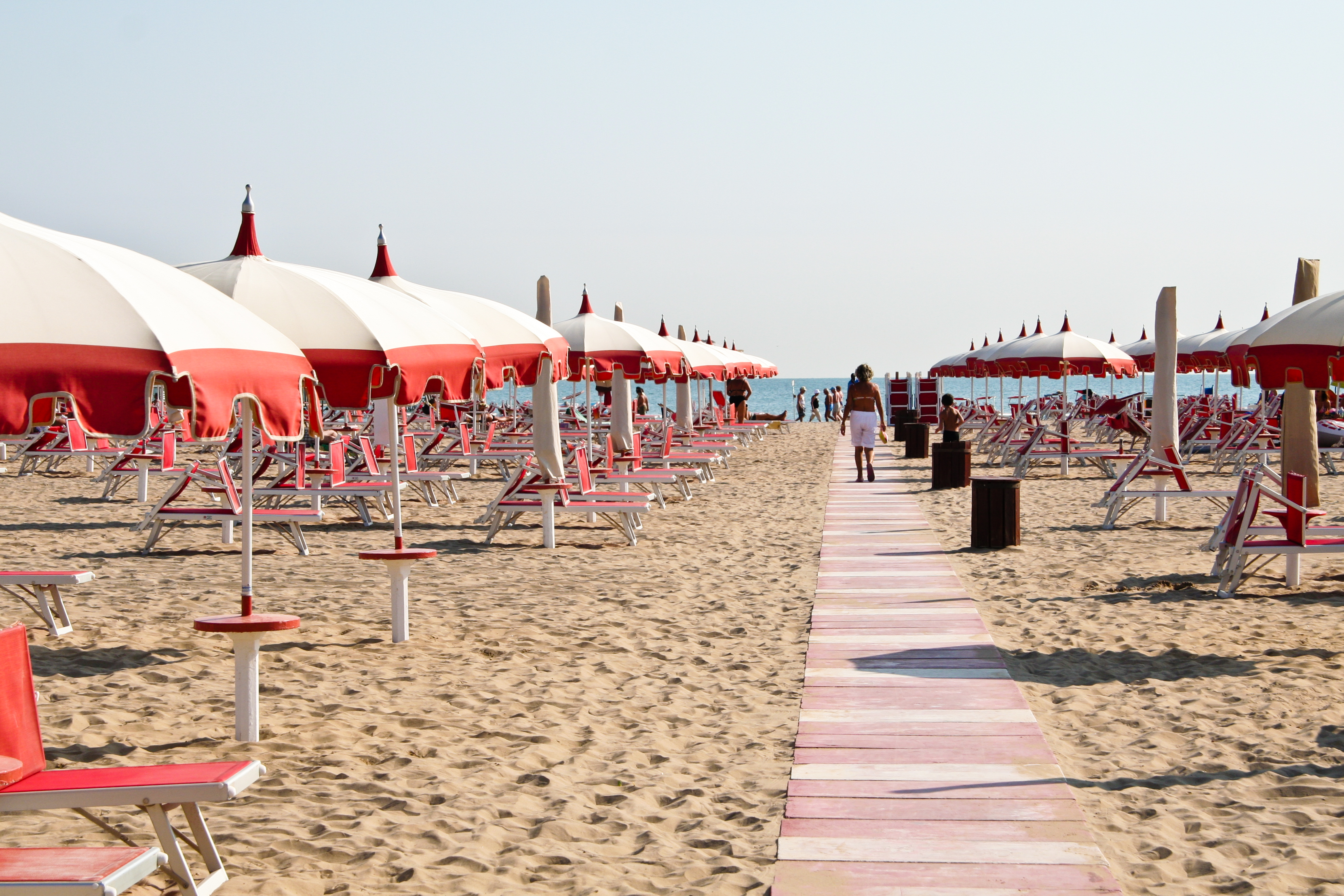
La spiaggia di Rimini

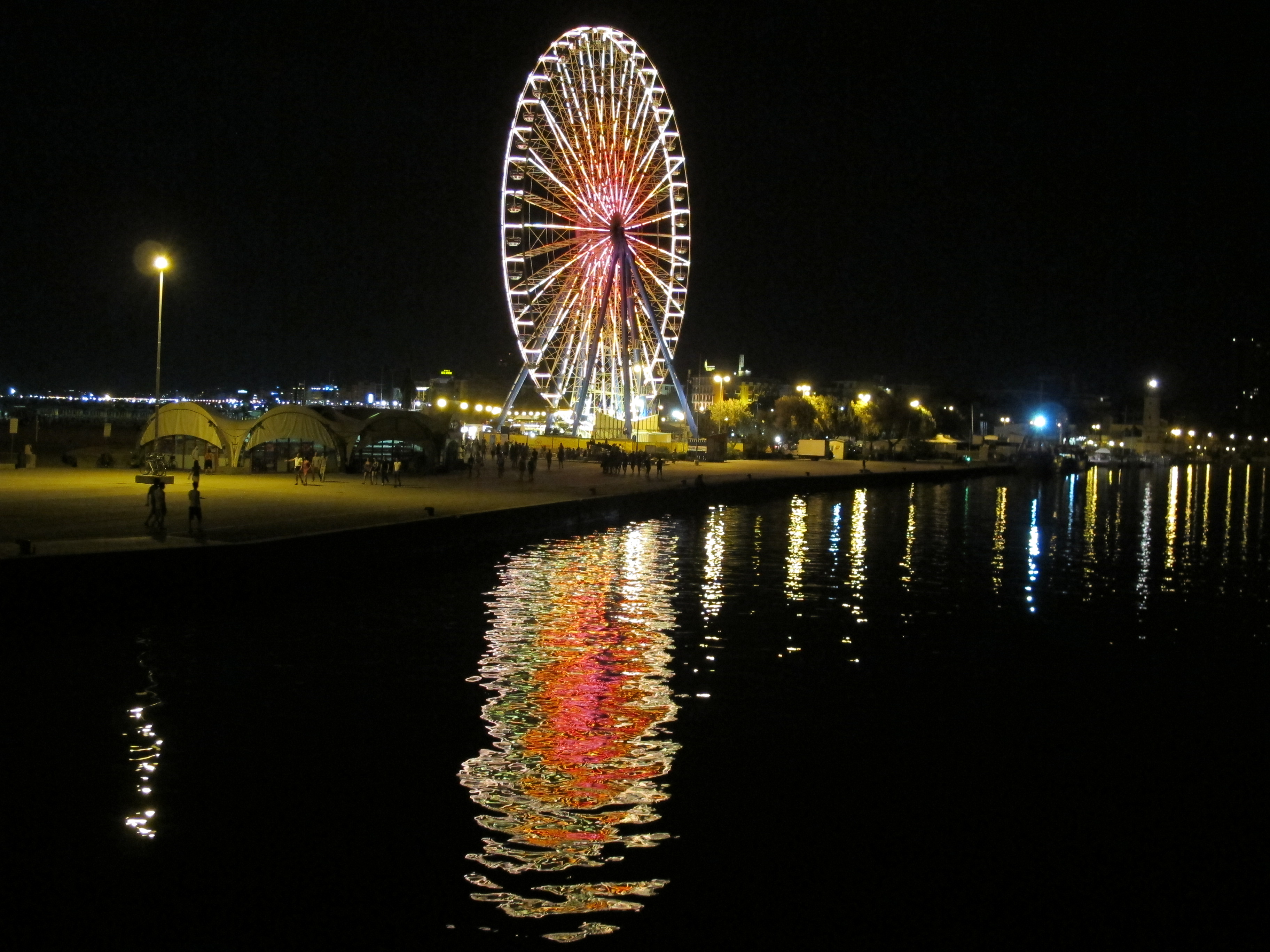
La ruota panoramica e il porto di notte

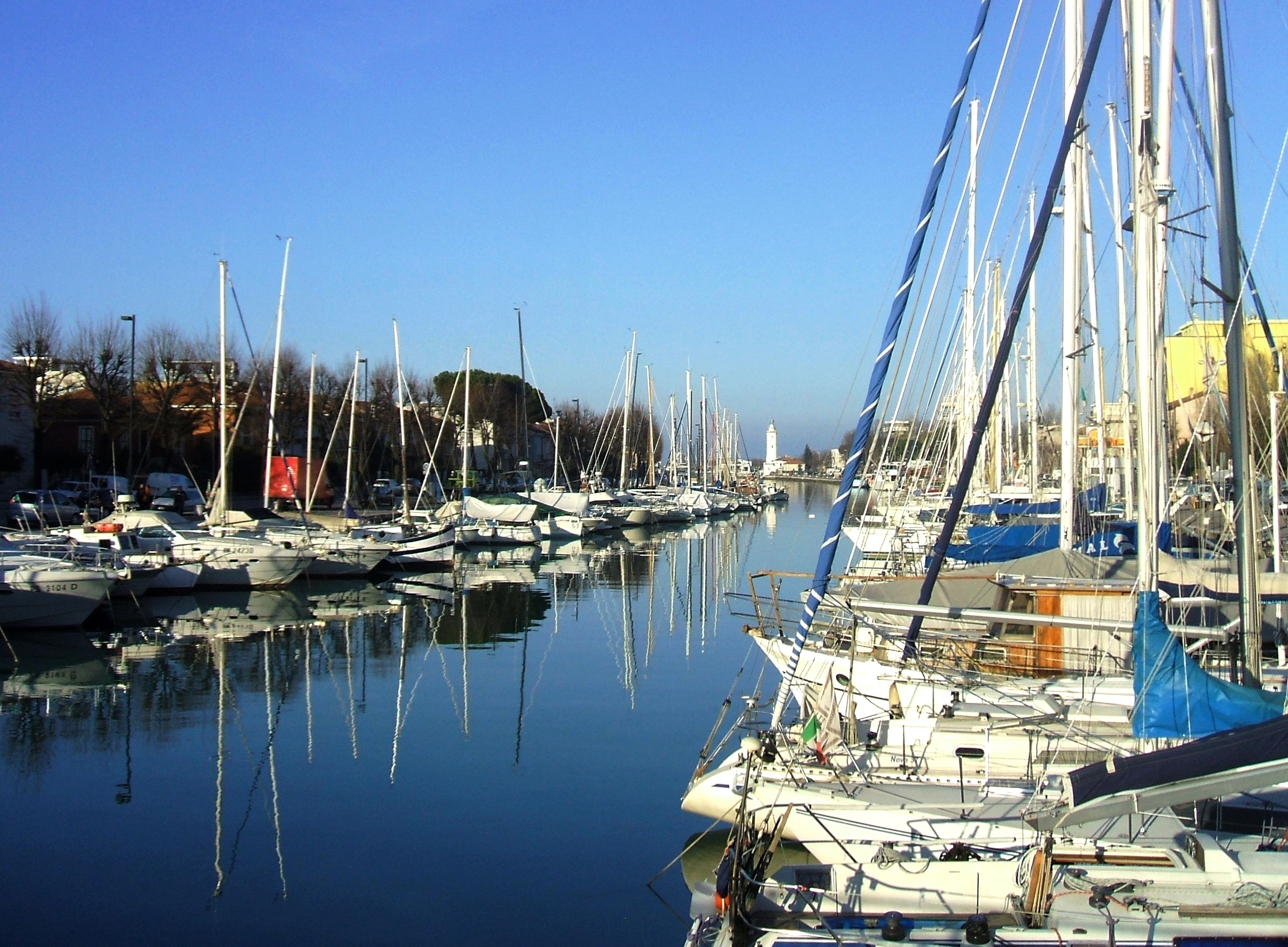
Veduta del porto canale dal Ponte della Resistenza

Il turismo a Rimini nacque inizialmente come soggiorno di tipo terapeutico, per cure talassoterapiche, idroterapiche ed elioterapiche, evolvendosi in villeggiatura balneare d'élite alla fine dell'Ottocento, in turismo medio e piccolo borghese tra le due guerre e, nel secondo dopoguerra, in turismo di massa.
Rimini concentra circa un quarto dell'offerta alberghiera regionale, con oltre 1.000 hotel, di cui circa 220 aperti tutto l'anno, per un totale di 72.000 posti letto, oltre a residence, appartamenti, villette, bed & breakfast e campeggi.
Il turismo si basa sul settore balneare, accanto al quale si sviluppa l'offerta legata alle fiere e ai congressi, agli eventi, alla notte, alla cultura, al benessere e all'enogastronomia.
Rimini è sede di fiere e congressi internazionali, con un quartiere fieristico e un palacongressi tra i più importanti in Europa, grazie alla posizione geografica e alla concentrazione di strutture ricettive, servizi e attrattive che la città offre.
Il commercio, come numero di imprese e di addetti, figura tra i principali settori economici, con un importante centro commerciale all'ingrosso, due ipermercati, grandi magazzini, supermercati e centinaia di negozi e boutique.

### Industria
L'industria, meno sviluppata rispetto al turismo e al terziario, comprende numerose aziende di media e piccola dimensione operanti nei settori alimentare, della meccanica del legno, dell'edilizia, dell'arredamento, dell'abbigliamento e dell'editoria. Rimini è sede inoltre di uno storico stabilimento delle Officine Manutenzione Ciclica di Trenitalia, specializzato nelle attività di manutenzione e riparazione di mezzi di trazione diesel.

Il sistema produttivo riminese comprende due principali poli industriali e artigianali: quello delle Celle e quello del Villaggio I maggio, situati rispettivamente a nord-ovest e a sud-ovest della città.

### Agricoltura
L'agricoltura riveste un'importanza marginale rispetto agli altri settori per l'economia locale.
Nel 2021 le colture che occupano maggiore superficie totale coltivata nella provincia di Rimini sono, in ordine: l'erba medica, il frumento tenero, il frumento duro, il foraggio (prati polifiti), la vite, l'olivo, l'orzo e il girasole; mentre tra gli alberi da frutto predominano l'albicocco, il pesco e il kaki.
Importanti la tradizione vitivinicola, con i vitigni Sangiovese, Trebbiano, Rebola, Pagadebit e Albana, e la produzione di olio extravergine d'oliva (con l'Olio Colline di Romagna Dop), da cultivar Correggiolo, Frantoio, Moraiolo, Pendolino e Rossina.

### Pesca
Il settore della pesca ha un'importanza secondaria nell'economia della città, nonostante rappresenti una delle attività storiche del territorio. Rimini è uno tra i principali porti pescherecci del mare Adriatico e la sua flotta, con un centinaio di barche, è la più ampia del compartimento riminese, che comprende un tratto di circa 50 km di costa, da Cattolica a Cesenatico.

### Artigianato
Per quanto riguarda l'artigianato, Rimini è rinomata soprattutto per la produzione di ceramiche, di medaglie artistiche, di mobili artistici in stile, di pizzi a tombolo, di intarsi su marmo, e per i laboratori di abbigliamento.

## Infrastrutture e trasporti

### Strade

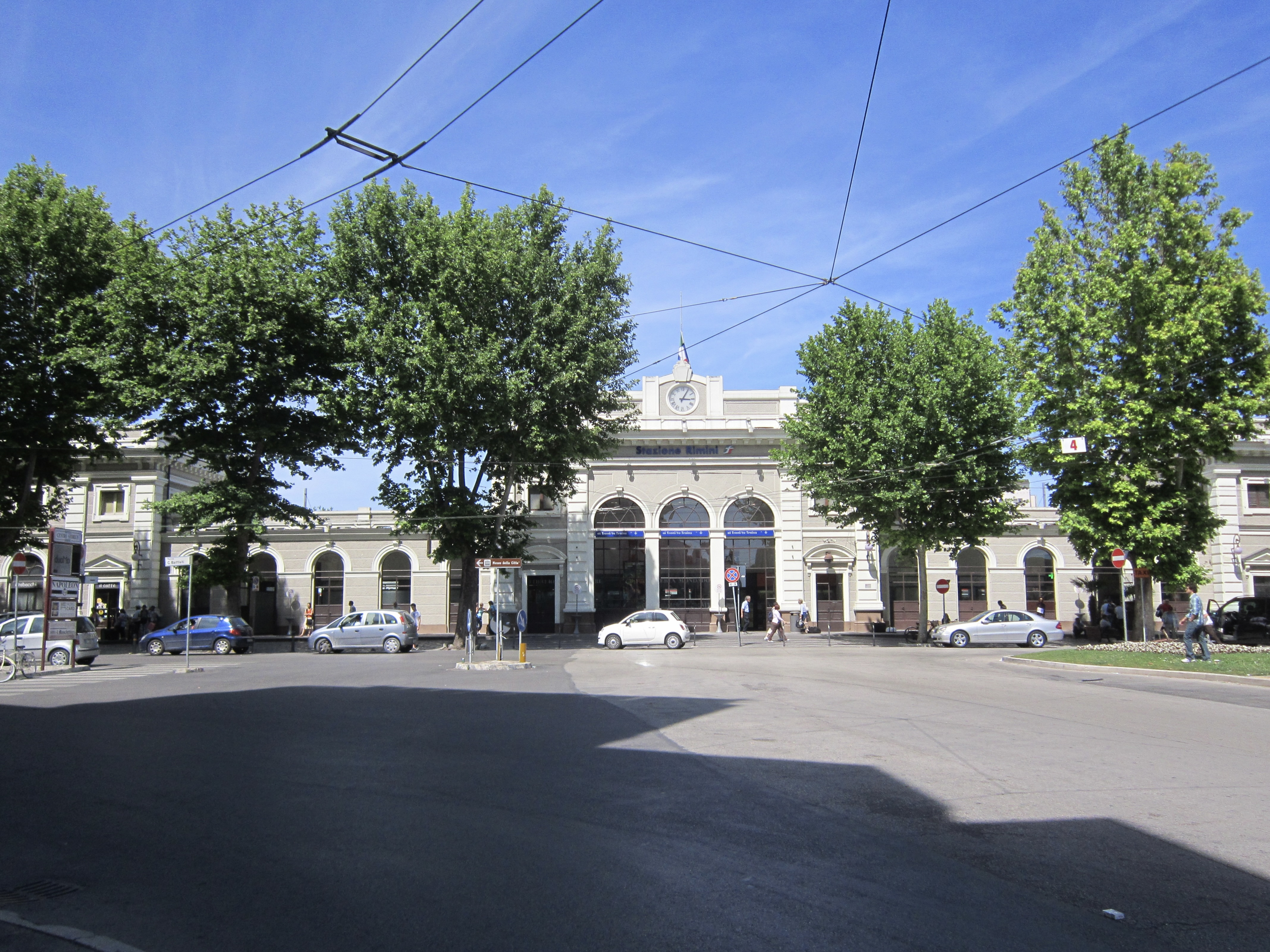
Stazione di Rimini

Rimini è collegata alla rete autostradale nazionale tramite due caselli, situati a nord e a sud della città, della autostrada A14 Bologna-Taranto.
Altre strade importanti che interessano il comune sono la via Emilia e la strada statale 16 Adriatica.

### Ferrovie

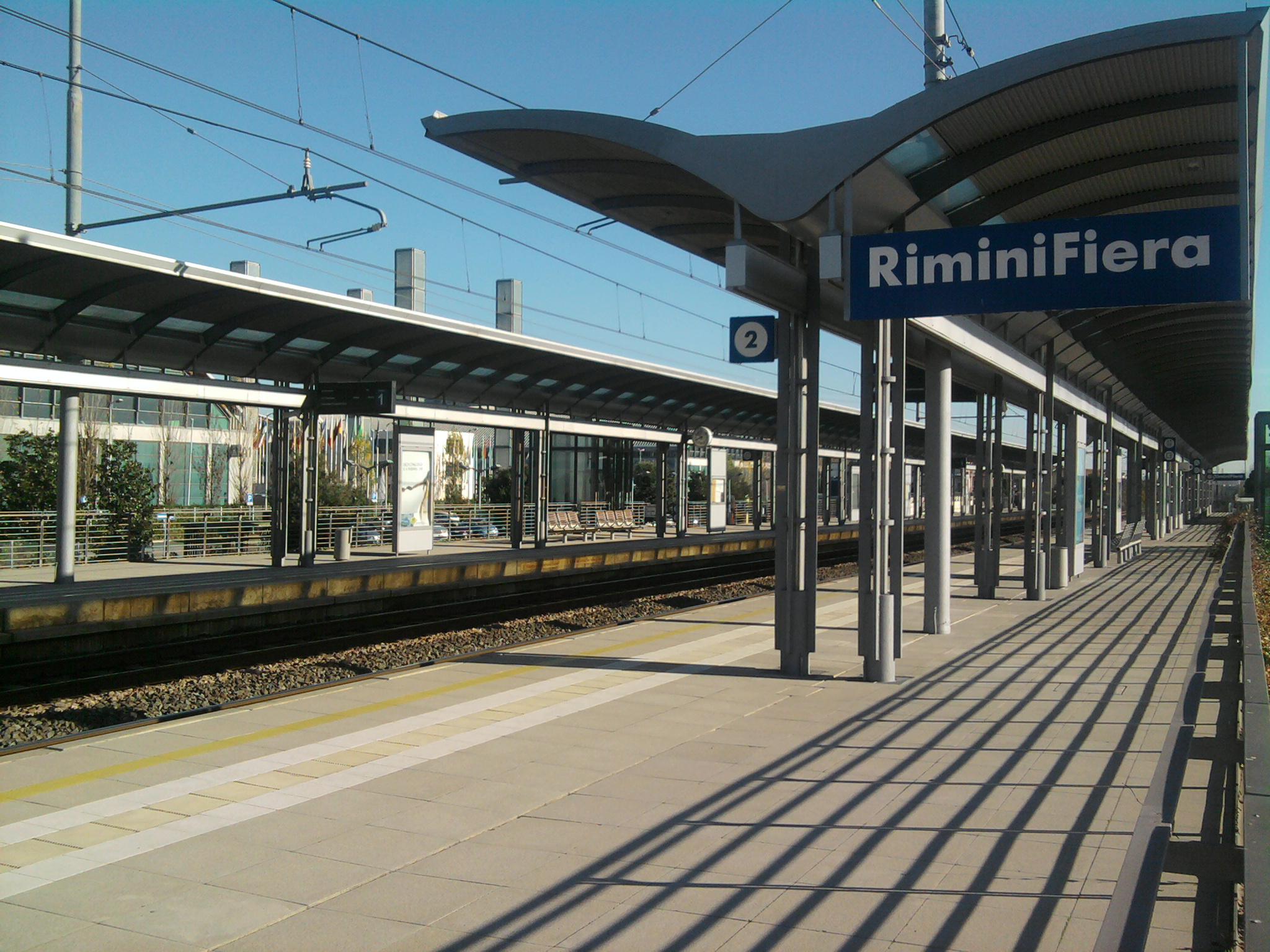
Stazione di RiminiFiera

La città è attraversata da due linee ferroviarie, la Bologna-Ancona e la Ferrara-Rimini, ed è servita da cinque impianti tra stazioni e fermate: Rimini, RiminiFiera, Rimini Miramare, Rimini Viserba e Rimini Torre Pedrera.
In passato la città era servita da altre due linee ferroviarie:
- la ferrovia elettrica Rimini-San Marino, funzionante tra il 1932 e il 1944, aveva il capolinea riminese presso il binario 1 est della stazione di Rimini e giungeva fino a Città di San Marino percorrendo la vallata del torrente Ausa su un tracciato simile a quello dell'attuale superstrada;
- la ferrovia Rimini-Novafeltria, chiusa nel 1960, percorreva la Valmarecchia fino a Novafeltria, allora Mercatino Marecchia. A Rimini la stazione capolinea, denominata Rimini Centrale, era situata presso l'attuale autostazione delle Ferrovie Emilia Romagna.

Entrambe le linee erano a scartamento ridotto da 950 mm ed inizialmente furono esercite in concessione da società private, rispettivamente la Società Veneto Emiliana Ferrovie Tranvie (SVEFT) e la Società Anonima delle Ferrovie e Tramvie Padane (FTP).

### Aeroporti

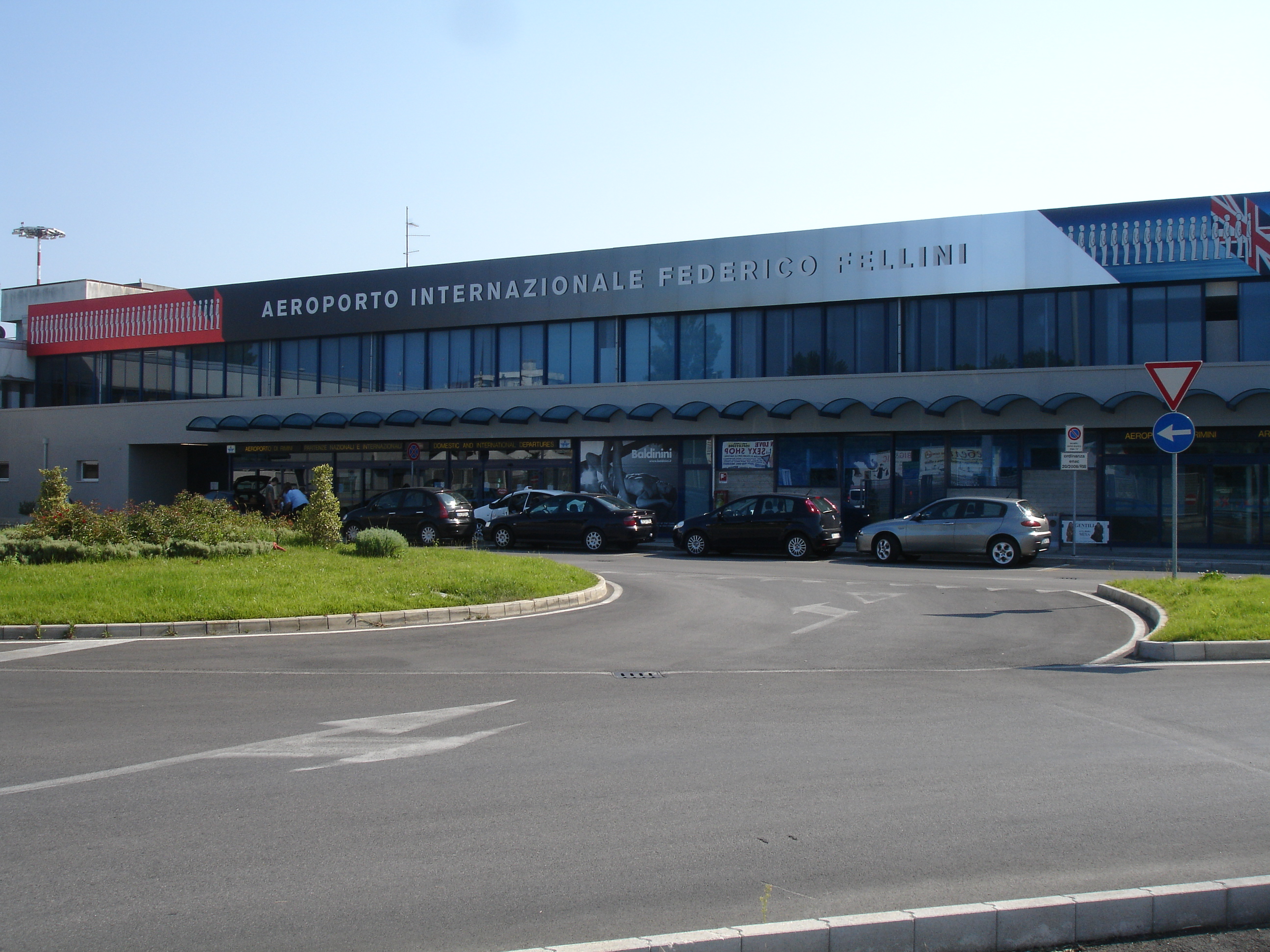
Aeroporto "Federico Fellini" a Rimini Miramare

Rimini è servita dall'Aeroporto di Rimini, il secondo della regione come numero di passeggeri. La pista, nata come aeroporto militare, ospitò il 5º Stormo intitolato a Giuseppe Cenni (Medaglia d'oro al valor militare). L'aeroporto viene talvolta utilizzato come scalo secondario di Bologna.

### Mobilità urbana
Il trasporto pubblico del bacino di Rimini, comprendente le linee autobus urbane e interurbane a servizio della città e della provincia, è gestito da Start Romagna. Start Romagna esercisce anche la filovia interurbana per Riccione, che nel 1939 sostituì la preesistente tranvia extraurbana, la quale svolgeva anche servizio urbano.
Dal 23 novembre 2019 è attivo il servizio di autobus a transito rapido Metromare (in precedenza Trasporto Rapido Costiero), che collega la stazione di Rimini e la stazione di Riccione con 15 fermate intermedie, viaggiando in sede riservata lungo un itinerario sopraelevato adiacente alla linea ferroviaria (eccetto per il tratto finale su sede promiscua presso la stazione di Riccione).

## Amministrazione

### Gemellaggi
Rimini è gemellata con:
- Yangzhou
- Saint-Maur-des-Fossés, dal 1967
- Seraing
- Soči, dal 1977
- Ziguinchor
- Fort Lauderdale

## Sport

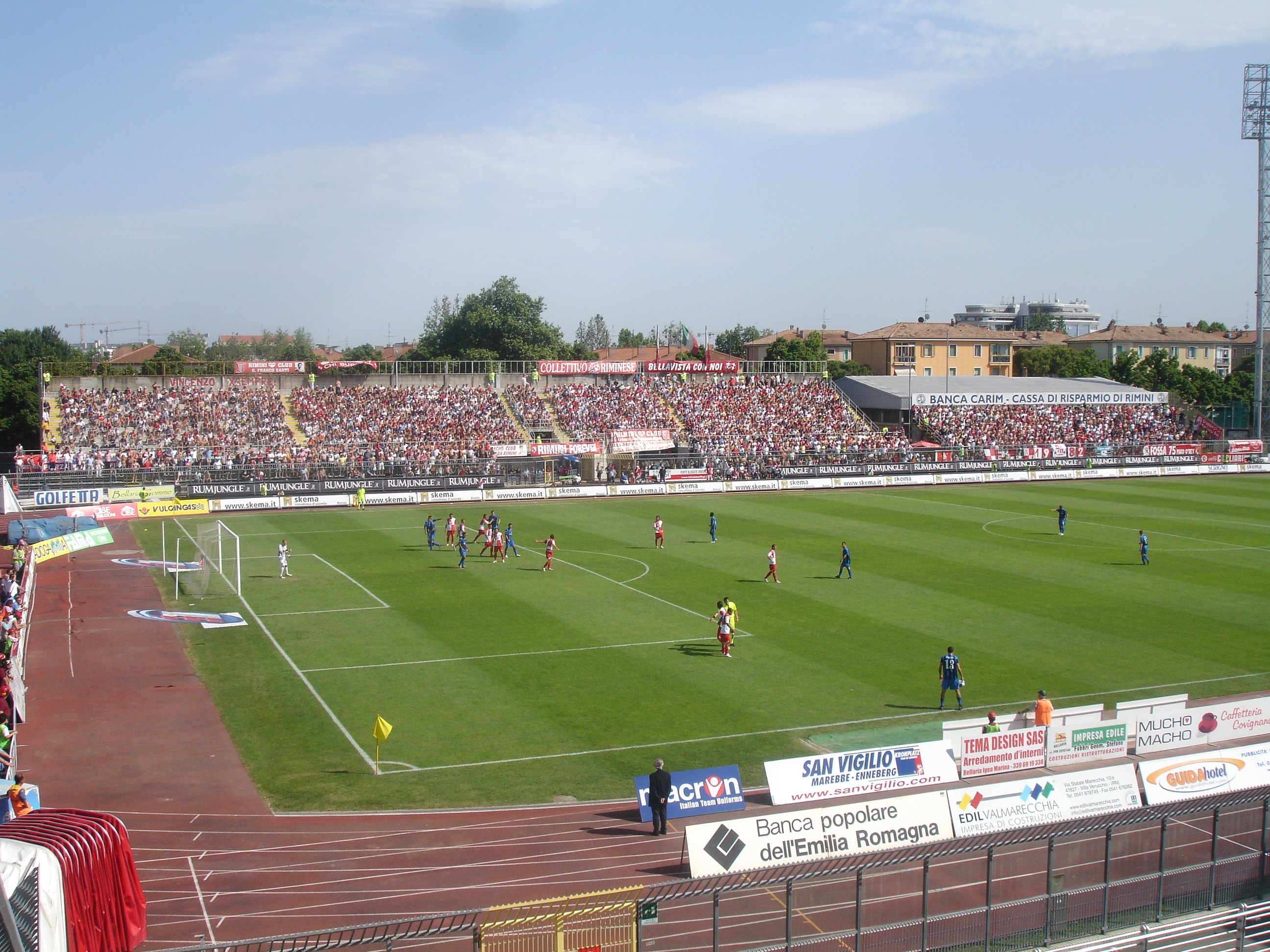
Lo stadio "Romeo Neri"

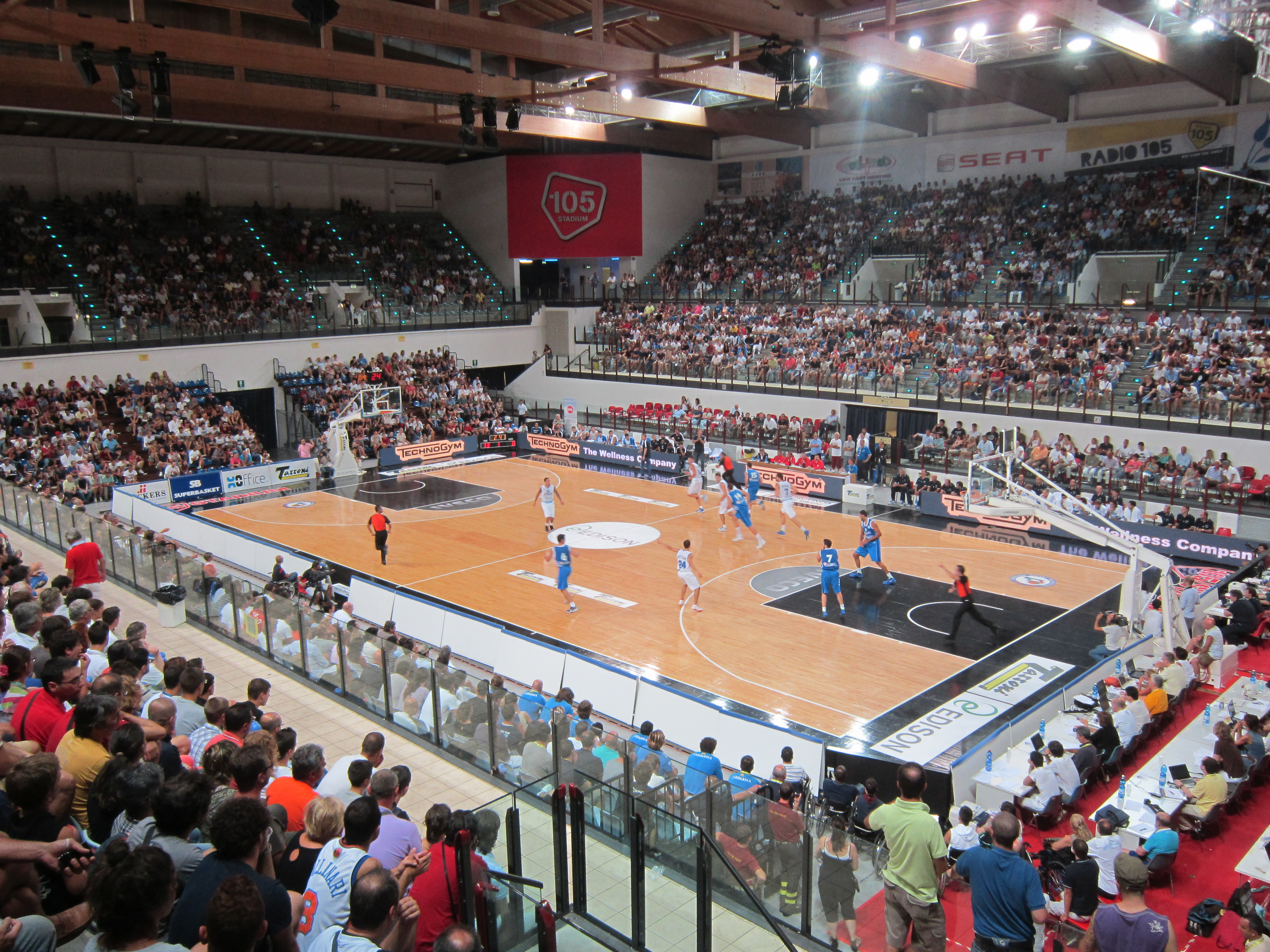
L'RDS stadium, sede di incontri di basket, concerti e spettacoli

### Ciclismo
Giro d'Italia
Rimini è stata sede di tappa della "Corsa Rosa" in ventuno occasioni (dodici partenze e nove arrivi); la prima volta fu l'arrivo, nel 1932, della tappa Ferrara-Rimini vinta da Learco Guerra mentre l'ultima fu nel 2020, anche in questo caso un arrivo, con la tappa Porto Sant'Elpidio-Rimini vinta dal francese Arnaud Demare.
Tour de France
Anche il Tour de France ha avuto la città di Rimini quale sede di tappa: nell'edizione 2024 la corsa francese ebbe la "Grande Partenza", per la prima volta in Italia, da Firenze alla volta di Rimini, dove si concluse la prima tappa con la vittoria del francese Romain Bardet.

### Principali società sportive
- Rimini Football Club: principale squadra calcistica cittadina, ha partecipato a 9 campionati di Serie B ed ha nel suo palmares anche una Coppa Italia Serie C. Attualmente milita nel campionato di Serie C.
- Basket Rimini: ha disputato 32 stagioni fra la prima e la seconda serie nazionale nel periodo 1978-2011. La sua prima squadra è stata attiva fino alla stagione 2017-2018.
- Rinascita Basket Rimini: nata nel 2018, nel 2020 ha rilevato lo storico codice di affiliazione del Basket Rimini. Milita in Serie A2.
- Rimini Baseball Club: ha vinto 13 scudetti e 3 Coppe dei Campioni. Dal 2019 non è più iscritta al campionato italiano.
- Pallamano Rimini: tra le stagioni 1977-78 e 1989-90 ha partecipato a dodici edizioni della Serie A e raggiunto due finali di Coppa Italia. Ha inoltre disputato la Coppa delle Coppe 1980-1981. Ha cessato la propria attività nel 2013.
- H.C. Rimini: tra le stagioni 1977-78 e 1984-85 ha partecipato a cinque edizioni della Serie A incrociando, per i primi quattro anni, i rivali concittadini della Pallamano Rimini. Nel 1986 si è fusa con la stessa Pallamano Rimini.
- New Rimini Baseball Softball: nuova realtà nata nel 2021 dalla collaborazione di cinque realtà locali, milita in Serie A.
- Torre Pedrera Falcons: ha vinto numerosi scudetti giovanili di baseball. Nata nel 1977, la prima squadra ha esordito in Serie A nel 2022, retrocedendo però in Serie B a fine stagione.
- Polisportiva Stella: la sezione di calcio maschile milita in Promozione, quella di basket maschile in DR3 dopo tanti anni in DR1. Mentre quella di volley femminile in Serie D.
- Junior Rimini Baseball: militante in Serie C, è inoltre una delle società dietro al progetto New Rimini Baseball Softball.
- Calcio a Cinque Rimini: militante in Serie C1.
- A.S.D. Rimini Rugby: nata nel 2002, milita in Serie C.
- Rimini Pallavolo: fondata nel 1968, partecipò alla Serie A2 maschile nel 1983-1984. Nel 2014 si è fusa con il Viserba Volley per creare Riviera Volley.
- Riviera Volley: milita in Serie C femminile.
- Pallavolo Viserba: nata nel 1973, aveva raggiunto la Serie B1 maschile con la denominazione Viserba Volley. Nel 2017 è uscita dal progetto Riviera Volley formando appunto Pallavolo Viserba, che oggi milita in Serie C maschile e in Serie D femminile sotto forma di Volley Team Rimini.
- SG Volley: milita in Serie C femminile.
- Femminile Rimini Calcio: operativa dal 2014 al 2018, ha partecipato a tre campionati di Promozione e uno di Eccellenza.
- L.S.D.F.: società di ultimate frisbee.

### Impianti sportivi
A Rimini sono presenti 66 impianti sportivi pubblici comunali e 8 provinciali, che comprendono lo stadio "Romeo Neri", dotato di 9.800 posti a sedere e di una pista di atletica, lo stadio del baseball dei Pirati, centri sportivi polifunzionali, campi da calcio, palestre, piscine, pattinodromi e campi da rugby. La città è dotata inoltre di due palasport: l'RDS Stadium (precedentemente noto come 105 Stadium) da circa 5.000 posti, e il Palasport Flaminio, da circa 3.300 posti.